# Zielona Góra

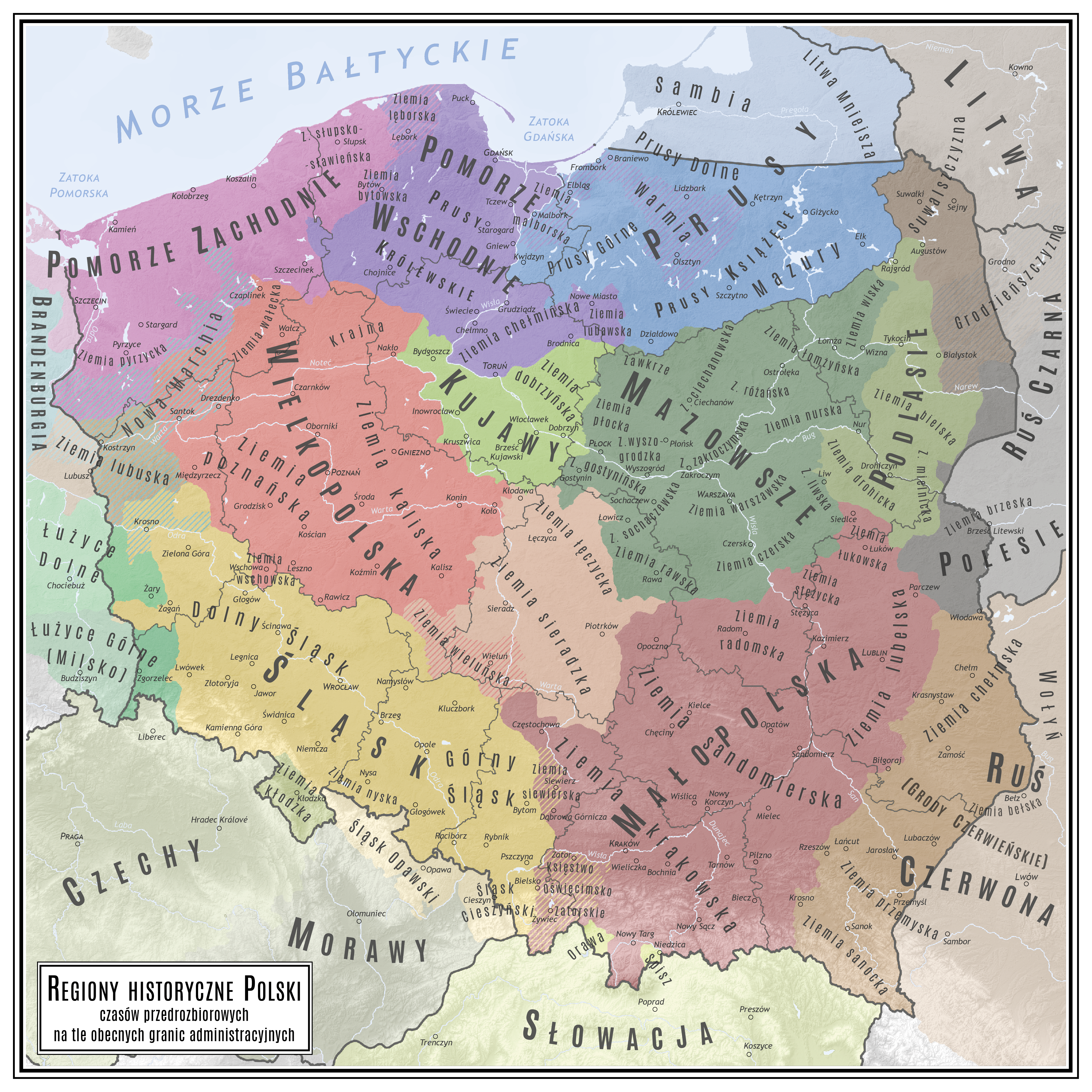
Zielona Góra, Dolny Śląsk i inne krainy historyczne Polski na tle współczesnych granic administracyjnych

Zielona Góra (wymowaⓘ; łac. Thalloris, Prasia Elysiorum; niem. Grünberg; cz. Zelená Hora; śl. Grinberg, potocznie również Winny Gród; ) – miasto na prawach powiatu w zachodniej Polsce, największe miasto woj. lubuskiego, siedziba organów samorządu województwa, marszałka i zarządu województwa lubuskiego i Sejmiku Województwa Lubuskiego oraz jednostek im podporządkowanych oraz starosty powiatu zielonogórskiego, stolica diecezji zielonogórsko-gorzowskiej. Razem z Sulechowem i Nową Solą tworzy tzw. Lubuskie Trójmiasto. Należy do Związku Miast Polskich. Z dniem 1 stycznia 2015 roku powiększyła się o obszar gminy Zielona Góra. Według danych GUS z 31 grudnia 2024 r., miasto było zamieszkiwane przez 138 869 osób, co lokuje je na 24. pozycji w kraju pod względem liczby ludności.

## Położenie

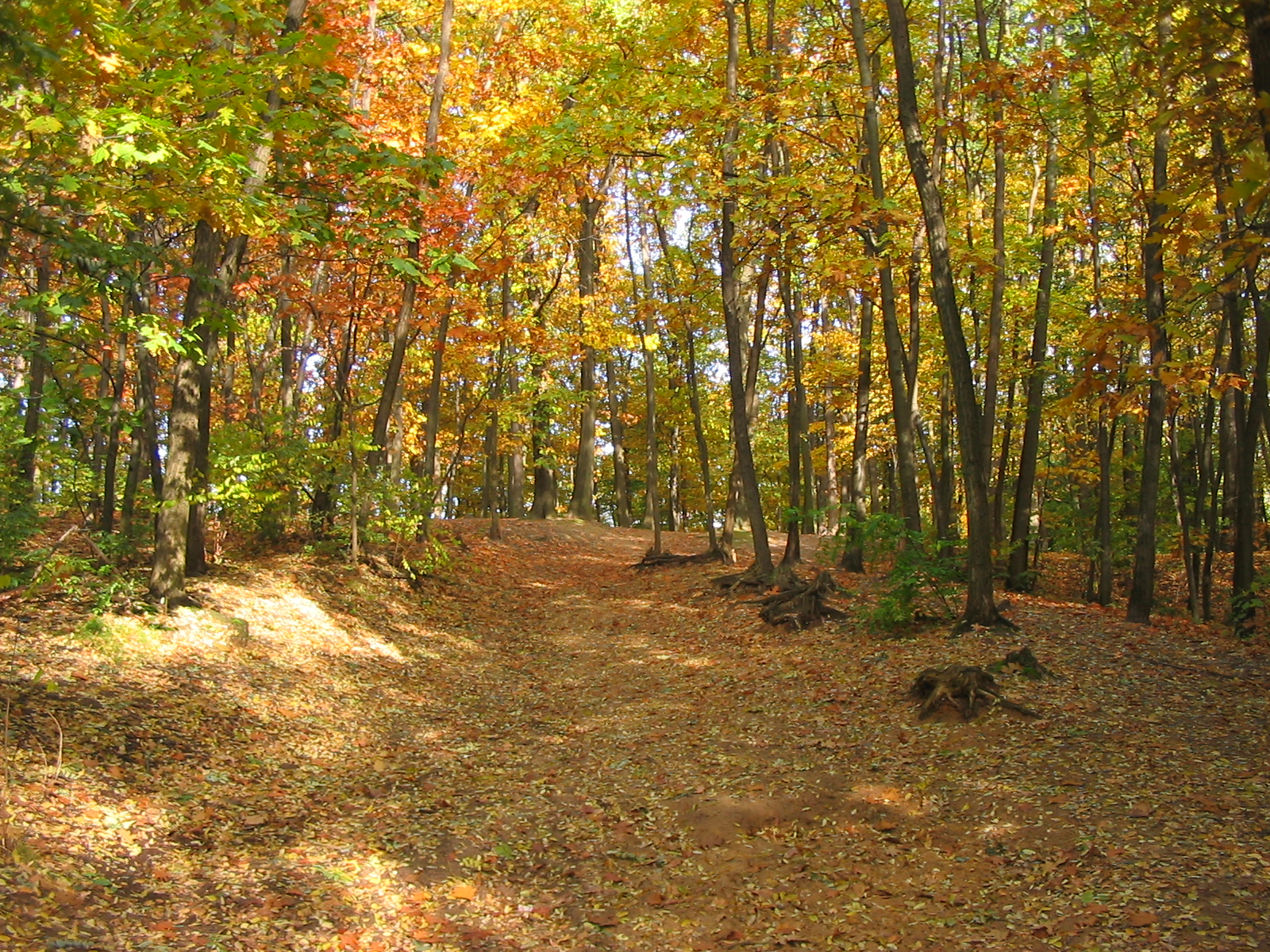
Wzgórza Piastowskie

Zielona Góra jest położona w zachodniej Polsce, na zboczu doliny rzeki Odry w miejscu, gdzie przecina ona pasmo wzgórz znane jako Wał Zielonogórski. Geograficznie znajduje się na terenie podprowincji Pojezierza Południowobałtyckie. Od północnego zachodu miasto graniczy z Niecką Płotowską, a od północnego wschodu z Niecką Chynowską.
Miasto leży na międzynarodowym szlaku drogowym i kolejowym łączącym Skandynawię z południem Europy. Od Poznania dzieli je 130 km, od Wrocławia 160 km, od Berlina 160 km, od Pragi 290 km, a od Warszawy 413 km.
Miejscowość historycznie jest częścią Dolnego Śląska (leżąc na jego północnej granicy). W latach 1950–1998 miasto było stolicą województwa zielonogórskiego, ukształtowanego podczas reform w 1950 oraz 1975 roku.
18 maja 2014 na terenie gminy wiejskiej Zielona Góra zostało przeprowadzone referendum ws. połączenia gminy wiejskiej z miastem Zielona Góra. Mieszkańcy w większości opowiedzieli się za takim rozwiązaniem. Zgodnie z decyzją Rady Ministrów do połączenia doszło z dniem 1 stycznia 2015 roku.
Według danych z 1 stycznia 2024 powierzchnia miasta wynosi 275,36 km².
W historii nazwa miasta notowana była w wielu językach oraz pod różnymi nazwami. Po łacinie Thalloris, Prasia Elysiorum, w niem. Grünberg in Schlesien oraz po polsku Zielona Góra.
Polską nazwę Zielona Góra w książce Krótki rys jeografii Szląska dla nauki początkowej wydanej w Głogówku w 1847 wymienił polski pisarz z Górnego Śląska Józef Lompa.
W 1945 używano przejściowo formy Zielonogóra, w obecnej formie oficjalnie od 1946.

## Historia miasta

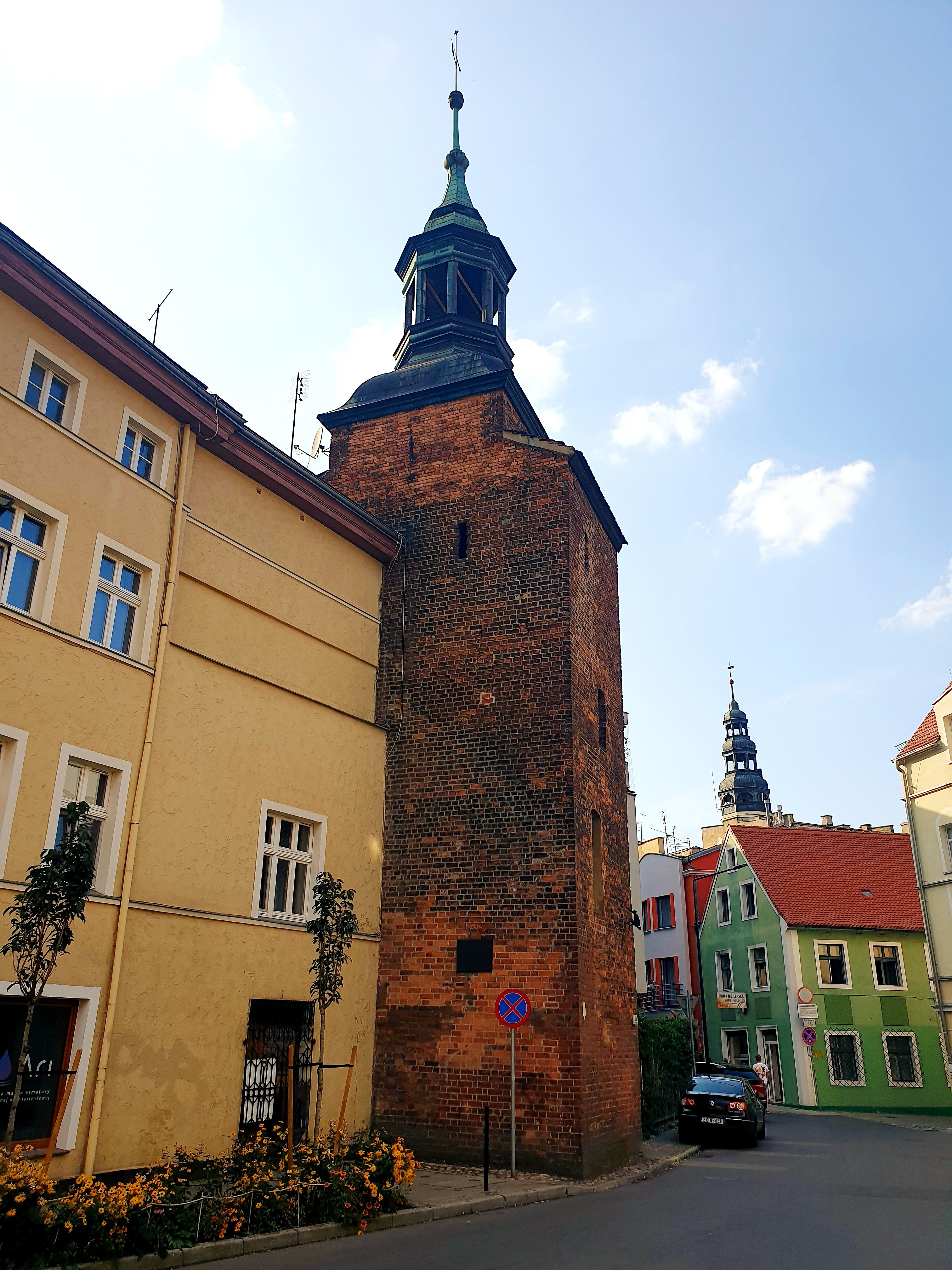
Wieża Łaziebna (Głodowa) – jeden z najstarszych zabytków miasta

### Czasy piastowskie i jagiellońskie
Początki miasta nie są dokładnie znane, ponieważ żaden dokument lokacyjny nie przetrwał do czasów współczesnych. Początkowo istniała osada rolnicza położona w granicach państwa Mieszka I, u podnóża Ceglanej Góry (obecnie Winne Wzgórze). Mieszkali w niej Dziadoszanie. Była ona usytuowana na obszarze u zbiegu dzisiejszych ulic Podgórnej, Kupieckiej oraz Placu Matejki
. Za datę początku Zielonej Góry przyjmuje się 1222 rok za panowania księcia Henryka Brodatego, który sprowadził tutaj osadników z Flandrii. Jednym ze źródeł pozwalających określić w czasie istnienie Zielonej Góry, jest dokument wystawiony przez Henryka III głogowskiego, datowany na 5 marca 1302 roku, w którym wspomniany teren został określony jako teritorio Grunenbergensi. Miejsce to leżało nad wartkim wówczas i wydajnym strumieniem Złota Łącza, który przez następne stulecia był źródłem wody i energii dla mieszkańców i funkcjonującego tu przemysłu. Jako miasto wymienia się Zieloną Górę w dokumencie z 28 lutego 1312, odnoszącym się do spuścizny po Henryku III. Miasto zostało lokowane na prawie magdeburskim w 1320. W 1323 książę głogowsko-żagański Henryk IV Wierny nadał Zielonej Górze pełne prawa miejskie (chociaż kroniki mówią jedynie, iż otrzymała prawa miejskie zaraz po Kożuchowie, leżącym w obecnym powiecie nowosolskim). Nadanie praw miejskich skutkowało zezwoleniem na osiedlanie się Niemców oraz zwolnieniem osadników z ceł i czynszów, w związku z czym od XIII wieku powoli zaczął się proces depolonizacji. W 1335 miasto utraciło związek z Koroną. Na mocy układu zawartego przez Kazimierza Wielkiego z Janem Luksemburskim w Wyszehradzie Śląsk został odstąpiony Czechom, Zielona Góra wraz z całym Dolnym Śląskiem przeszła pod formalne zwierzchnictwo czeskie, jednakże Piastowie panowali tu do ostatnich dziesięcioleci XV w. Następnie po epizodzie węgierskim, Zielona Góra wraz z księstwem głogowskim była zarządzana przez przyszłych królów Polski Jana I Olbrachta i Zygmunta I Starego, po czym w 1508 znalazła się bezpośrednio pod panowaniem Czech (do 1526 Jagiellonów, następnie Habsburgów).
Miasto przez niemal całą swoją historię związane było z Dolnym Śląskiem, a konkretniej księstwem głogowskim. Zielona Góra nigdy nie wchodziła w skład historycznej ziemi lubuskiej ze stolicą w (obecnie niemieckim) mieście Lubusz. Gród posiadał fortyfikacje i zamek (najprawdopodobniej jednak drewniany, stąd nie pozostał po nim żaden ślad, wskazówką jest m.in. stara nazwa ulicy Zamkowej nieopodal centrum miasta) – przedstawiał on jednak nikłą wartość strategiczną i najprawdopodobniej z rozkazu wizytującego te ziemie Jana Luksemburczyka został zburzony.

### Od XVI w. do 1939

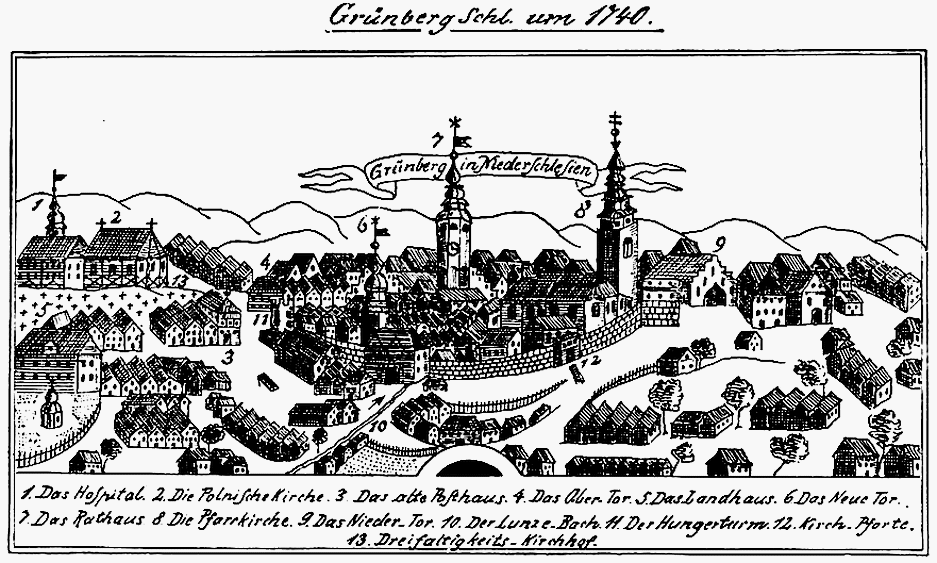
Panorama miasta w połowie XVIII wieku

Pierwszą znaną mapą, na której pojawiła się nazwa Grunberg, jest mapa Śląska Martina Helwiga z 1561.
W XVI i XVII wieku Zielona Góra była silnym ośrodkiem ruchu kalwińskiego. Z miasta wywodzili się teolog Abraham Scultetus i matematyk Bartłomiej Pitiscus. W 1727 w Zielonej Górze urodził się polski malarz Tadeusz Konicz.

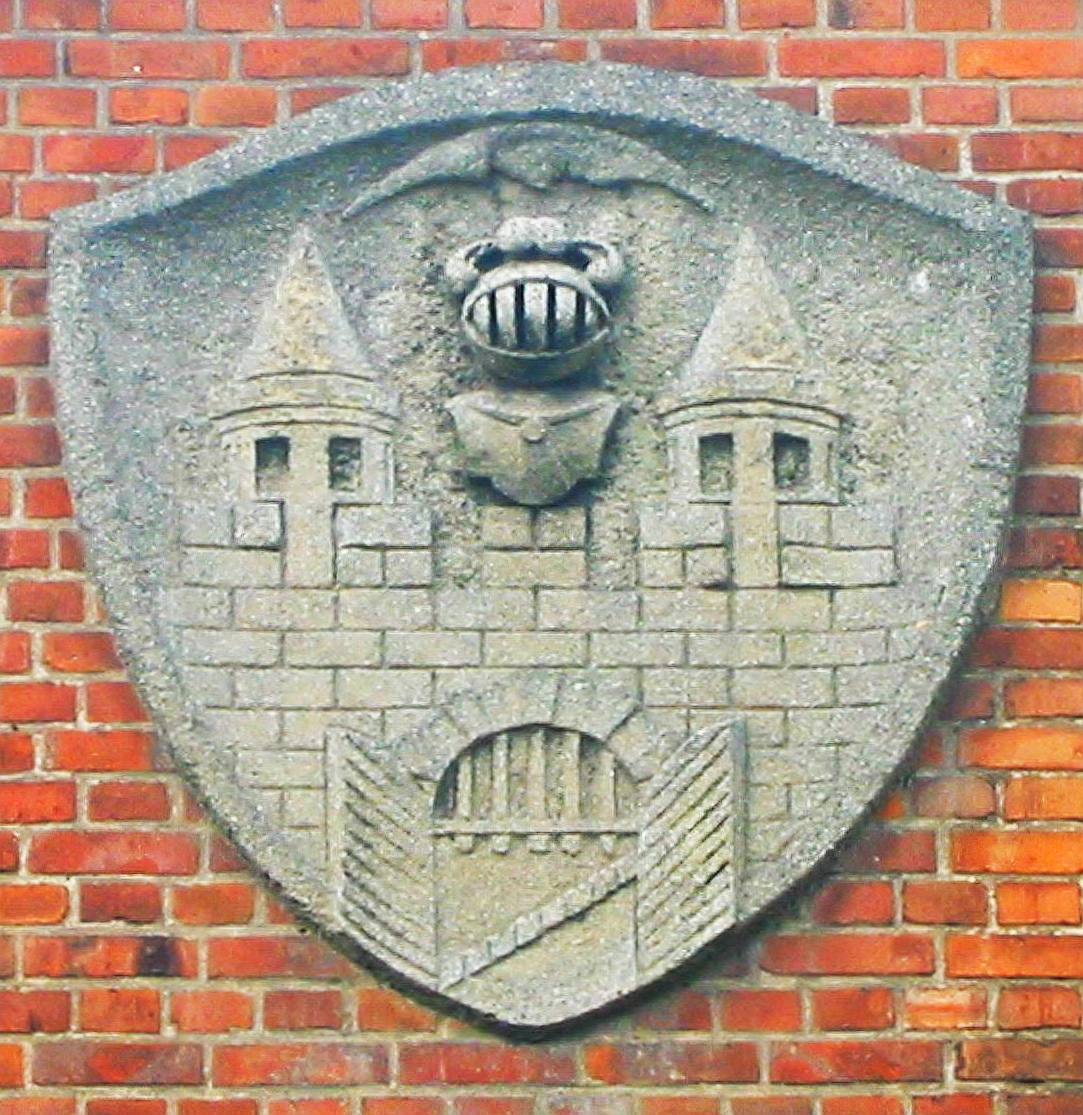
Międzywojenny herb miasta

15 grudnia 1740 miasto zostało zajęte przez wojska Fryderyka II, wskutek czego Zielona Góra wraz ze Śląskiem została przyporządkowana władzy pruskiej. Na początku XIX wieku następowało przejście z rękodzieła do produkcji na skalę przemysłową, którą starał się upowszechnić król Fryderyk Wilhelm II, który około roku 1797 podarował cechowi sukienników w Zielonej Górze maszynę przędzalniczą skonstruowaną przez mechanika Hoppego z Berlina. W latach 1815–1945 miasto wchodziło w skład rejencji legnickiej wchodzącej w skład pruskiej Prowincji Śląsk ze stolicą we Wrocławiu.
W 1871 w Zielonej Górze otwarto linię kolejową, dzięki czemu miasto uzyskało połączenie ze znaczniejszymi ośrodkami państwa pruskiego. W 1873 roku w Zielonej Górze było 11 zakładów napędzanych 26 maszynami parowymi o łącznej mocy 792 KM.
W 1898 zostało utworzone Towarzystwo Polskich Rzemieślników w Zielonej Górze. Jego założyciel Kazimierz Lisowski został zamordowany przez gestapo w 1935.
W 1939 liczyła 26 076 mieszkańców, w tym ok. 350 osób narodowości polskiej. Była dużym ośrodkiem przemysłowym oraz znacznym węzłem kolejowym.

### II wojna światowa
W czasie II wojny światowej w mieście rozlokowanych było kilkanaście obozów pracy wykorzystujących robotników przymusowych oraz filia niemieckiego obozu koncentracyjnego Groß-Rosen. 28 stycznia 1945 do Grünbergu dotarła piesza grupa około 1700 węgierskich Żydówek z obozu w Schlesiersee (obecnie Sława), więzionych wcześniej w Auschwitz. 29 stycznia 1945 Niemcy ewakuowali obóz w Grünbergu. Wyruszył stąd najdłuższy Marsz Śmierci II wojny światowej. Liczył około 2600 więźniarek, pędzonych kilkaset kilometrów, przeżyło zaledwie 300 z nich.
14 lutego 1945 Zielona Góra bez walki została zajęta przez armię radziecką (do nacierającej Armii Czerwonej wyszedł ówczesny proboszcz, ks. Georg Gottwald i poinformował, że w mieście przebywa już tylko ludność cywilna). Dzięki temu miasto nie zostało zniszczone.

### Polska Ludowa

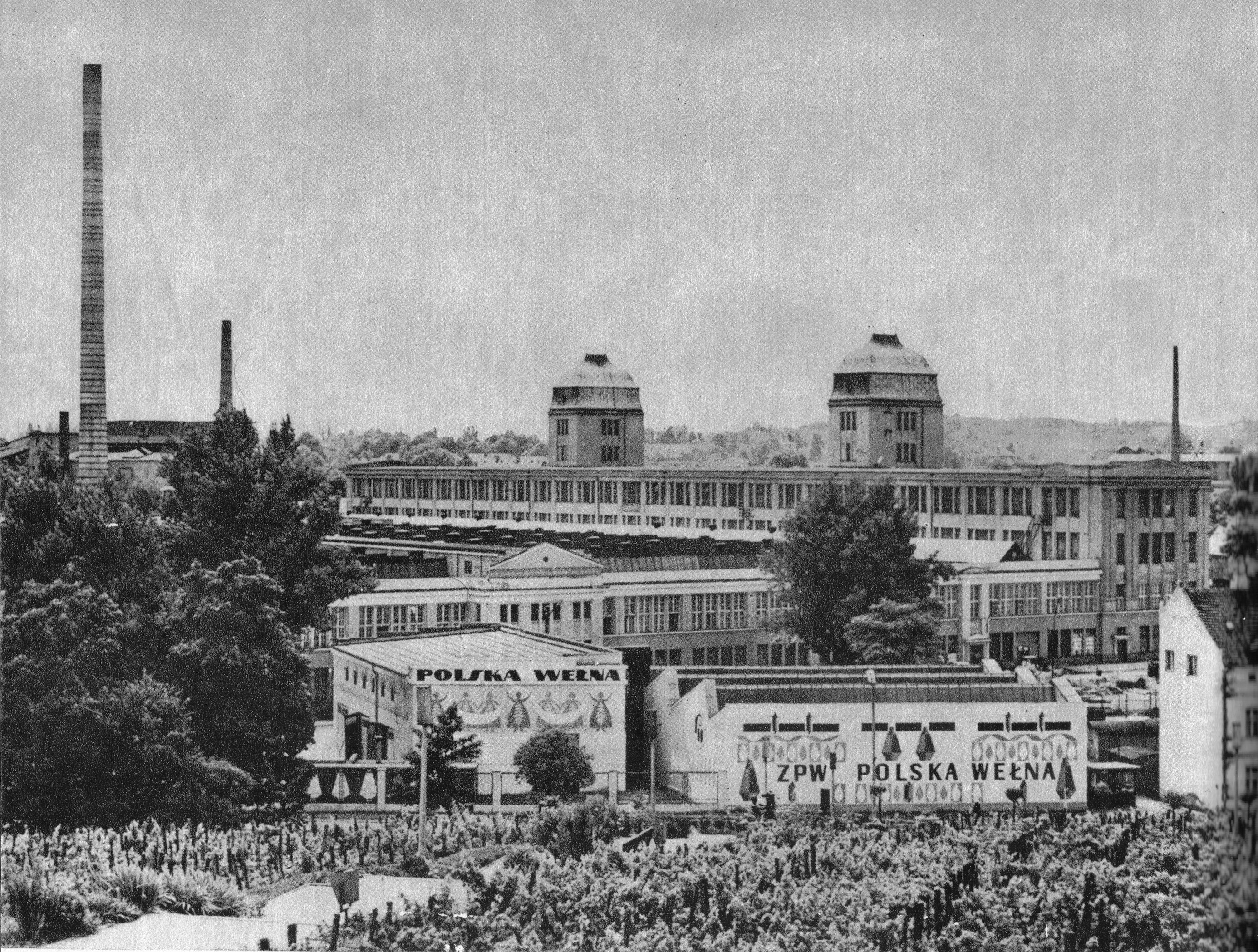
Zakłady Przemysłu Wełnianego Polska Wełna (lata 60. XX wieku) – ob. Focus Mall

6 czerwca 1945 Zielona Góra przeszła pod administrację polską stając się początkowo częścią województwa poznańskiego. Pierwszym polskim burmistrzem został Tomasz Sobkowiak. Dotychczasowych mieszkańców miasta wysiedlono do Niemiec – Zielona Góra zasiedlana była jeszcze do końca lat 70. XX wieku, głównie przez ekspatriantów z Kresów Wschodnich oraz przybyszów z pobliskiej Wielkopolski.

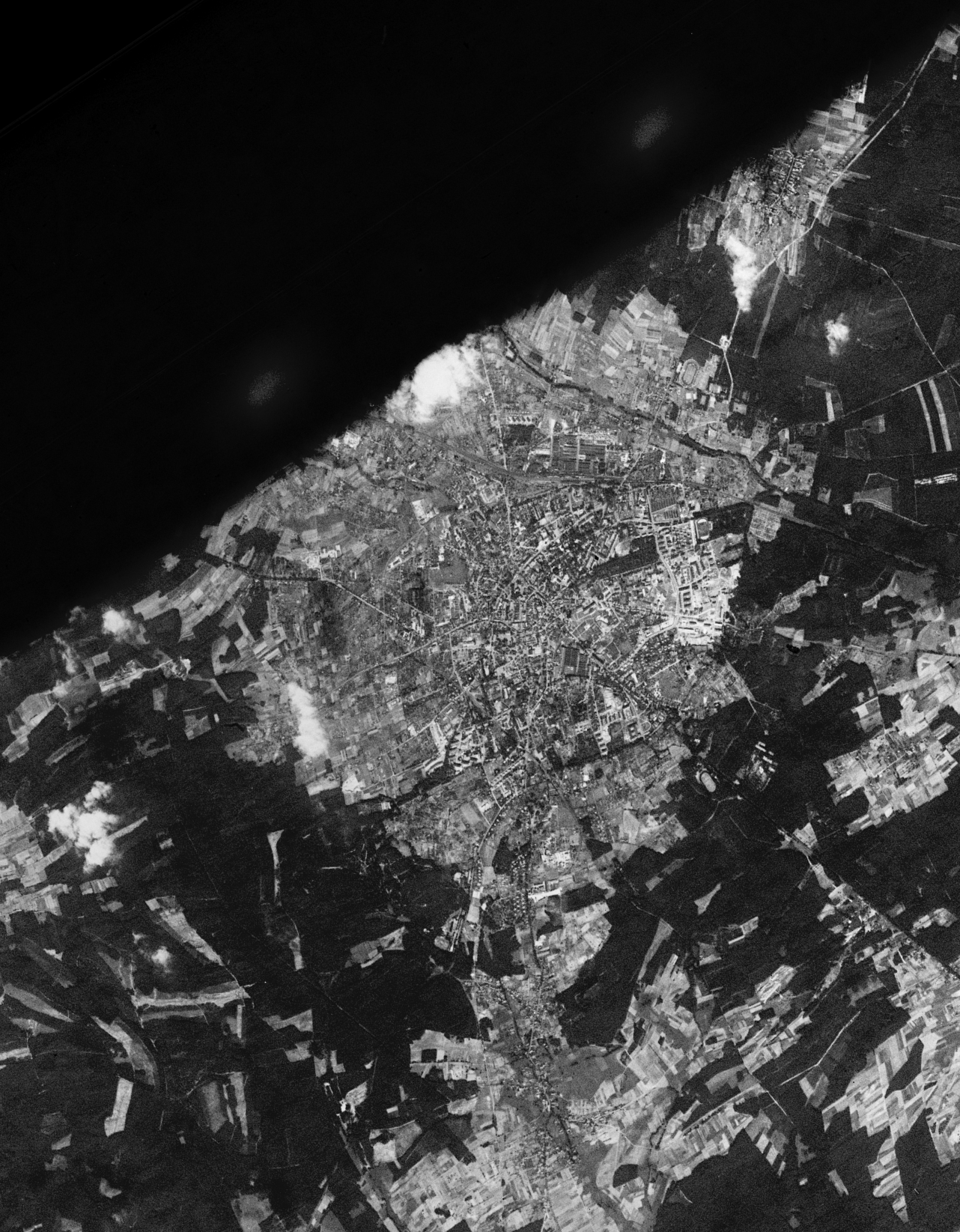
Zielona Góra sfotografowana przez amerykańskiego satelitę wywiadowczego Corona 98 (KH-4A 1023) w dniu 23 sierpnia 1965 r.

6 lipca 1950 Zielona Góra została stolicą nowego województwa. Od tego momentu zaczyna się okres szybkiej kariery miasta, które wyrasta na ważny ośrodek kulturalny, turystyczny, uniwersytecki i przemysłowy. Do grupy największych zakładów przemysłowych zaliczały się m.in. Zakłady Metalowe Zastal, Zakłady Aparatów Elektrycznych Lumel, Zielonogórska Fabryka Zgrzeblarek, Zakłady Przemysłu Wełnianego Polska Wełna, Lubuska Wytwórnia Win i Wódek Polmos, Zielonogórskie Fabryki Mebli, Fabryka Dywanów Novita. Liczba mieszkańców wzrosła pięciokrotnie.
21 stycznia 1957 roku uruchomiono radiostację Polskiego Radia w Zielonej Górze.
30 maja 1960 miały miejsce pierwsze po wojnie na tak dużą skalę masowe protesty przeciwko władzy komunistycznej. Uczestniczyło w nich 5 tysięcy zielonogórzan. Był to sprzeciw mieszkańców wobec nakazu konfiskaty domu katolickiego. Protesty te nazwano wydarzeniami zielonogórskimi. Mimo to późniejsze umocnienie się pozycji PZPR w mieście oraz organizacja Festiwalu Piosenki Radzieckiej sprawiły, że w okresie prl-owskim do miasta przylgnęło przezwisko „Czerwona Góra”, pojawiające się nawet w prasie partyjnej.
22 lipca 1961 Zieloną Górę, jako jedno z czterech miast w Polsce, odwiedził Jurij Gagarin.
W latach 1965–1989 w Zielonej Górze odbywał się Festiwal Piosenki Radzieckiej.
W 1965 założono Wyższą Szkołę Inżynierską, która następnie przemianowana została na Politechnikę Zielonogórską. W 1971 powstała Wyższa Szkoła Pedagogiczna im. Tadeusza Kotarbińskiego w Zielonej Górze. W 2001 Politechnika i WSP połączyły się, tworząc Uniwersytet Zielonogórski.
W dniach 5–6 listopada 1966 w kościele Matki Bożej Częstochowskiej miały miejsce zielonogórskie obchody Sacrum Poloniae Millenium, którym przewodniczył metropolita krakowski abp Karol Wojtyła, późniejszy papież i święty Kościoła katolickiego Jan Paweł II.
W latach 1975–1998 miasto było siedzibą tzw. „małego” województwa zielonogórskiego.
W 1980 liczba mieszkańców miasta przekroczyła 100 tysięcy.

### Po 1989 roku
W 1992 bullą Jana Pawła II Totus Tuus Poloniae populus, Zielona Góra stała się stolicą diecezji zielonogórsko-gorzowskiej, a dotychczasowy kościół parafialny św. Jadwigi został podniesiony do godności konkatedry.
W 1999 miasto stało się siedzibą władz samorządowych utworzonego wówczas województwa lubuskiego.
W 2015 po połączeniu gminy Zielona Góra z miastem, Zielona Góra stała się największym miastem województwa lubuskiego i szóstym w Polsce pod względem powierzchni.
W latach 2022–2023 w Zielonej Górze trwały obchody jubileuszu 800-lecia powstania miasta oraz 700-lecia uzyskania praw miejskich.

### Tradycje winiarskie

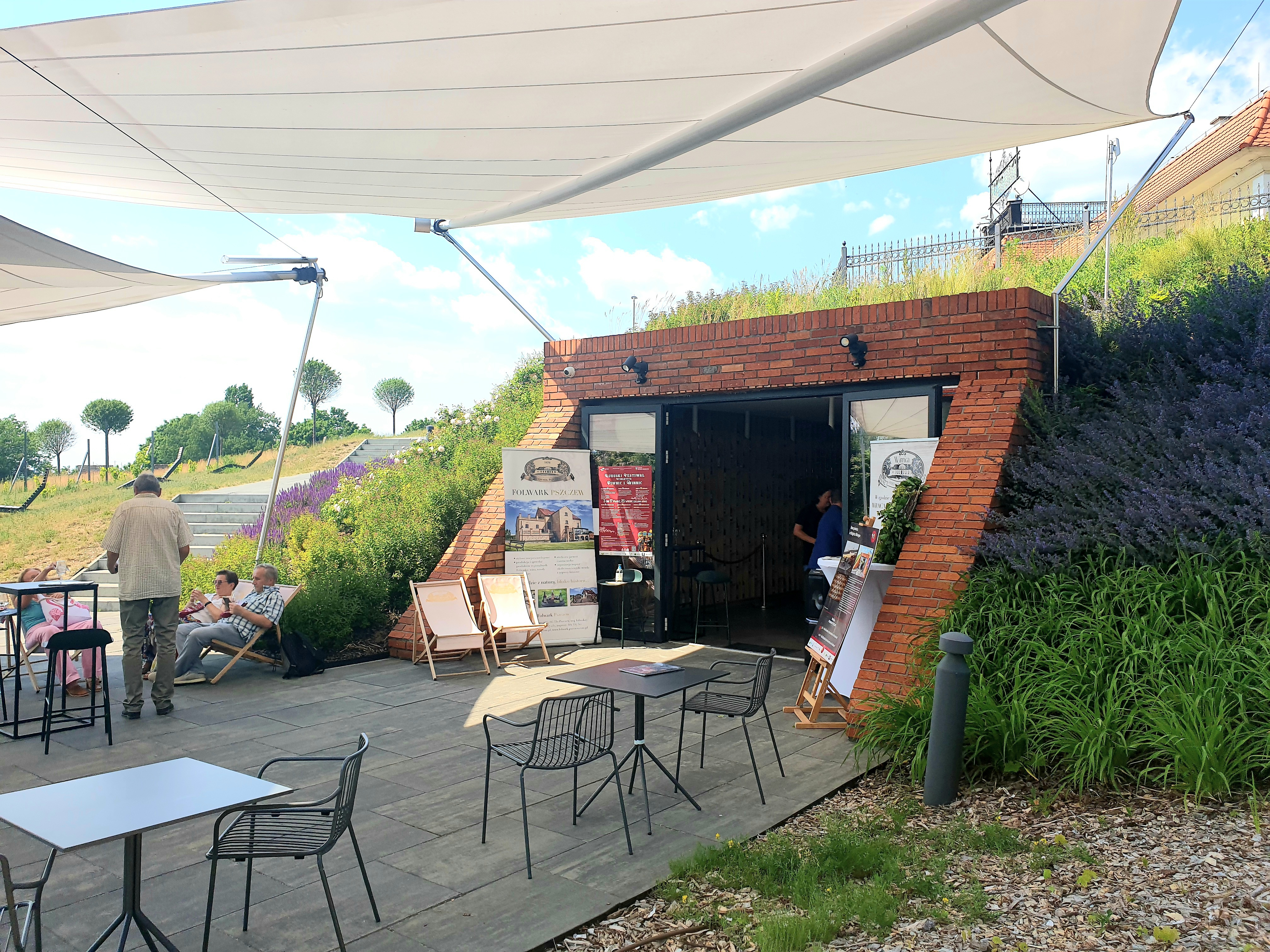
Współczesna piwniczka winiarska na Winnym Wzgórzu

Zielona Góra znana jest jako polska stolica wina. Dawniej był to najdalej wysunięty na północ obszar w Europie z uprawą winorośli. Prawdopodobne początki tradycji winiarskich miasta sięgają 1150 roku, kiedy to do Zielonej Góry przybyli osadnicy z Frankonii, którzy przywieźli sadzonki oraz umiejętności uprawy winnej latorośli. Pierwsza wzmianka o uprawie winorośli pochodzi z 1314, gdy mowa o Kapliczce na Winnicy. Z czasem w Zielonej Górze i okolicy powstało bardzo wiele winnic. W 1890 winorośl uprawiano na powierzchni 1400 ha. W okresie międzywojennym w okolicach Zielonej Góry istniało ok. 300 hektarów winnic. W Zielonej Górze w okresie industrializacji powstało siedem znaczących wytwórni win, w tym słynne zakłady Gremplera. W 1826 Friedrich August Grempler, wraz z dwoma wspólnikami, Karlem Samuelem Häuslerem i Friedrichem Gottlobem Försterem, założył w Zielonej Górze pierwszą w Niemczech wytwórnię wina musującego, zwanego Grünberger Sekt. Na bazie tej fabryki powstała po 1945 Lubuska Wytwórnia Win, która w 1999 uległa likwidacji, kończąc tym samym produkcję przemysłową wina w Zielonej Górze.
W 1945 winnicę na Winnym Wzgórzu objął Grzegorz Zarugiewicz – instruktor winiarstwa z kresowych Zaleszczyk. Odpowiadał też za plantacje należące do Lubuskiej Wytwórni Win. Po II wojnie światowej, wiele zielonogórskich wytwórni skupiło się przede wszystkim na produkcji win owocowych. Jednakże ostatnią winnicę – w celu produkcji wina – uprawiano do 1977. Odrodzenie winiarstwa rozpoczęło się już w latach 80. XX wieku, kiedy to powstały Winnica „Kinga” i Winnica „Jędrzychów”. Współcześnie w całym regionie lubuskim istnieje 101 winnic (2021), z których większość została założona po 2001 roku.
Bogate tradycje produkcji wina w przeszłości obecne były w gospodarce i krajobrazie przestrzennym, o czym świadczą dawne wytwórnie win i rezydencje winiarzy, potężne piwnice i motywy winiarskie na fasadach kamienic. Na terenie Zielonej Góry znajduje się kilkanaście bardzo dobrze zachowanych piwnic winiarskich, w tym m.in. znajdująca się przy ul. Wodnej unikatowa piwnica winiarska z 1786. Jest to jedyna tego typu piwnica w Polsce, charakterystyczna dla regionu Bordeaux we Francji. Nie powstała pod budynkiem ani na terenie wytwórni, ale została zbudowana w południowym zboczu winnic. Wybudował ją w 1786 roku Johann Jeremias Seydel, który był w owych czasach najważniejszą personą, jeśli chodzi o zielonogórskich winiarzy i handlarzy winem. Należały do niego winnice położone w rewirze winiarskim Rodeland. Są to tereny dzisiejszego osiedla Słowackiego.
Wielowiekowe tradycje uprawy winorośli w Zielonej Górze zrodziły różnorodne obyczaje. Najbardziej spektakularnym ich przejawem jest hucznie obchodzone w pierwszej połowie września święto Winobrania. Poza tym odbywa się tu Lubuski Festiwal Otwartych Piwnic i Winnic (maj) oraz Dni Otwartych Piwnic Winiarskich (czerwiec) oraz Święto Młodego Wina (grudzień), a także tradycyjne winobranie w skansenie w ramach imprezy „U progu jesieni” (wrzesień). Coraz bardziej popularna jest też enoturystyka. W 2022 powstał Zielonogórski Szlak Winiarski.
Od 2006 w Muzeum Ziemi Lubuskiej znajduje się Muzeum Wina, jest to jedyna w Polsce ekspozycja stała ukazująca zarówno historię winiarstwa oraz zagadnienia związane z kulturą winiarską. W 2015 w podzielonogórskim Zaborze powstała 33-hektarowa Winnica Samorządowa – wówczas największa winnica w Polsce. Tuż obok znajduje się Lubuskie Centrum Winiarstwa. Przez Zieloną Górę prowadzi także Lubuski Szlak Wina i Miodu.

### Pożary miasta
Odnotowany w źródłach pierwszy wielki pożar wybuchł w 1456, największy z 1582 zniszczył całe miasto a kolejne wybuchały w latach: 1608, 1627, 1631, 1651, 1689, 1735, 1793, 1834, 1893, 1902, 1903; ostatni z wielkich pożarów wybuchł w 1948.

### Patron miasta
Patronem Zielonej Góry jest św. Urban I (papież i męczennik), który w tradycji chrześcijańskiej uznawany jest za patrona winiarzy, ogrodników, rolników, winnej latorośli oraz dobrych urodzajów. 24 listopada 2009 Rada Miasta (na wniosek mieszkańców skupionych w Społecznym Komitecie Ogłoszenia św. Urbana I Patronem Miasta Zielona Góra, który zebrał blisko 2 tys. podpisów na czterysta wymaganych) przyjęła oświadczenie, w którym wyraziła chęć przyjęcia św. Urbana I patronem Zielonej Góry. 2 grudnia 2009 Przewodniczący Rady Miasta realizując podjęte oświadczenie, w imieniu organów stanowiącego i wykonawczego Miasta Zielona Góra zwrócił się z prośbą do władz kościelnych – ks. bpa Stefana Regmunta – o uznanie przez Stolicę Apostolską św. Urbana I patronem miasta Zielona Góra.
22 czerwca 2010 watykańska Kongregacja ds. Kultu Bożego i Dyscypliny Sakramentów wydała dekret, którym ustanowiła i zatwierdziła św. Urbana I patronem Zielonej Góry. Dekret można oglądać w Muzeum Ziemi Lubuskiej w Zielonej Górze w dziale poświęconym miastu. Wybór ten został dodatkowo potwierdzony uchwałą Rady Miasta 31 sierpnia 2010.
Uroczyste przyjęcie patronatu odbyło się na specjalnie zwołanej sesji Rady Miasta w niedzielę 5 września 2010 roku. Tego samego dnia na Starym Rynku podczas obchodów Dni Zielonej Góry – Winobrania nastąpiło publiczne ogłoszenie patronatu św. Urbana I nad Zieloną Górą. 11 września 2011 r. podczas Winobrania odbyło się uroczyste wprowadzenie relikwii św. Urbana I.
Od tego czasu Dni Zielonej Góry rozpoczynają się obchodami ku czci patrona miasta – św. Urbana I. W dniu rozpoczęcia Winobrania (zawsze w sobotę) ma miejsce tzw. „Noc św. Urbana”, która rozpoczyna się wieczorną mszą św. w intencji mieszkańców i gości winobraniowych w kościele patronalnym pw. św. Urbana I na Wzgórzu Braniborskim. Po mszy ma miejsce barwny orszak z figurą i relikwiami patrona miasta do zielonogórskiej konkatedry pw. św. Jadwigi Śląskiej. Następnego dnia (w niedzielę) po uroczystej mszy św. w intencji miasta z udziałem władz samorządowych i mieszkańców orszak z relikwiami św. Urbana I udaje się pod ratusz, gdzie odbywają się dalsze uroczystości ku czci patrona. Od 2018 orszak w drodze do ratusza zatrzymuje się pod pomnikiem patrona miasta, gdzie jest odmawiana modlitwa za Zieloną Górę. 30 sierpnia 2018 na pl. Powstańców Wielkopolskich został odsłonięty pomnik św. Urbana I.
26 października 2011 po przeprowadzeniu postępowania wyjaśniającego na wniosek mieszkańca miasta, Prokuratura Rejonowa w Zielonej Górze skierowała wniosek do Rady Miasta o uchylenie uchwały z 31 sierpnia 2010 o patronacie jako wydanej z naruszeniem prawa. Nielegalność takiej uchwały wynika z faktu, iż radni nie posiadają kompetencji (podstawy prawnej) do powoływania patrona miasta, gdyż jest to wyłącznie sprawa wiernych i hierarchii kościelnej.

## Zabytki

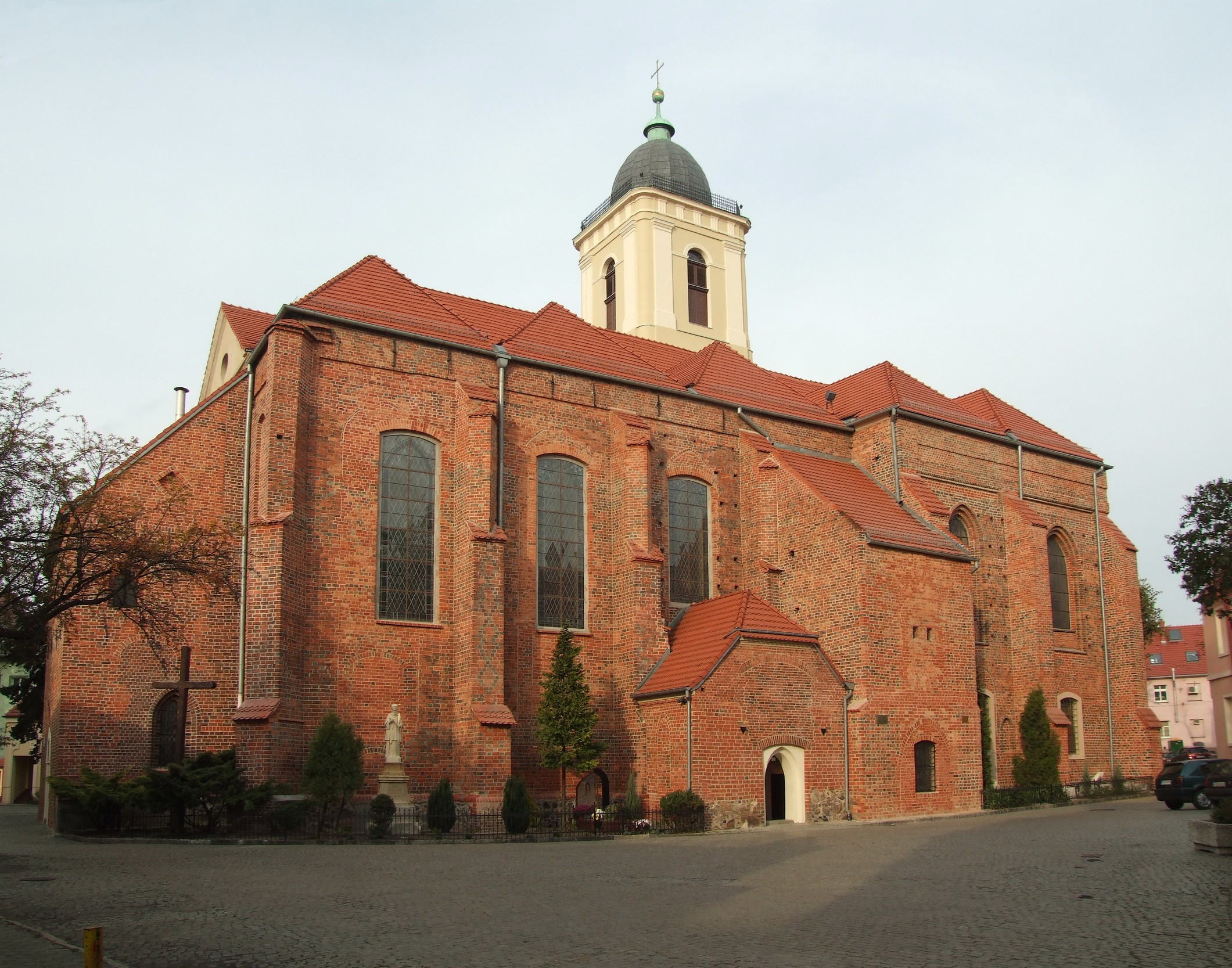
Konkatedra św. Jadwigi Śląskiej

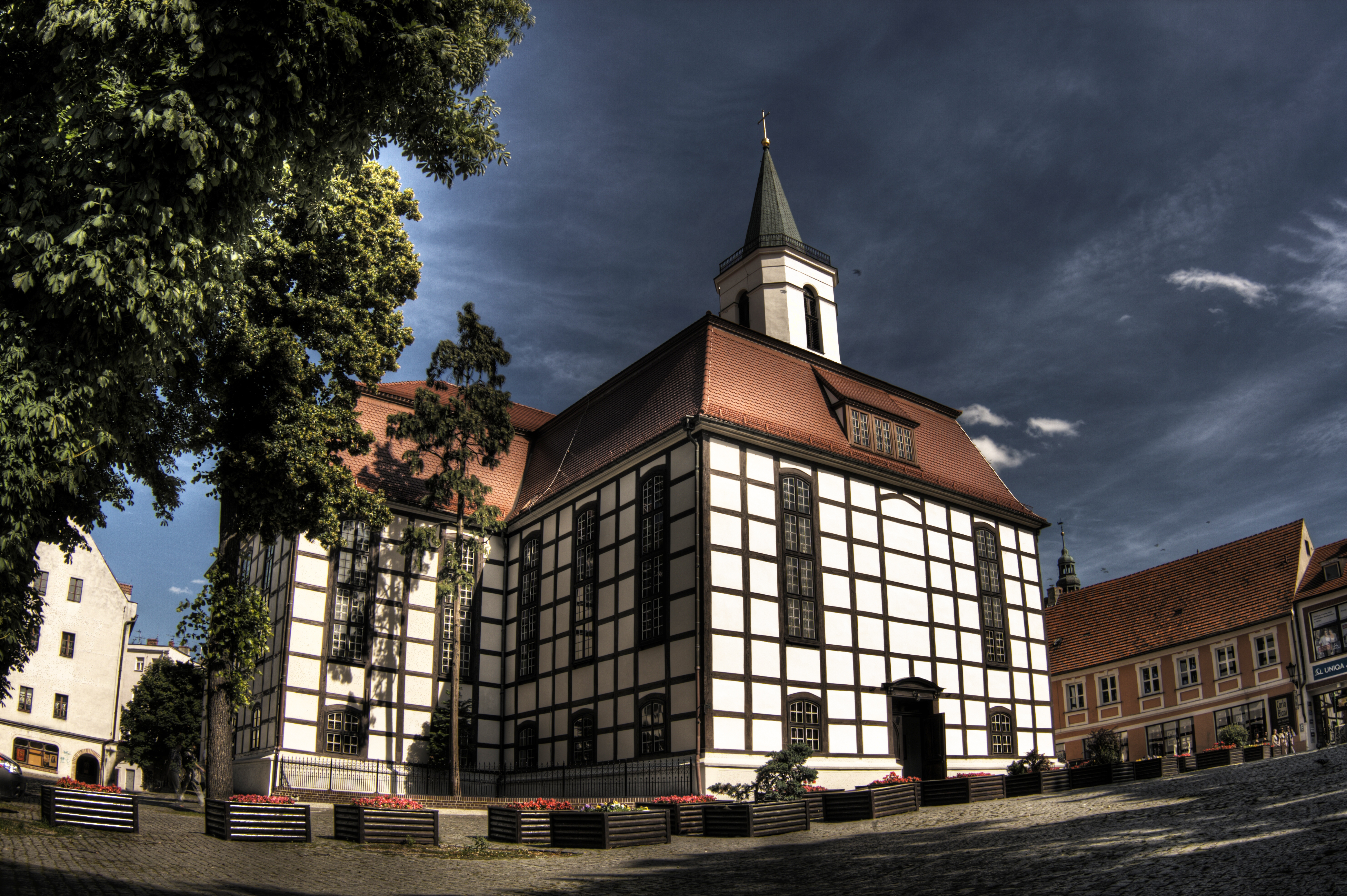
Kościół Matki Bożej Częstochowskiej (dawny ewangelicki)

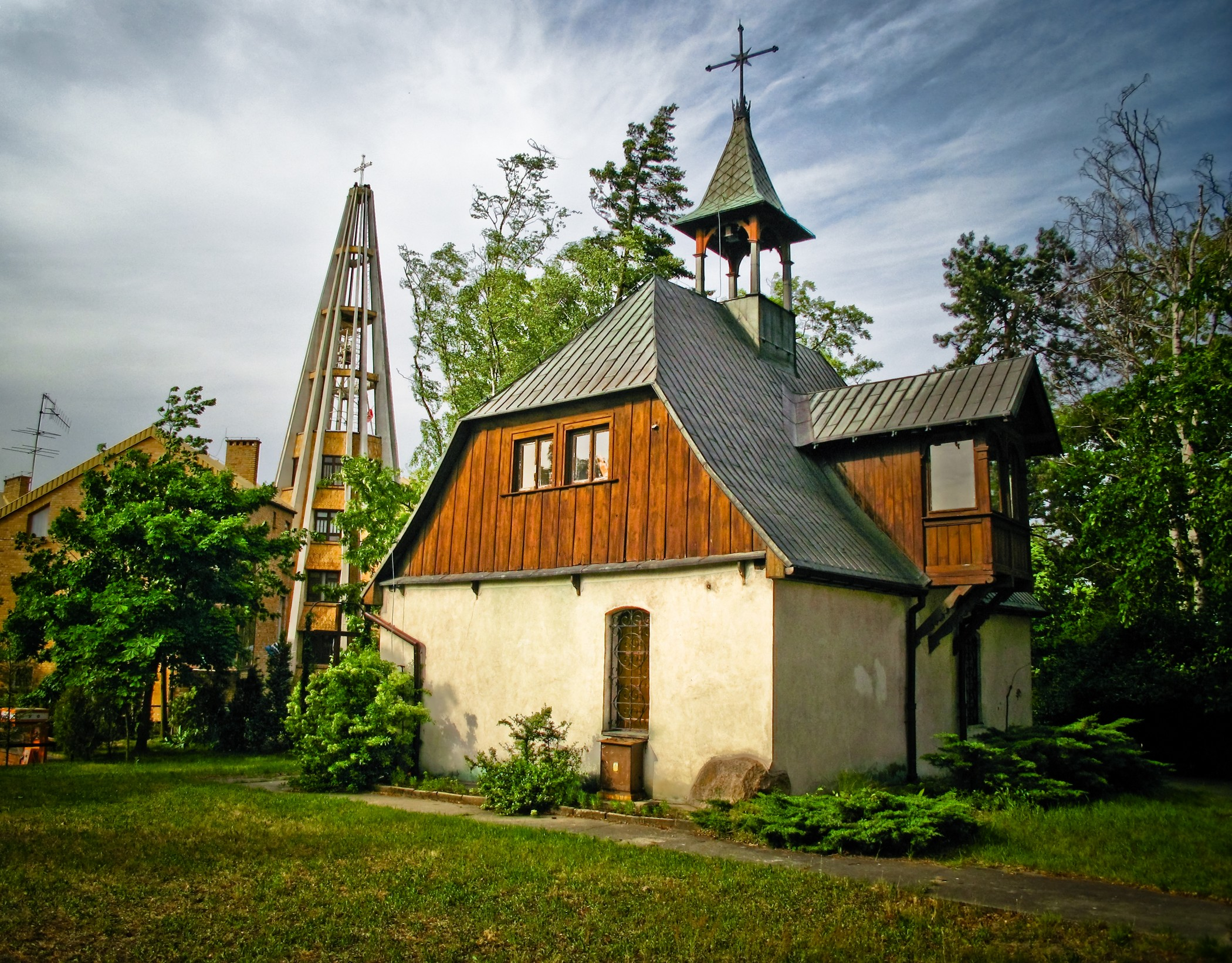
Kaplica na winnicy

Zielona Góra jest miastem zabytkowym, z racji niewielkich zniszczeń wojennych pozostała tutaj cała przedwojenna zabudowa miejska. Szczególne walory estetyczne posiada Stare Miasto oraz przedwojenne wille wzdłuż alei Niepodległości, reprezentacyjnego traktu miejskiego. Znajduje się tu też wiele budynków o unikalnej architekturze – dzieła berlińskich architektów, jak np. teatr zaprojektowany przez Oskara Kaufmanna. Oprócz pięknych niewielkich kamienic w najstarszej części miasta, jest tu też wiele budynków postindustrialnych dostosowanych do nowych funkcji, np. lofty w okolicach ulicy Fabrycznej czy część budynków Fabryki Wełny zaadaptowane na centrum handlowe.

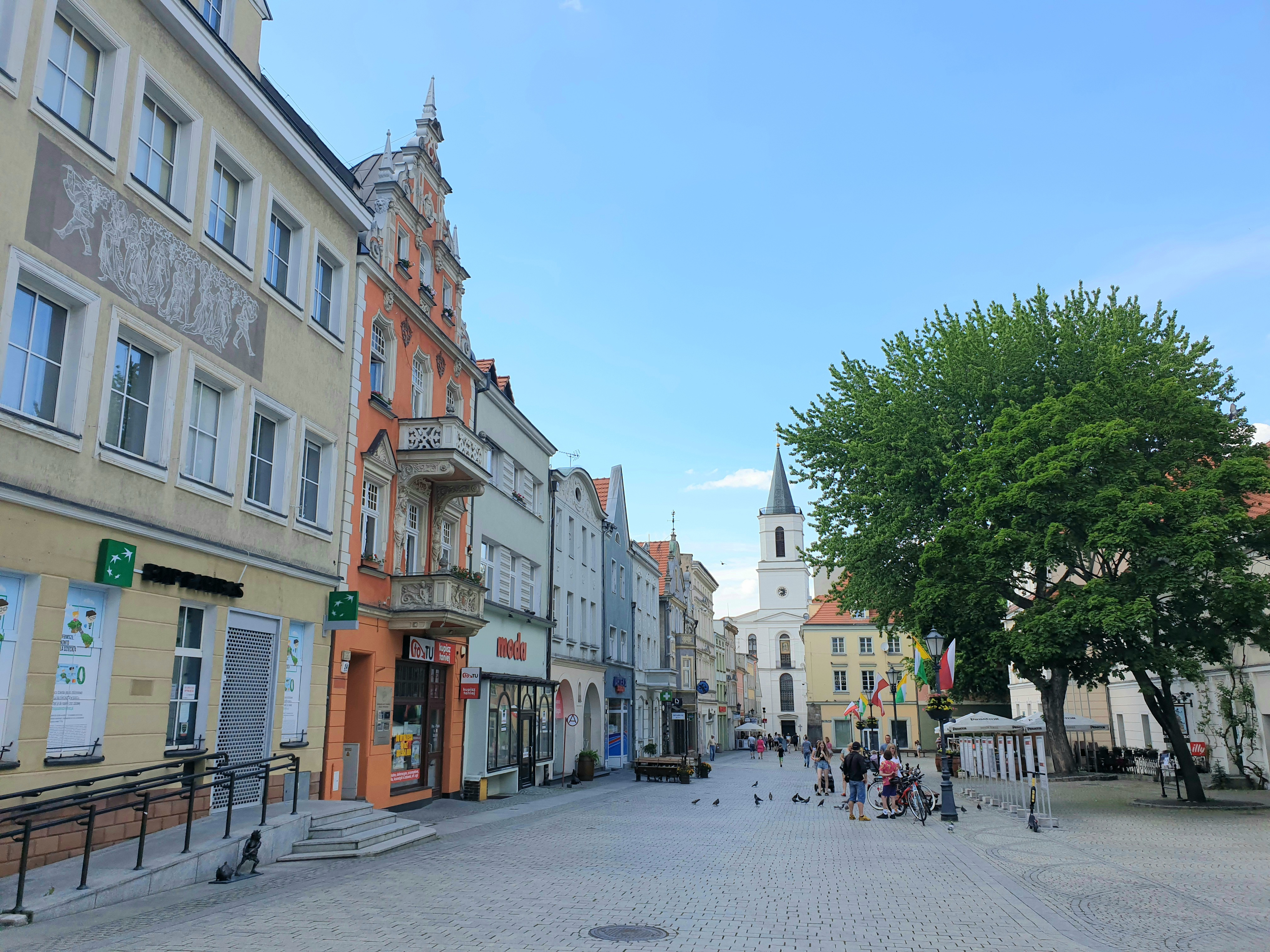
Stary Rynek

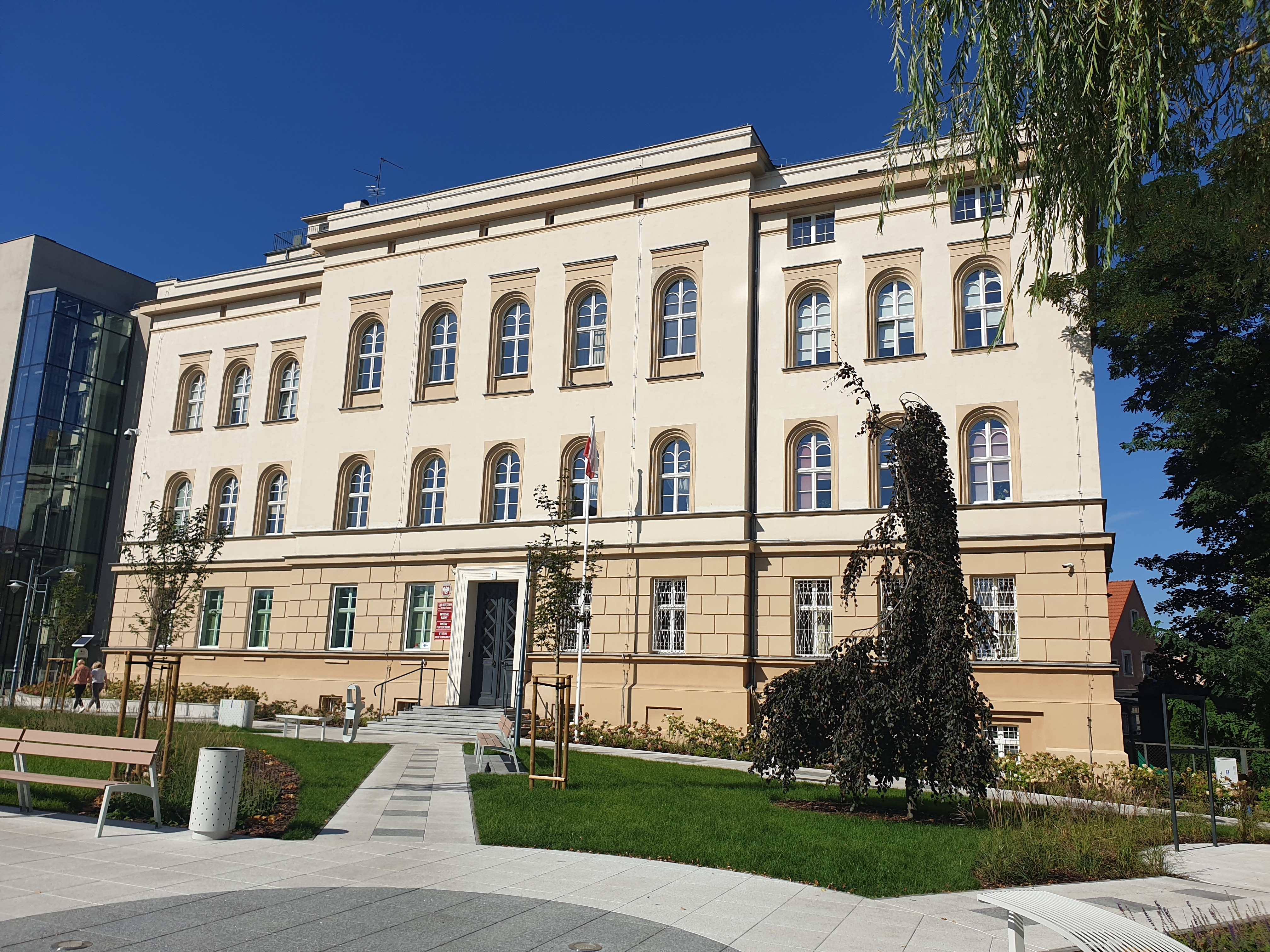
Gmach Sądu Okręgowego

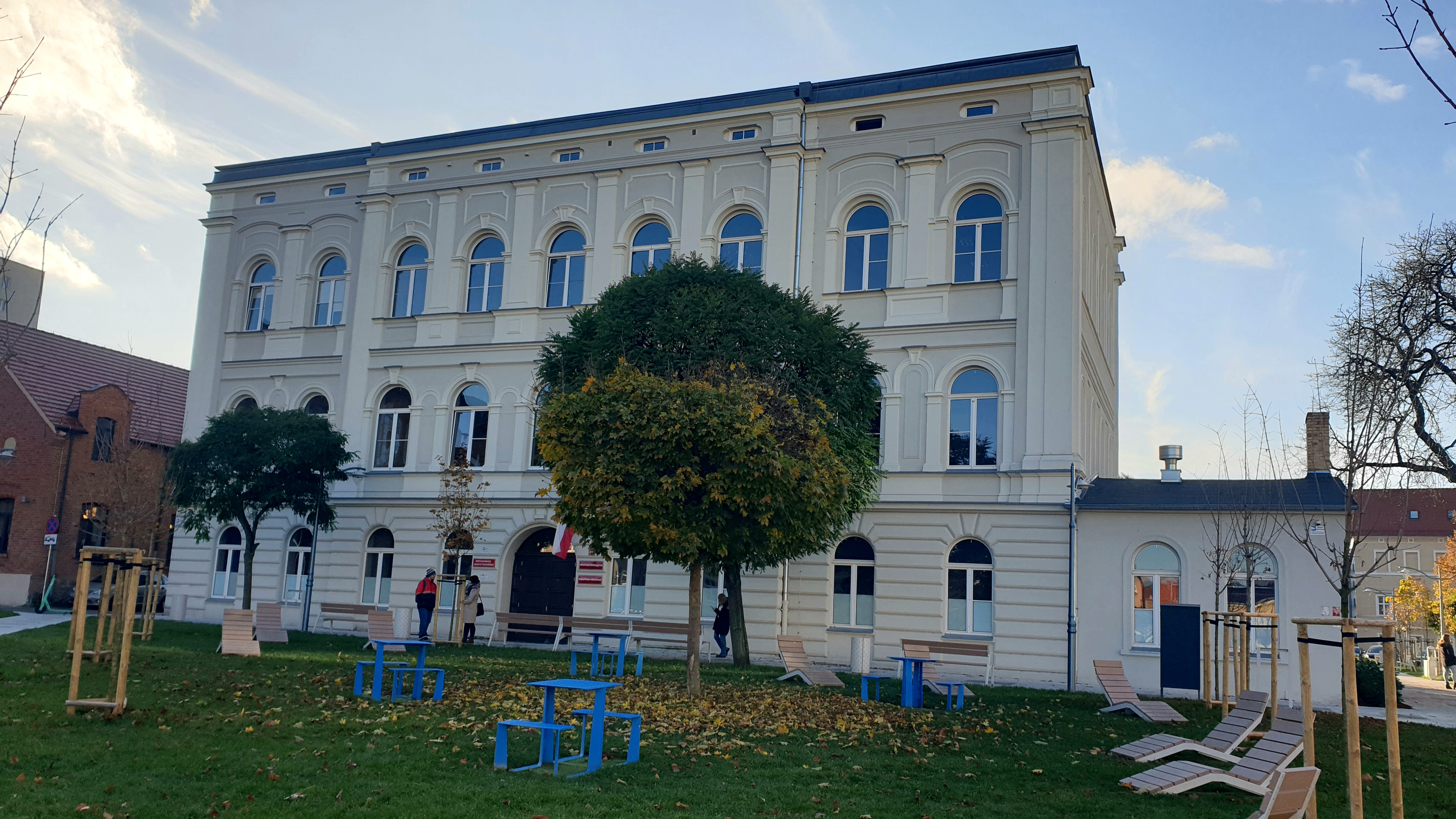
Wydział Prawa i Administracji Uniwersytetu Zielonogórskiego (dawna Resursa Kupiecka)

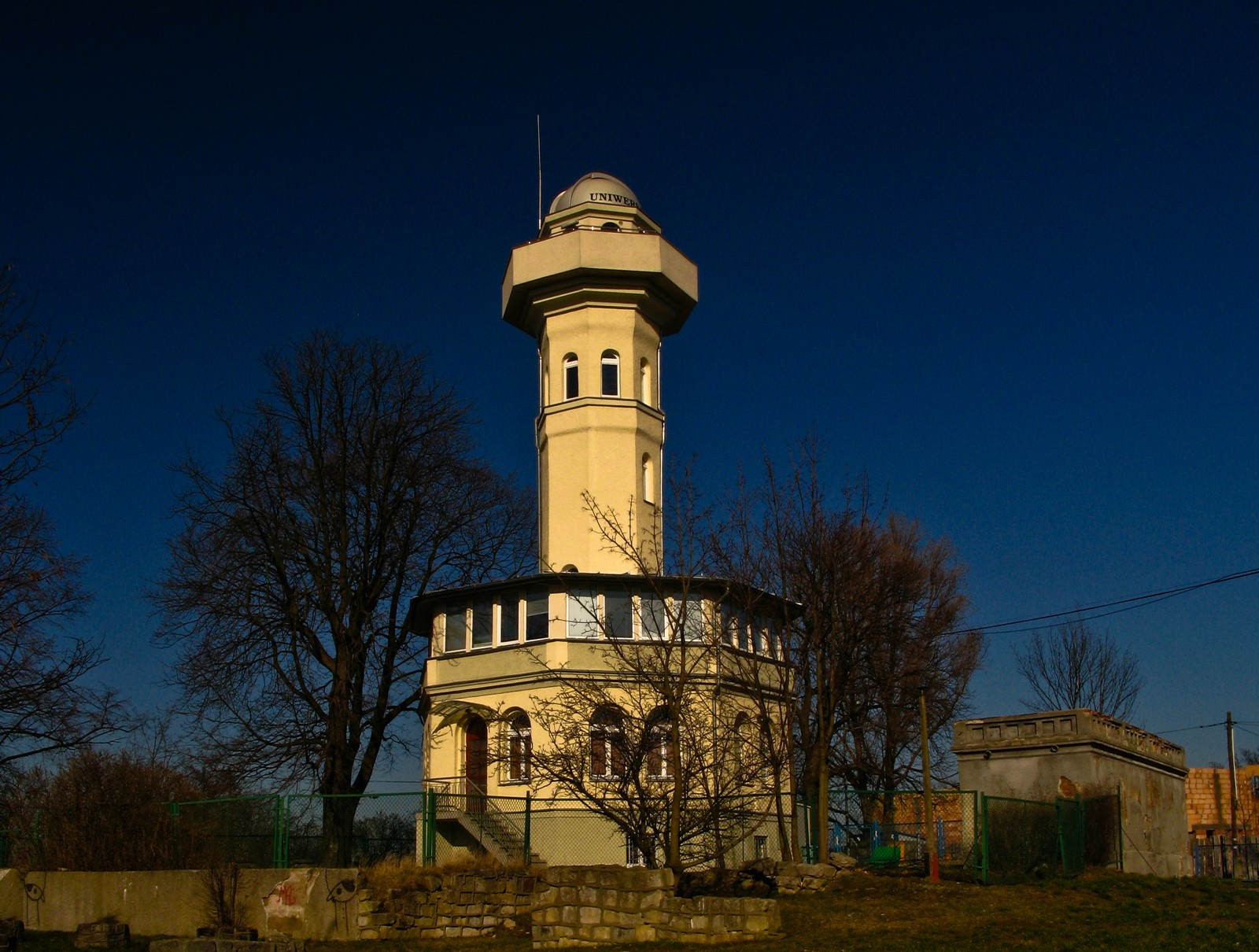
Wieża Braniborska

Do wojewódzkiego rejestru zabytków wpisane są:
- miasto – historyczny układ architektoniczno-urbanistyczny
- konkatedra – kościół rzymskokatolicki parafialny pod wezwaniem św. Jadwigi Śląskiej, datowany na drugą połowę XIII wieku, z lat 1372–1394, 1572 roku, z połowy XIX wieku, jest najstarszym zabytkiem architektonicznym w mieście; kościół halowy, Plac ks. bpa Wilhelma Pluty
- kaplica pw. Narodzenia Najświętszej Marii Panny zwana kaplicą na Winnicy. Zbudowana w pierwszej połowie XIV wieku w dowód wdzięczności przez ocalałych Zielonej Góry od panującej w 1314 r. zarazy, w XV wieku zastąpiona budowlą murowaną z kamienia. W latach 70. XIX wieku obiekt był własnością zielonogórskiego winiarza, który po przebudowaniu kaplicy prowadził w niej wyszynk wina, ul. Aliny 17
- fragmenty murów obronnych z cegły i kamienia polnego, z XIV wieku, plac Powstańców Wielkopolskich
- wieża Łaziebna (Głodowa) z 1487 r., została zbudowana na planie prostokąta, jest pozostałością po średniowiecznym systemie obwarowań miejskich. Ma 35 m wysokości i trzy kondygnacje. Budowla gotycka, przykryta barokowym hełmem. Jej nazwa wzięła się od położonej w pobliżu łaźni miejskiej. Bywa również nazywana – Głodową w wyniku zburzenia oryginalnej wieży Głodowej, która stała kilkadziesiąt metrów dalej. W czasach średniowiecznych wieża służyła jako więzienie, Plac Pocztowy[74]
- ratusz, wybudowany XV wieku w stylu gotyckim, co pokazuje odsłonięta spod tynku wnęka po fasadzie. Ratuszowa wieża licząca 54 metrów w wyniku błędów konstrukcyjnych jest nieznacznie odchylona od pionu[74]. Codziennie o 12 z wieży ratusza odgrywany jest hejnał miasta pt. „Hymn Ziemi Lubuskiej”[75], Stary Rynek
- dawny dom Stanów Ziemskich, wybudowany w latach 1690–1692, był siedzibą samorządu powiatowego i powiatowego organu podatkowego. Bywali w nim między innymi królowie Prus Fryderyk Wilhelm I i Fryderyk II Wielki, a także król Polski i książę Saksonii August II Mocny[76], ul. gen. Sikorskiego 6
- dawny Zajazd Poczty Kurierskiej z 1740 r., stację pocztowo-dyliżansową tworzyło wiele zabudowań: stajnie, powozownia, kuźnia i warsztat kołodziejski, a także pokoje gościnne, pokój odpraw podróżnych i izba pocztylionów, ul. Jedności 78[77]
- dawny kościół ewangelicki, obecnie rzymskokatolicki parafialny pod wezwaniem Matki Bożej Częstochowskiej, szachulcowy, zbudowany w latach 1743–1777 jako zbór ewangelicki; wieżę dostawiono kilkanaście lat później. Znajdują się w nim m.in. barokowy ołtarz główny, kamienna rokokowa chrzcielnica oraz szereg rzeźbionych płyt epitafijnych, ul. Adama Mickiewicza
- dawna szkoła ewangelicka z 1770 r., przeznaczona była dla 200 uczniów początkowo tylko dla osób wyznania protestanckiego, ul. Kazimierza Lisowskiego 1-3[78]
- kapliczka wotywna, wybudowana w 1780 r. w stylu klasycystycznym dla upamiętnienia ofiar zarazy, która 100 lat wcześniej spowodowała śmierć trzech czwartych mieszkańców Zielonej Góry, Osiedle Pomorskie[79]
- dom winiarza na Winnym Wzgórzu z 1818 r., obecnie stanowi część zielonogórskiej palmiarni, ul. Ceglana 12a
- dawna Resursa Kupiecka z 1829 r. i 1901 r., obecnie Wydział Prawa i Administracji UZ, Plac Słowiański 9
- dawne gimnazjum im. Fryderyka Wilhelma IV z 1846 r., obecnie Sąd Okręgowy, Plac Słowiański 6
- Sąd Okręgowy, Plac Słowiański 1/ Jedności 6, z lat 1855–1856
- wieża Braniborska powstała w latach 1859–1860 jako restauracja-winiarnia z wieżą widokową, obecnie obserwatorium astronomiczne Uniwersytetu Zielonogórskiego, ul. Lubuska 2[80]
- kaplica staroluterańska, wybudowana w stylu neogotyckim w 1866 r., obecnie kościół polskokatolicki pod wezwaniem Matki Bożej Królowej Polski, ul. Dr Pieniężnego 25b[81]
- zespół produkcyjno-gospodarczy dawnych winiarni, z XIX wieku/XX wieku, ul. Ceglana 2
- zespół dawnych tkalni z XIX wieku: budynek, obecnie produkcyjno-mieszkalny, magazyn, ul. Fabryczna 13
- budynki wytwórni win z 1870 r. – XX wieku: budynek administracyjny, budynek produkcyjny z piwnicami, ul. Moniuszki 16
- zespół fabryk włókienniczych z 1872 r. – XX wieku: dwie hale fabryczne, magazyn, fabryka sukna, ul. Fabryczna 14
- dawna tzw. „czerwona szkoła” z 1882-1883, obecnie Sąd Rejonowy, Pl. Słowiański 12
- zakład opiekuńczo-leczniczy Elżbietanek z kaplicą i domem zakonnym z 1885-1908, Pl. Powstańców Wielkopolskich 4
- dawny kościół staroluterański z lat 1909–1911, obecnie ewangelicko-augsburski kościół Jezusowy, ul. Kazimierza Wielkiego[82]
- dawne Liceum Żeńskie z lat 1909–1911, obecnie Rektorat Uniwersytetu Zielonogórskiego, ul. Licealna 9[83]
- dawny kościół ewangelicki, obecnie rzymskokatolicki parafialny pod wezwaniem Najświętszego Zbawiciela, zbudowany w latach 1915–1917 dla parafii ewangelicko-augsburskiej. W 1946 przejęty przez katolików. Z racji znakomitej akustyki w świątyni odbywają się koncerty. W 1926 r. wykonano tu słynne wówczas oratorium „Quo vadis” Feliksa Nowowiejskiego z udziałem kompozytora. Jego fundatorem był Georg Beuchelt, znany przemysłowiec, Aleja Niepodległości 28
- zespół fabryczny „Polska Wełna”, z lat 1920–1937: wykańczalnia tkanin, tkalnia, przędzalnia, magazyn i biura, kotłownia, farbiarnia, zmiękczalnia wody, obecnie centrum handlowe Focus Mall, ul. Wrocławska 17
- dawna Hala Miejska z budynkiem administracyjnym oraz gmach Teatru Operowego, obecnie Teatr Lubuski, modernistyczny gmach powstał w 1931 r. według projektu Oskara Kaufmanna, był obiektem wielofunkcyjnym, przystosowanym do wystawiania dzieł zarówno dramatycznych, muzycznych, baletowych, filmów, a przede wszystkim oper, przebudowany w latach 1974–1978, Aleja Niepodległości 3/5
- dawny cmentarz żydowski założony w 1814 r. zniszczony w latach 60. XX w., zachował się dom pogrzebowy, ogrodzenie murowane, ul. Wrocławska 60a[84]
- część linii dawnej kolei szprotawskiej („Kleinbahn Grünberg-Sprottau”) – niepaństwowa linia kolejowa wytyczona pomiędzy dwoma przemysłowymi miastami Dolnego Śląska: Zieloną Górą i Szprotawą. Od drugiej połowy lat 40. XX w. nie funkcjonuje, w większości rozebrana.
- piwnica winiarska, ul. Wodna, z XIX wieku
- sala sportowa, dawny kościół starokatolicki, ul. Moniuszki 14, z 1850 r., 1870 r.
- hala sportowa, ul. Chopina 19, z ok. 1930 r.
- domy, ul. Bankowa 1, 4, 5, 6, XIX wieku/XX wieku
- willa, ul. Batorego 53, z połowy XIX wieku: ogród, ogrodzenie, met.
- domy, ul. Bohaterów Westerplatte 32, 45, z XIX wieku
- domy, ul. Bolesława Chrobrego 1, 2, 3, 4, 5, 6, 12, 15, 18, 20, 21, 23, 24, 25, 28, 30, 44, 46-48, 50, z XIX wieku/XX wieku
- domy, ul. Drzewna 1, 20, 24, z XVIII wieku, XIX wieku
- willa, ul. Dworcowa 33, 41, z XIX wieku
- dom, ul. Fabryczna 15, z XIX wieku
- domy, ul. Głowackiego 2/4, 3/5, 6/8, 7, 10, z XIX wieku/XX wieku
- domy, ul. Grottgera 1, 3, 5, 7, 9, 11, 19, z XVIII/XIX wieku
- domy, ul. Jedności 1, 3, 4 z oficyną, 5, 12, 14, 15, 17, 19, 33, 38 z oficyną, 46, 76 stajnia pocztowa, 80, 100, z XVII wieku, XIX wieku
- dom, ul. Kasprowicza 1
- domy, ul. Kazimierza Wielkiego 6, 8, 10, 13, 14, z XIX wieku/XX wieku
- domy, ul. Kopernika 1, 13, z XVIII wieku, XIX wieku
- domy, ul. Kościelna 1, 2, 4, 5, 9, 11 wikarówka, 13 szkoła katolicka, obecnie wikariat parafii św. Jadwigi Sląskiej, z XVII wieku, XVIII/XIX wieku
- domy, ul. Kożuchowska 1, 2, 3, z XIX wieku/XX wieku
- dom, ul. Krasickiego 25, z XIX wieku
- dom, ul. Krawiecka 5, z 1906 r.
- domy, ul. Kupiecka 2, 3, 5, 12, 13, 20, 22, 23, 32, 38, 40, 43, 70, 72, z XVIII/XIX wieku, XX wieku
- domy, ul. Lisowskiego 2, 4, 5, 10, 14, 15, 18, z XVIII, XIX wieku
- domy, ul. Mariacka 2, 3, 5, 7, z XIX wieku
- domy, ul. Masarska 2, 3, 4, 5, 6, 8, 9, 11, 13, z XVII wieku, XIX wieku, XX wieku
- domy, ul. 1 Maja 21, 23, 19, z XIX wieku, XX wieku
- domy, Plac Matejki 10, 11, 12, 17, z XVIII/XIX wieku, XX wieku
- domy, ul. Mickiewicza 1, 3, 13, 14 plebania, z XVIII/XIX wieku
- domy, ul. Moniuszki 3 z oficyną, 7, 11, z XIX wieku
- domy, Aleja Niepodległości 1, 2, 4, 6, 7, 8, 13,15, 16, 18, 19 portal z XVI wieku, 21, 22, 24, 25, 28, 29 willa, obecnie przedszkole, 33, 35, 36 willa, z XIX wieku/XX wieku
- dom, ul. Ogrodowa 12
- domy, Plac Pocztowy 1, 3, 4, 5, 6, 7, 9, 10, 11, 16, 17, z XVIII, XIX wieku
- dom, ul. Pod Filarami 1, 2/4, 3, z XIX wieku, XX wieku
- dom, Plac Powstańców Wielkopolskich 7, z 1800 r.
- domy, ul. Reja 2, 3, 4 z dwoma budynkami gospodarczymi, 5, 6, 7 z oficyną i stolarnią, 8 z oficyną i budynkiem gospodarczym, 9, 10, 11, 13, z XX wieku
- domy, ul. Sienkiewicza 2/4, 6, 10, 11 zespół willowy: willa, ogród, ogrodzenie, 14, 16/18, 21, 22, 24, 26, 27, 29, 30, 33, 38, 54 nie istnieje, z XIX wieku/XX wieku
- domy, ul. Sikorskiego 1, 2, 15, 18, 18-20, 24, 25, 29, 33, 36, 47a, 49, 52, 53, 55, 62, 63, 66-76 dom mieszkalny sukienników, 71, 84, z XVIII wieku, XIX wieku/XX wieku
- domy, ul. Skargi 7, 12, z XVIII/XIX wieku
- domy, ul. Sobieskiego 2, 3, 4/6, 5, 8/10, 9, 9a, 12, 14, z XVIII/XIX wieku
- dom, ul. Sowińskiego 2, z początku XX wieku
- domy, Stary Rynek 3, 4, 5, 6, 7, 8, 10, 11, 13, 16, 17, 18, 19, 20, 21, 22, 23, 24, 28 piwnice domu z XVII wieku, XVIII wieku, XIX wieku, XX wieku; rynek stanowi centralny punkt miasta od XIV wieku do dziś. Był przez stulecia głównym placem handlowym, przez który przebiegał też główny trakt komunikacyjny
- domy, ul. Strzelecka 3, 4, 12, 14, 16, 18, 22, z XVIII/XIX wieku
- dom, ul. Świętojańska 6, z XVIII/XIX wieku
- dom, ul. Tylna 31, z 1796 r.
- willa, ul. Ułańska 7, z 1926 r.
- dom, ul. Wandy 46, z XVIII/XIX wieku
- dom, Aleja Wojska Polskiego 1, z lat 1929–1930
- domy, ul. Wrocławska 7, 12 z budynkiem gospodarczym, 24 nie istnieje, 26, 27, 28, 29, 30, 31, 35, 37, 40, z XIX wieku/XX wieku
- domy, ul. Wyspiańskiego 2, 4, 5, 8, 10, 12, 16, z XIX wieku, XX wieku
- dom winiarski, obecnie mieszkalny, ul. Zakręt 2, z połowy XIX wieku
- dom, ul. Zamkowa 11, murowano-szachulcowy, z połowy XIX wieku, nie istnieje
- domy, ul. Żeromskiego 1, 2, 4, 6, 10, 13, 14, 15, 16, 17, 18, 19, 21, 23, z XVIII wieku, XIX wieku/XX wieku

inne zabytki:
- palmiarnia – powstała w 1961, dostawiona do domku winiarskiego Augusta Gremplera z 1818. Mieści się w niej restauracja z salami konsumpcyjnymi pośród tropikalnej roślinności, kawiarnia oraz dwa tarasy widokowe. W otoczeniu Palmiarni znajduje się odtworzona winnica, nawiązująca do dawnych rozległych plantacji, pokrywających wszystkie stoki podmiejskie, plac zabaw, zielony labirynt, napis „I <3 Zielona” oraz piwniczka winiarska, która posiada w swojej ofercie wyłącznie wina z województwa lubuskiego.
- pomnik św. Jana Nepomucena przy konkatedrze, podstawa z 1740 r., figura 1900 r.
- rzeźba Hansa Krückeberga(inne języki) Chłopiec ze źrebięciem z lat 30 XX w.[85]

zabytki na terenie dzielnicy Nowe Miasto:
- kościół Najświętszej Trójcy w Ochli z 1 poł. XIV w. przebudowany w XVII-XVIII w.
- kościół św. Mikołaja w Raculi z XIV w. przebudowany w XVIII w. wraz z drewnianą dzwonnicą
- ruina kościoła św. Jana w Zatoniu z 2 poł. XIV w.
- zespół pałacowy w Zatoniu, w tym: ruiny pałacu w Zatoniu z lat 1685–1689, przebudowany w stylu klasycystycznym w latach 1842–1843, w 1945 r. spalony, obecnie po rewitalizacji funkcjonuje jako trwała ruina usytuowana w części rozległego parku krajobrazowego, ruiny oranżerii z XVIII/XIX w., czworak z 1 poł. XIX w. oraz park poł. XVII-XIX w.[86]
- zespół pałacowy w Starym Kisielinie z XVIII-XIX w., w tym: pałac, park, stajnia
- pałac w Nowym Kisielinie z XVII/XVIII w.
- pałac w Kiełpinie z XVIII w.
- zespół pałacowy i folwarczny w Ochli z XVII-XIX w., w tym: pałac z XVII w., 2 oficyny, folwark, park
- drewniana kaplica cmentarna z dzwonnicą w Łężycy z 1727 r.
- dawny kościół ewangelicki, obecnie rzymskokatolicki filialny św. Antoniego w Jarogniewicach szachulcowy z 1749-1750 r. oraz plebania z 1 poł. XIX w.
- kostnica na cmentarzu w Jeleniowie w XVIII/XIX w.
- dwór w Jeleniowie z XVIII/XIX w.
- dwór w Drzonkowie z XVIII/XIX w.
- dawny kościół ewangelicki, obecnie rzymskokatolicki filialny św. Marcina w Suchej z 1821 r.
- dawna szkoła w Jarogniewicach z 1 poł. XIX w.
- dzwonnica w Nowym Kisielinie z 1840 r.
- drewniana dzwonnica cmentarna w Jeleniowie z XIX w.
- fabryka tektury w Krępie z XIX/XX w.
- młyn wodny w Krępie
- domy w Łężycy nry: 4, 56 (nie istnieje), 75, 83, 85 z XVIII-XIX w.
- dom nr 11 w Ługowie
- dom nr 27 w Zatoniu z XVIII w.
- dom w Drzonkowie nr 56 z XIX w. (nie istnieje)
- leśniczówka i teren skansenu w Ochli

## Kultura

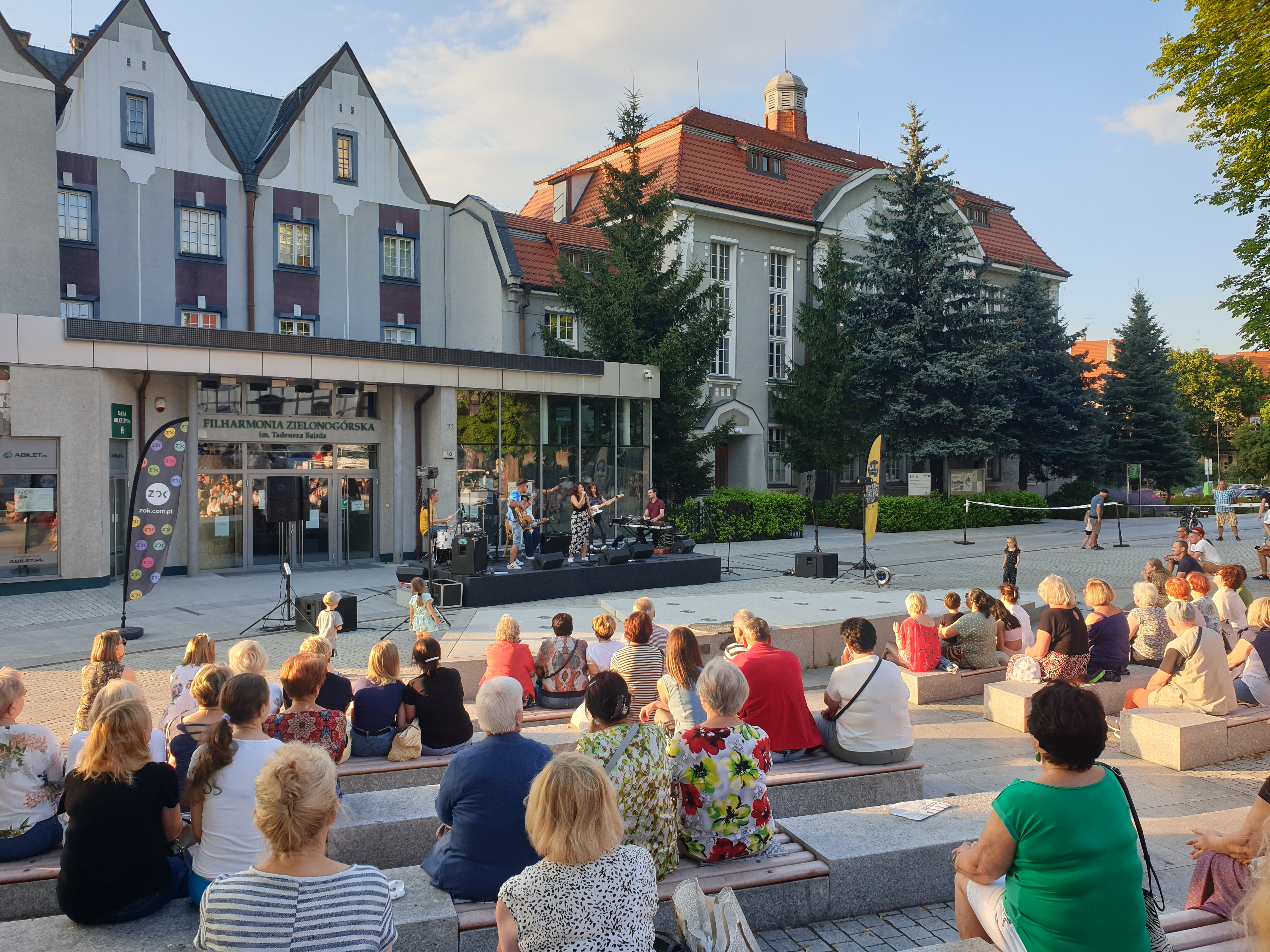
Koncert w ramach Lata Muz Wszelakich

Kultura w Zielonej Górze to przede wszystkim Winobranie na początku września – duża impreza plenerowa, podczas której centrum miasta zapełnia się mieszkańcami i turystami. Ponadto w mieście działa kilka muzeów i galerii sztuki, Filharmonia Zielonogórska, Lubuski Teatr, kina oraz kilkanaście klubów muzycznych. W mieście odbywa się kilka festiwali muzycznych i kulturalnych. m.in. Międzynarodowy Festiwal Folkloru, Festiwal Kabaretu, CORNO Brass Music Festival, Festiwal Filmu i Teatru – Kozzi Film Festiwal i Quest Europe.
Przy Alei Niepodległości znajduje się Galeria BWA, w której odbywają się wystawy sztuki współczesnej, koncerty i spotkania dyskusyjne. Środowisko malarskie skupia się wokół Okręgu Zielonogórskiego Związek Polskich Artystów Plastyków. Aktywnym miejscem na kulturalnej mapie miasta w latach 1998–2018 pod kierownictwem Bruna Aleksandra Kiecia oraz Anety Szlachetki funkcjonował „Klub Muzyczny 4 Róże dla Lucienne”, w którym przy współpracy z Fundacją Rozwoju Kultury „Kombinat Kultury” odbyło się ponad 4000 imprez artystycznych m.in.: koncerty, pokazy filmowe, slamy poetyckie, biesiady, wystawy, spektakle teatralne i kabaretowe. Klub współorganizował festiwale „Rock Nocą”, Róże Jazz Festival” oraz „KinoPozaKinem Filmowa Góra”.
W Zielonej Górze działa Zielonogórski Ośrodek Kultury, którego siedzibą jest położony w parku na Wzgórzach Piastowskich amfiteatr im. Anny German. Obiekt mieści blisko 5 tysięcy widzów. Rozpoczął on szeroką działalność na początku lat 70. XX wieku. Wtedy to nowy obiekt wybudowali mieszkańcy w czynie społecznym. Pierwszy koncert odbył się w 1973 roku podczas IX Festiwalu Piosenki Radzieckiej. Później obiekt przebudowano. Pojawiły się m.in. nowoczesna scena, zaplecza, pomieszczenia dla akustyków. Od 1987 roku amfiteatr nosi imię Anny German.
Latem w lipcu i sierpniu Zielonogórski Ośrodek Kultury organizuje na terenie miasta „Lato Muz Wszelakich”, w ramach którego odbywa się całe spektrum koncertów plenerowych, spektakli, wystaw i pokazów.
W mieście funkcjonują także:
- Regionalne Centrum Animacji Kultury[93], które pełni funkcję instytutu kultury działającego w obszarze edukacji kulturowej, ochrony dziedzictwa kulturowego i badań w kulturze[94]. Do RCAK należy otwarte w 2021 Centrum Kreatywnej Kultury m.in. z nowoczesną salą multimedialną – studiem foto i video. Przy RCAK działa Lubuski Zespół Pieśni i Tańca im. Ludwika Figasa[95],
- Młodzieżowe Centrum Kultury i Edukacji „Dom Harcerza”[96], przy którym działa powstały w 1973 r. Zespół Taneczny „Maki”[97].

### Teatry, filharmonia

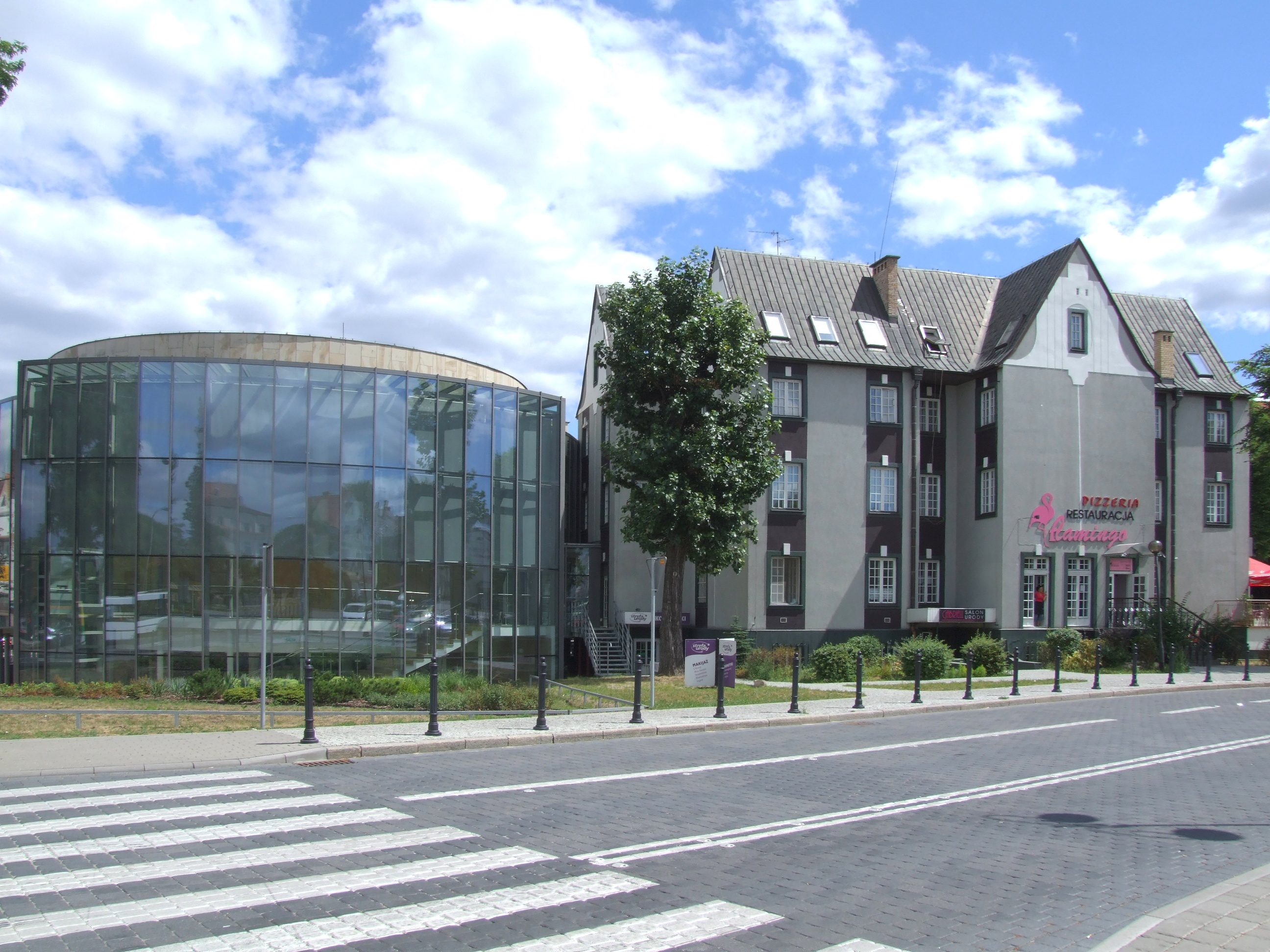
Filharmonia Zielonogórska

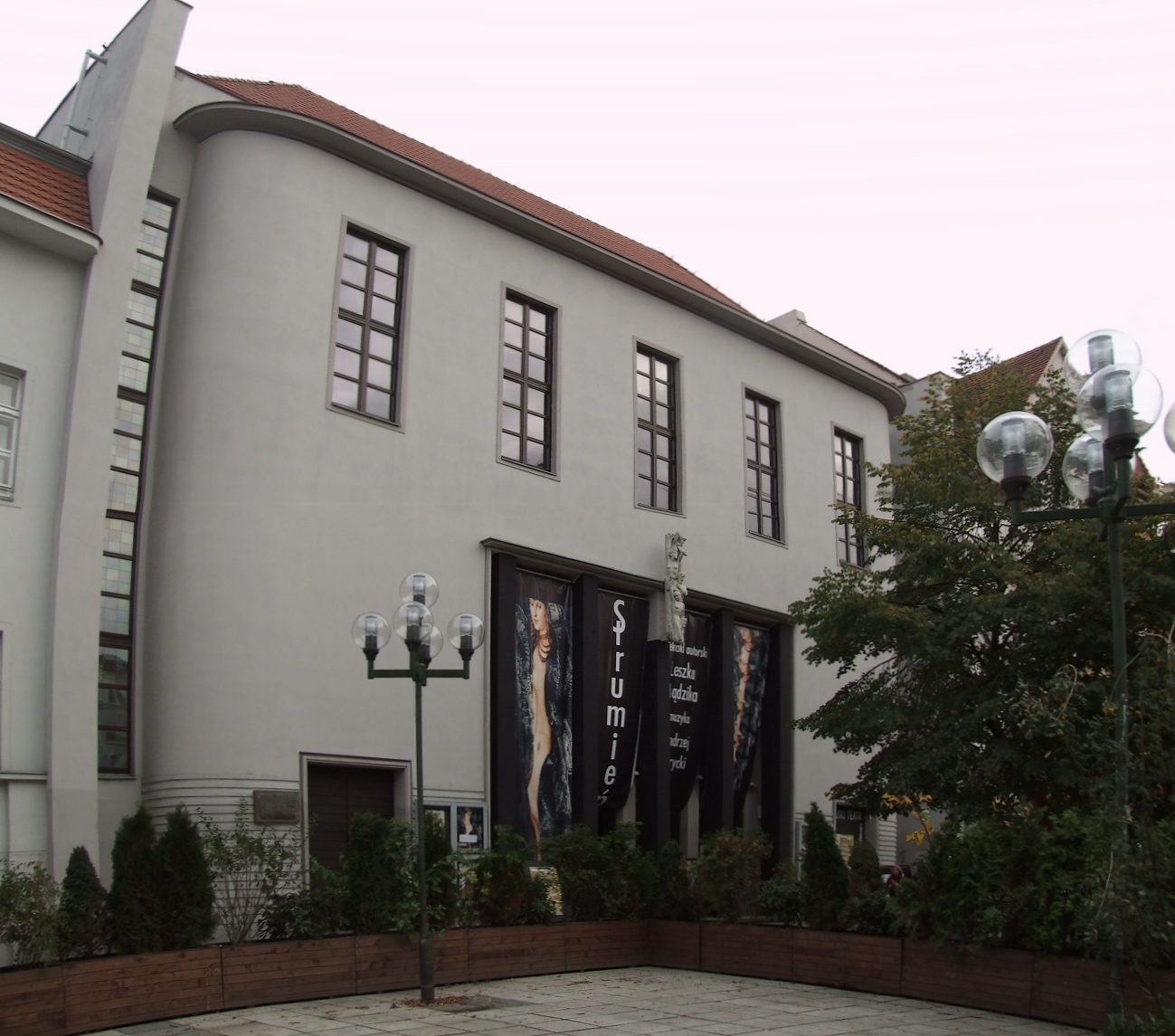
Budynek Teatru Lubuskiego

Pierwszy teatr miejski i operowy w Hali Miejskiej otwarto 1 kwietnia 1931 roku operą Madame Butterfly. Autorem projektu budynku był Oskar Kaufmann, twórca m.in. Volksbühne i Renaissance-Theater w Berlinie. Gmach mieścił wielofunkcyjną scenę, przystosowaną do wystawiania dzieł zarówno dramatycznych, muzycznych, baletowych, a także oper i wyświetlania filmów. Widownia liczyła 730 miejsc. Po II wojnie światowej zaniechano wystawiania oper w mieście, natomiast mocno rozwinął się teatr miejski, miasto dorobiło się stałego zespołu (przed wojną teatr działał na zasadzie impresariatu). Po wojnie funkcjonowały w mieście teatralne zespoły amatorskie, z których największą sławę zdobyły dwa: Amatorski Teatr Kolejarza i Reduta, skupiona wokół Polskiej Wełny. To ze zrębów tych zespołów ukształtował się zawodowy kształt ówczesnego Państwowego Teatru Ziemi Lubuskiej w Zielonej Górze. Działalność Teatru zainaugurowała Zemsta w reżyserii Róży Gelli-Czerskiej (24 listopada 1951, nieoficjalna prapremiera 19 listopada 1951). Po roku 1990 zamknięto Scenę Lalkową, którą współtworzyła Halina Lubicz, legendarna aktorka Teatru. Lubuski Teatr w Zielonej Górze (w takim kształcie nazwa funkcjonuje od lutego 2019) posiada dwie sceny: Dużą Scenę im. Stanisława Cynarskiego i Scenę Kameralną im. Stanisława Hebanowskiego.
Działająca w mieście Filharmonia Zielonogórska organizuje koncerty muzyki klasycznej, a niekiedy także muzyki popularnej. W okresie letnim filharmoników zielonogórskich można usłyszeć na scenie plenerowej przed budynkiem Filharmonii podczas koncertów promenadowych. W mieście działa także towarzystwo śpiewacze Cantores Viridimontani, organizujące koncerty muzyki dawnej w tutejszych kościołach.
W mieście działa także Teatr Muzyczny – The Droshkoov Theatre, oraz Teatr Rozrywki Trójkąt.

### Muzea i galerie

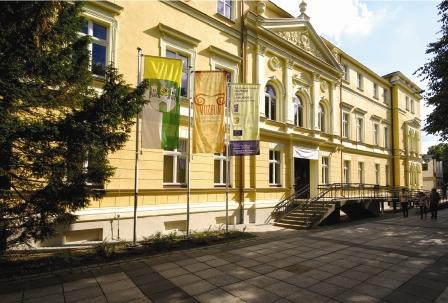
Muzeum Ziemi Lubuskiej

Miasto posiada kilka muzeów i galerii, rozlokowanych częściowo w centrum miasta oraz w podmiejskich dworach i pałacach.
- Muzeum Ziemi Lubuskiej, na które składają się
  - Muzeum Miasta Zielona Góra
  - Muzeum Dawnych Tortur
  - Muzeum Wina
- Muzeum Etnograficzne w Ochli
- Muzeum Archeologiczne Środkowego Nadodrza w Świdnicy
- Lubuskie Muzeum Wojskowe w Drzonowie
- Biuro Wystaw Artystycznych – Biuro Wystaw Artystycznych jest galerią sztuki współczesnej, magazynuje również kolekcję Lubuskiej Zachęty Sztuk Pięknych
- Muzeum Lalek w Zielonej Górze przy Teatrze Lubuskim.
- Muzeum Ilustracji Książkowej w Zielonej Górze przy Wojewódzkiej i Miejskiej Bibliotece Publicznej im. C. Norwida.

Inne miejsca to Galeria PWW (ul. Ogrodowa), Galeria Pro Arte ZPAP (Stary Rynek), Salon Sztuki Dawnej (ul. Moniuszki).

### Kina
- Kino Newa – studyjne kino zlokalizowane niedaleko dworca kolejowego PKP, przy ul. K. Wielkiego 21. Widownia na 215 osób. Kino wyświetla filmy niekomercyjne[99]. Uruchomione 17 grudnia 1960.
- Cinema City – 9 sal, 1305 miejsc. Kino mieści się w centrum handlowym Focus Mall. Otwarte 17 października 2008[100].
- Kino Nysa – najstarsze kino Zielonej Góry, uruchomione w 1921 roku, wyświetlało filmy nieprzerwanie do końca października 2015, kiedy to zostało sprzedane. Posiadało widownie z balkonem, łącznie na 305 osób[101]. Kino mieściło się na starym mieście naprzeciw Teatru Lubuskiego przy al. Niepodległości[102].

### Imprezy cykliczne

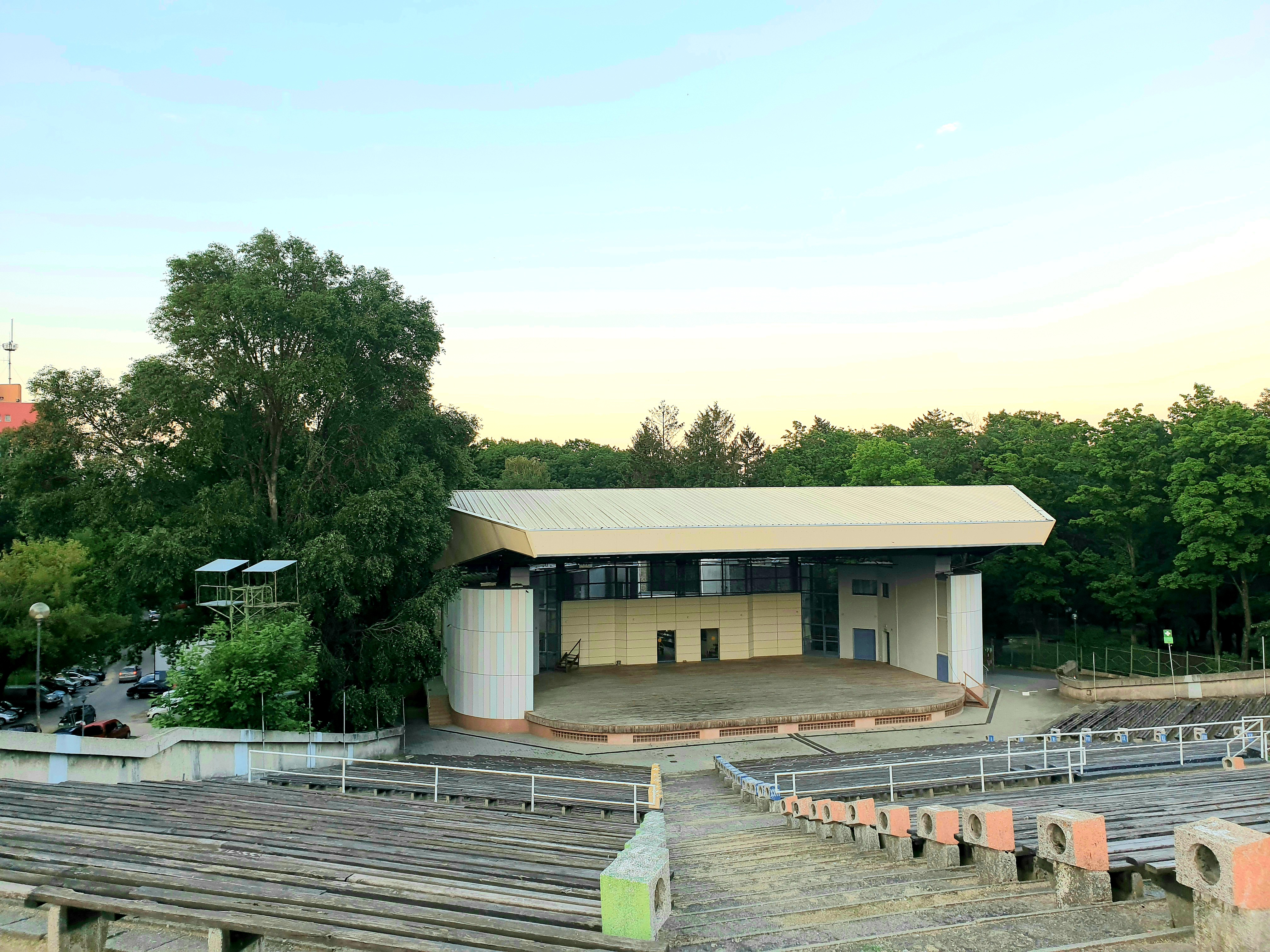
Amfiteatr im. Anny German

Przed laty miasto było gospodarzem międzynarodowego Festiwalu Piosenki Radzieckiej, odbyło się 26 jego edycji. Od 2008 r. reaktywowano go jako Festiwal Piosenki Rosyjskiej, lecz z przyczyn politycznych w 2014 roku nie odbyła się jego 7. edycja. Dzisiaj odbywające się imprezy cykliczne to:
- Lubuski Orszak Trzech Króli (styczeń)
- Zielonogórskie Kolędowanie (styczeń)
- Zielonogórski Jarmark Wielkanocny „Kraszanka” (marzec/kwiecień)
- Kaziuki w Muzeum Etnograficznym w Ochli (marzec/kwiecień)
- Zielonogórskie Spotkania Artystyczne. Festiwal „Klan Machaliców i Przyjaciele” (kwiecień)
- Międzynarodowy Festiwal Gitarowy (maj)
- Noc Muzeów (maj)
- Lubuski Festiwal Otwartych Piwnic i Winnic (maj)
- Ogólnopolski Festiwal Piosenki Dziecięcej i Młodzieżowej FUMA (maj)
- Międzynarodowy Festiwal Francuskojęzycznych Filmów Krótkometrażowych – FrankoFilm Festiwal (maj/czerwiec)
- Ginące zawody i umiejętności w Muzeum Etnograficznym w Ochli (maj/czerwiec)
- Bachanalia – Dni Kultury Studenckiej (czerwiec)
- Zielonogórskie Uwielbienie (w Boże Ciało)
- Dni Otwartych Piwnic Winiarskich (czerwiec)
- Festiwal Filmu i Teatru – Kozzi Film Festiwal (czerwiec)
- Dobre, smaczne, bo lubuskie w Muzeum Etnograficznym w Ochli (czerwiec)
- Nocny Spacer Pidżamowców po Wzgórzach Piastowskich (czerwiec)
- Lato Muz Wszelakich (lipiec-sierpień)
- Piknik Naukowy w Centrum Nauki Keplera (lipiec)
- Międzynarodowy Festiwal Folkloru „Oblicza Tradycji” (co dwa lata, wymiennie z Festiwalem Folkloru, w sierpniu)
- Międzynarodowy Festiwal Sztuki Ulicznej Busker Tour (sierpień)
- Noc spadających gwiazd w Muzeum Etnograficznym w Ochli (sierpień)
- Corno – Brass Music Festival (sierpień)
- Święto Miodu w Muzeum Etnograficznym w Ochli (sierpień)
- Dożynki Miejskie (sierpień)
- Międzynarodowy Festiwal Filmowy „Quest Europe” (sierpień/wrzesień)
- Winobranie – Dni Zielonej Góry (wrzesień)
- „Noc św. Urbana” (wrzesień)
- Ogólnopolski Festiwal Tańca MOVE Zielona Góra (wrzesień)
- „Zielonogórska Połówka” – Novita Półmaraton Zielonogórski (wrzesień)
- U progu jesieni w Muzeum Etnograficznym w Ochli (wrzesień)
- Bachanalia Fantastyczne – Ogólnopolski Festiwal Miłośników Fantastyki (wrzesień/październik)
- Jazz Crossing Festival (październik)
- Biennale Zielona Góra (październik-listopad)
- Zielonogórski Bieg Niepodległości (listopad)
- Święto Niepodległości w Muzeum Etnograficznym w Ochli (listopad)
- Lubuskie Zaduszki Jazzowe (listopad)
- Święto Lubuskiego Młodego Wina (listopad)
- Festiwal Green Town of Jazz (listopad)
- Festiwal Literacki im. Anny Tokarskiej (listopad-grudzień)
- Święto Młodego Wina (początek grudnia)
- Jarmark Bożonarodzeniowy na deptaku (grudzień)
- Jarmark Bożonarodzeniowy w Muzeum Etnograficznym w Ochli (grudzień)

### Winobranie
Oficjalnym miejskim świętem jest Winobranie, co urzędowo ogłosił magistrat w 1852 r. Co roku, przez dziewięć kolejnych dni pierwszej połowy września, klucze do bram miasta dzierży rzymski bóg wina Bachus, który wraz ze swoją świtą oprowadza turystów po Zielonej Górze. Przyjezdni goście mogą napić się miejscowego trunku, zwiedzić lokalne winnice, posłuchać muzyki i skorzystać z bogatej oferty kulturalnej i rozrywkowej.

### Życie studenckie

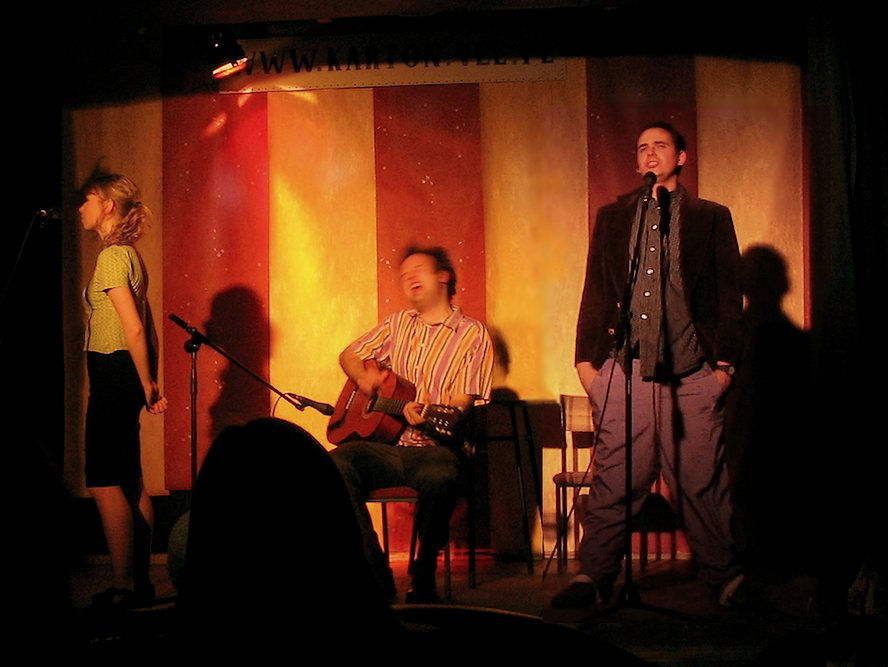
Kabaret na scenie klubu Gęba

W Zielonej Górze studiuje ponad 10 tys. studentów. To właśnie w tutejszych klubach studenckich, takich jak Gęba, powstał w latach 90. fenomen kabaretów (Zielonogórskie zagłębie kabaretowe). Dziś takie kluby są w większości zamknięte (Karton, Zatem Highlander). Największą imprezą są organizowane corocznie w maju Bachanalia, ściągające na plenerowe imprezy muzyczne nawet 5 tysięcy osób. Życie studenckie toczy się praktycznie tylko w klubach studenckich (Gęba, U Ojca, WySPa) na terenie kampusów uczelnianych, popularny był też klub 4 Róże, Wyspa, Straszny Dwór, Studio. Wcześniej działał również aktywny kulturalnie skłot Awaria, zrzeszający tutejszą scenę alternatywną i organizujący liczne koncerty ska, oi i punk.

### Biblioteki

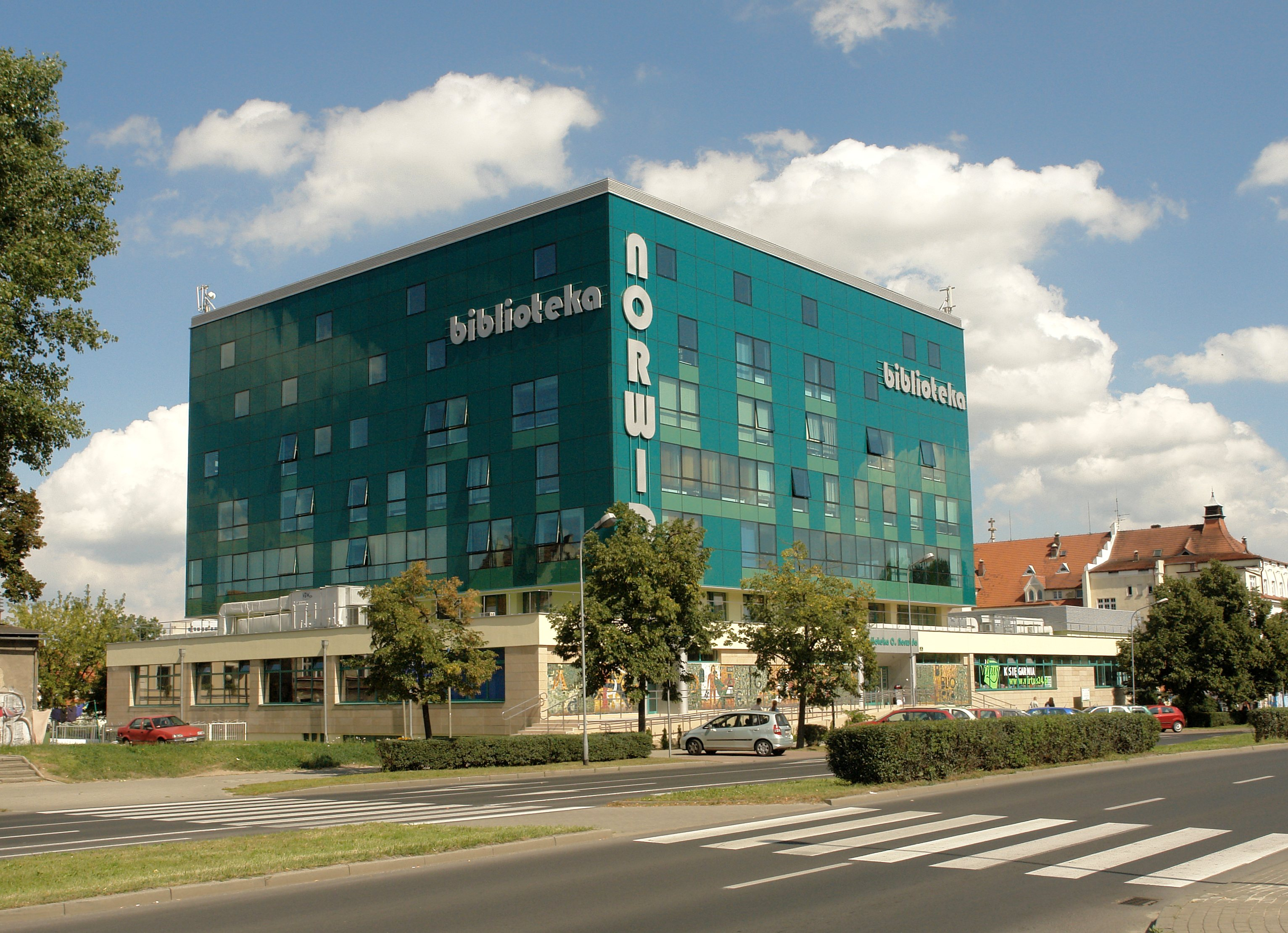
Wojewódzka i Miejska Biblioteka Publiczna w Zielonej Górze

Wojewódzka i Miejska Biblioteka Publiczna im. Cypriana Norwida w Zielonej Górze jest jedną z dwóch publicznych bibliotek wojewódzkich w woj. lubuskim. Obecną siedzibę placówki oddano do użytku w 1975. Biblioteka posiada status biblioteki naukowej oraz wiele filii i oddziałów na terenie miasta. Odbywają się w niej liczne wystawy oraz spotkania autorskie z pisarzami (w ramach tzw. „Czwartków Lubuskich”), a osoby, które ją odwiedziły, to m.in. ks. Jan Twardowski, William Wharton, Jonathan Carroll i Tadeusz Różewicz. Biblioteka Wojewódzka ma również swoją oficynę wydawniczą – „Pro Libris”. Zarejestrowana w 2003 liczba czytelników wyniosła prawie 32 tys. osób. Średnio czytelnik wypożycza 17 książek rocznie.
W mieście funkcjonuje ponadto Pedagogiczna Biblioteka Wojewódzka im. Marii Grzegorzewskiej, której organem prowadzącym jest województwo lubuskie oraz Biblioteka Uniwersytetu Zielonogórskiego. Uczelnia jest również pomysłodawcą i koordynatorem projektu pn. Zielonogórska Biblioteka Cyfrowa.

## Środowisko przyrodnicze

### Ukształtowanie terenu

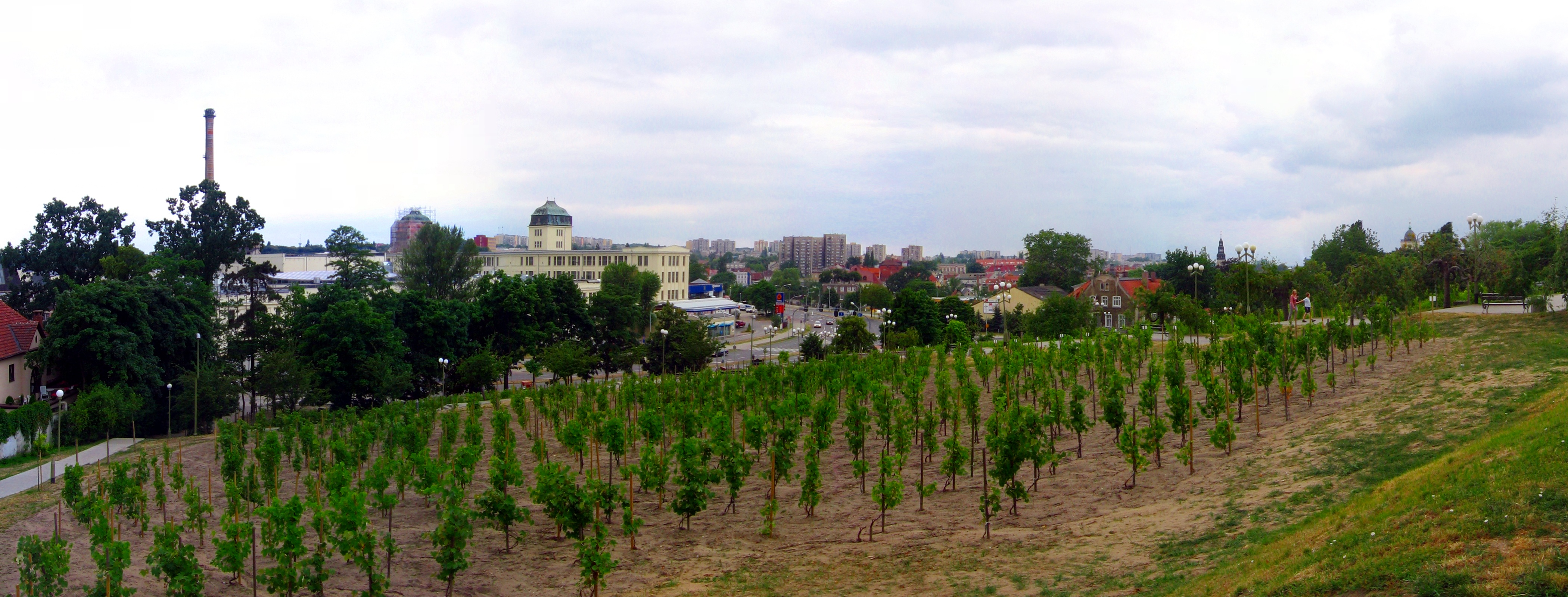
Panorama miasta ze Wzgórza Winnego

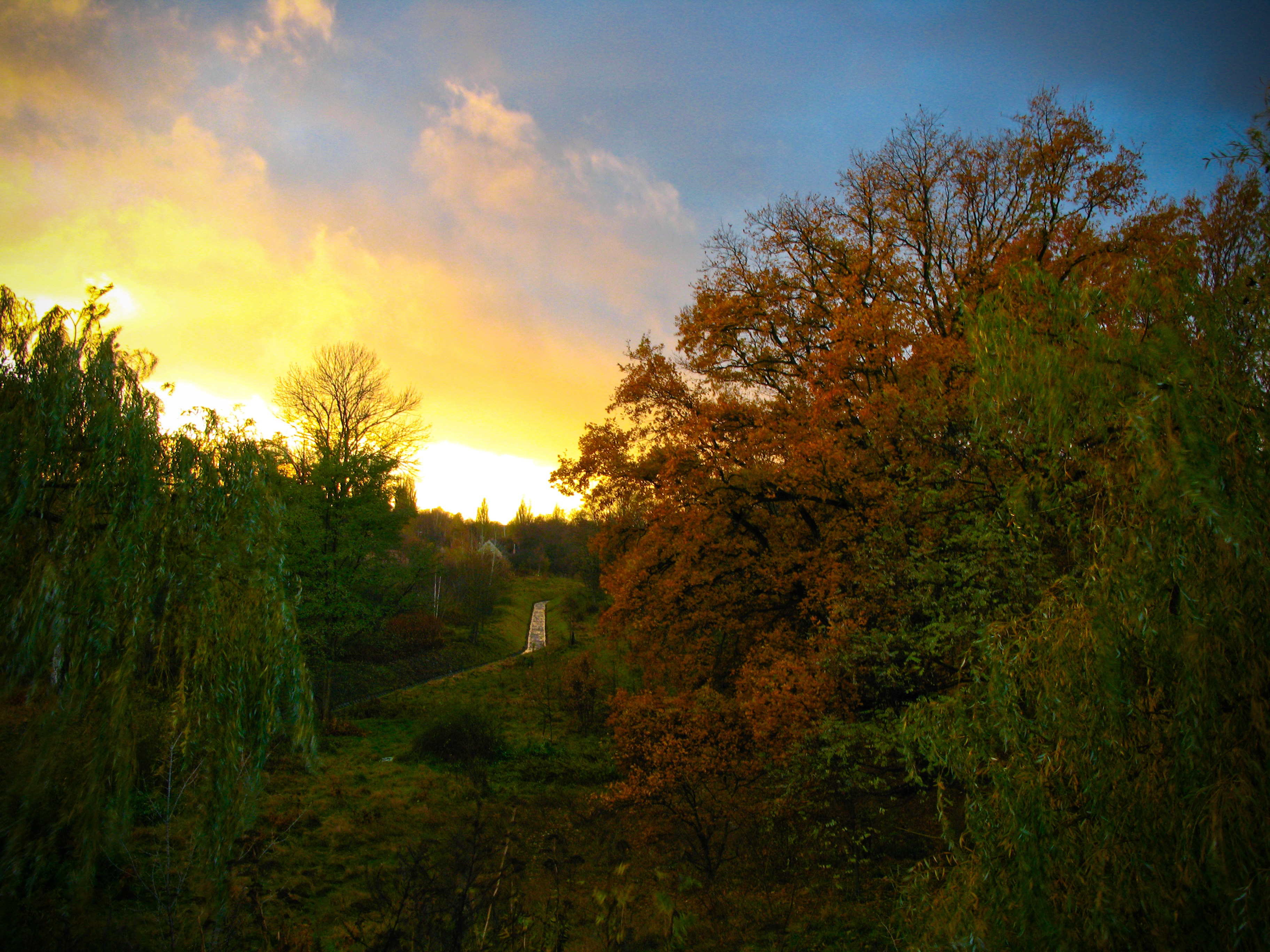
Dolina Gęśnika

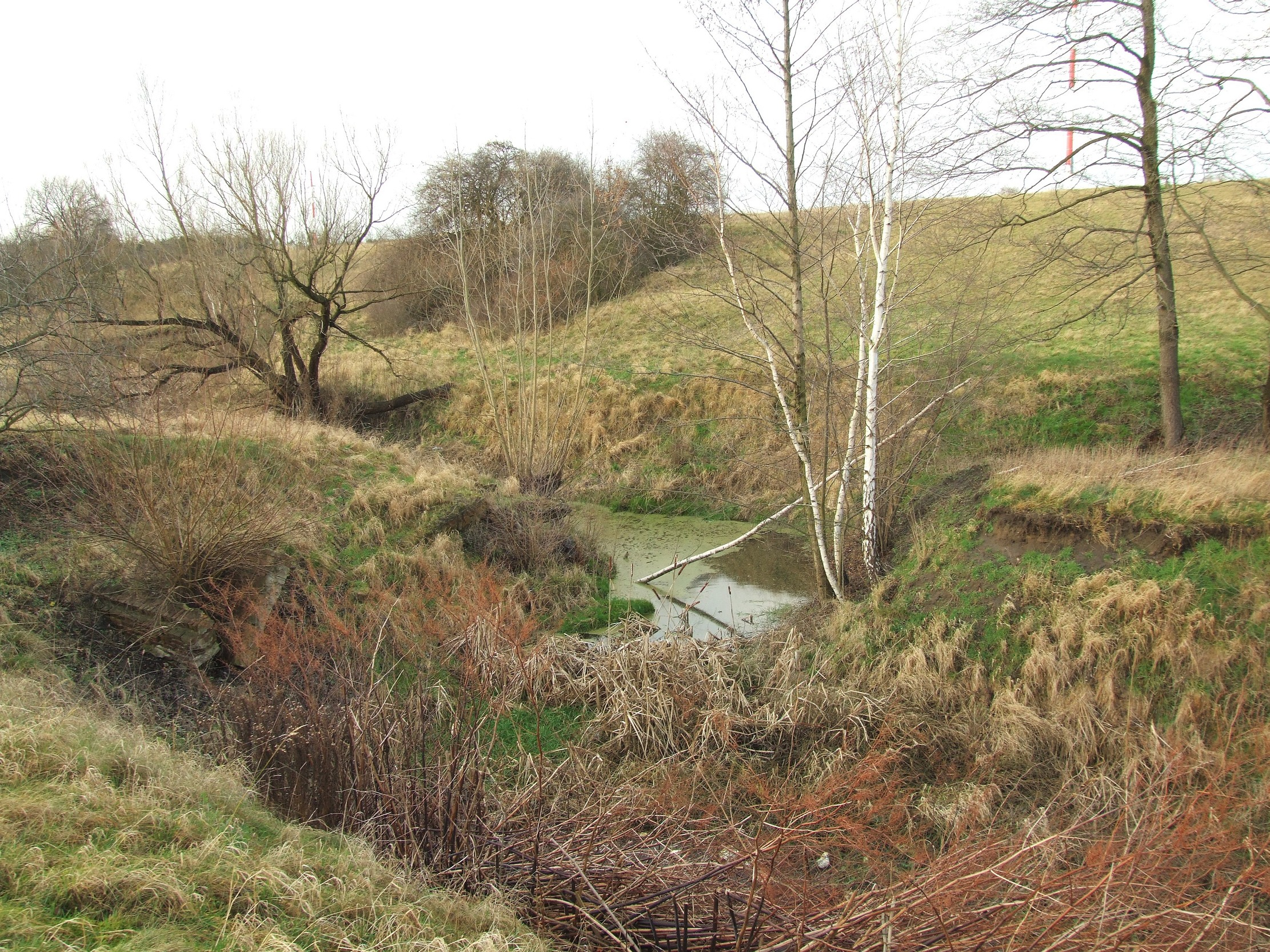
Dolina Złotej Łączy

Wokół miasta rozciągają się morenowe, glacitektoniczne wzgórza o powierzchni 240 km² w formie Wału Zielonogórskiego. Część pasma tych wzniesień przy granicy miasta nosi miano Wzgórz Piastowskich, ponadto do tych wzniesień zalicza się również Wzgórze Braniborskie wraz z wieżą oraz pasmo niższych wzniesień przy ul. Akademickiej we wschodniej części miasta.
Miasto rozlokowane jest na wielu wzgórzach:
- Wzgórze Braniborskie (Hirtenberg – Góra Pasterska), 202 m n.p.m. – jedno z najwyższych wzniesień w mieście. Nazwa Hirtenberg występuje w księgach miejskich z 1722 roku. Na szczycie w latach 1859–1860 wzniesiono wieżę widokową, obecnie mieszczącą uniwersyteckie obserwatorium astronomiczne.
- Wzgórze Schillera na zachód od ulicy Wrocławskiej (Schillershöhe) 195,5 m n.p.m. Na południowym stoku znajdowała się duża winnica. Wcześniej wzgórze nosiło nazwę Wzgórza Grzybowego (Pilzberg). Po raz pierwszy zostało ono wymienione w aktach miejskich z 1725 roku,
- przy Alei Słowackiego (Hirschberg) 175,5 m n.p.m. – położone naprzeciwko dawnego cmentarza żydowskiego u zbiegu ulic Wrocławskiej i Chmielnej. Nazwa wzgórza pochodziła od nazwiska właściciela placu rozrywek, który znajdował się w tym miejscu w XIX wieku,
- Maślane (Butterberg) 175 m n.p.m. – punkt widokowy w lesie na wschód od Osiedla Wazów,
- Góra Ceglana (Ziegelberg) – położona blisko starej zabudowy miejskiej pomiędzy ulicą Wrocławską, a ulicą Podgórną. Obecnie na jej szczycie znajduje się Palmiarnia dobudowana do wzniesionego w 1818 roku domku winiarza. Nazwa wzgórza pochodzi od cegielni miejskiej, która we wcześniejszych wiekach znajdowała się w tym miejscu. Nazwa Ziegelberg występuje w aktach miejskich z 1619 roku. W XIX wieku całe wzgórze pokryte było winnicami. To właśnie osada założona u stóp Góry Ceglanej zapoczątkowała proces powstawania Zielonej Góry,
- Przy ulicy Kożuchowskiej (Hohnberg) – w południowej części miasta naprzeciwko browaru. Już w XV wieku wzgórze było pokryte winnicami,
- Wzgórza Piastowskie – położone w południowo-zachodniej części miasta. Nazwę nadał burmistrz Zielonej Góry Heinrich Gayl dla uczczenia księcia głogowsko-żagańskiego Henryka VIII – jedynego używającego tytułu „księcia Zielonej Góry”. Składają się na nie cztery wzgórza, których wcześniejsze nazwy brzmiały:
  - Augusthöhe – dla upamiętnienia miejskiego przedsiębiorcy Augusta Fostera
  - Blücherberg – 201 m n.p.m.
  - Piastenhöhe
  - Koscheberg – 195 m n.p.m. stromo opadające w kierunku południowym. Wzgórze to pokryte było winnicami, o których najstarsze wzmianki pochodzą z 1797.
- Jagodowe Wzgórze – jest najwyższym wzniesieniem w granicach Zielonej Góry (210 m n.p.m.).

### Klimat
W Zielonej Górze panuje klimat umiarkowany przejściowy, z przewagą wpływów oceanicznych. Średnia temp. lipca wynosi +18,3 °C, a stycznia –1,3 °C. Opady roczne wynoszą ok. 580 mm. W ostatnich latach obserwujemy jednak stałą tendencję do ocieplania się klimatu. Zjawisko to obserwujemy w każdej porze roku (np. lipiec 2006, śr. temp. +24,2 °C; styczeń 2007, śr. temp. +4,3 °C).

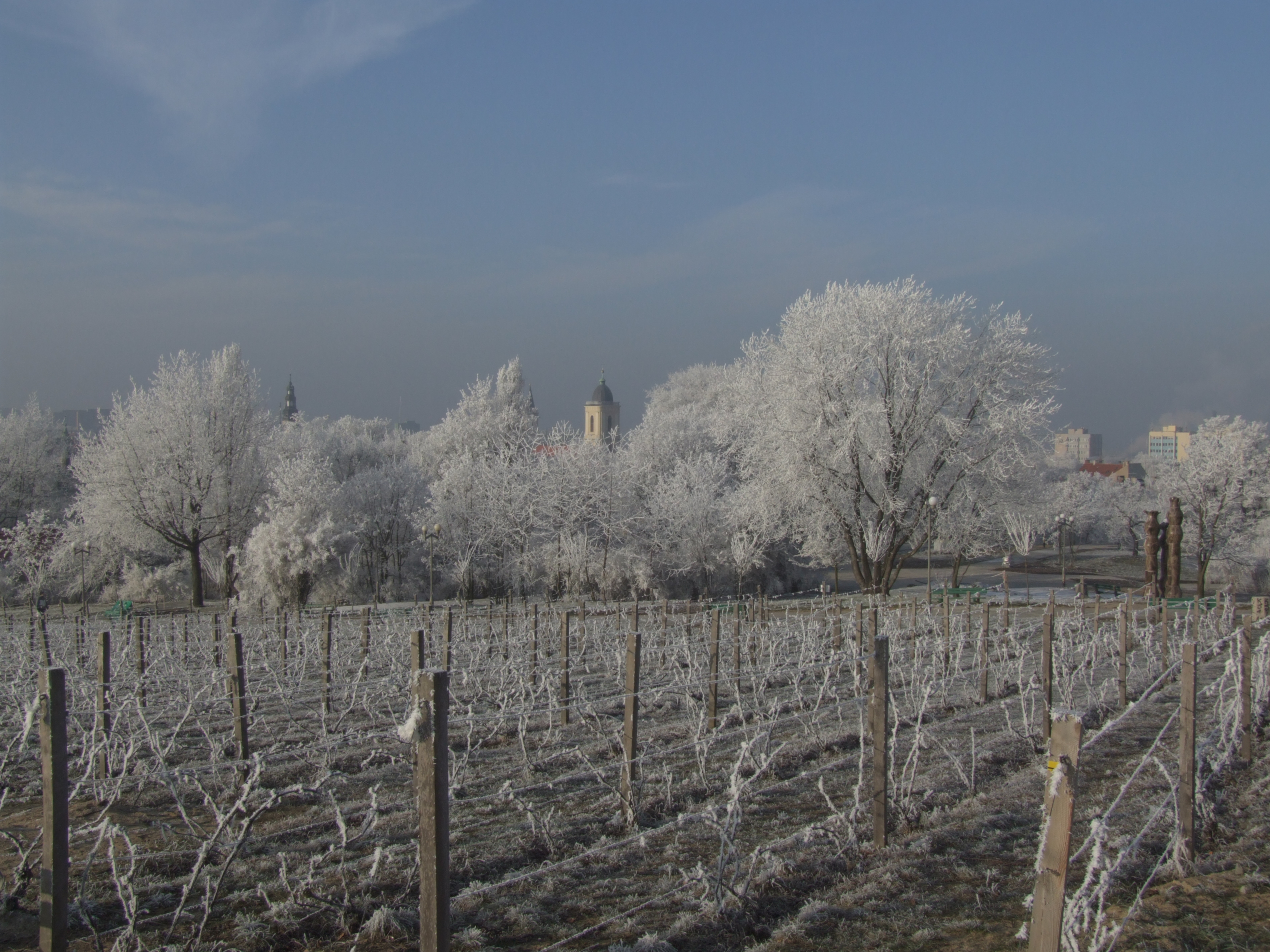
Widok na miasto z Winnego Wzgórza zimą

Charakterystycznymi cechami mikroklimatu zwłaszcza obszarów wzgórz są zmniejszone amplitudy dobowe i bardzo ciepłe noce (średnio w miesiącach półrocza letniego o 0,5 do 1,5 °C cieplejsze niż w Poznaniu, Wrocławiu, czy Słubicach). Obszar miasta Zielonej Góry charakteryzuje się też niższą liczbą dni z przymrozkami niż obszary wokół miasta, położone niżej.
| Miesiąc                          | Sty  | Lut  | Mar  | Kwi  | Maj  | Cze  | Lip  | Sie  | Wrz  | Paź  | Lis  | Gru  | Roczna |
| -------------------------------- | ---- | ---- | ---- | ---- | ---- | ---- | ---- | ---- | ---- | ---- | ---- | ---- | ------ |
| Średnie temperatury w dzień [°C] | 1    | 2    | 7    | 11   | 17   | 20   | 22   | 22   | 17   | 12   | 6    | 3    | 12     |
| Średnie temperatury w nocy [°C]  | -3   | -3   | 1    | 4    | 9    | 12   | 14   | 14   | 11   | 6    | 2    | -1   | 6      |
| Opady [mm]                       | 38.1 | 35.6 | 35.6 | 43.2 | 58.4 | 63.5 | 78.7 | 73.7 | 43.2 | 40.6 | 43.2 | 45.7 | 599,4  |
| Źródło: Weatherbase 15.12.2008   |      |      |      |      |      |      |      |      |      |      |      |      |        |

### Fauna i flora

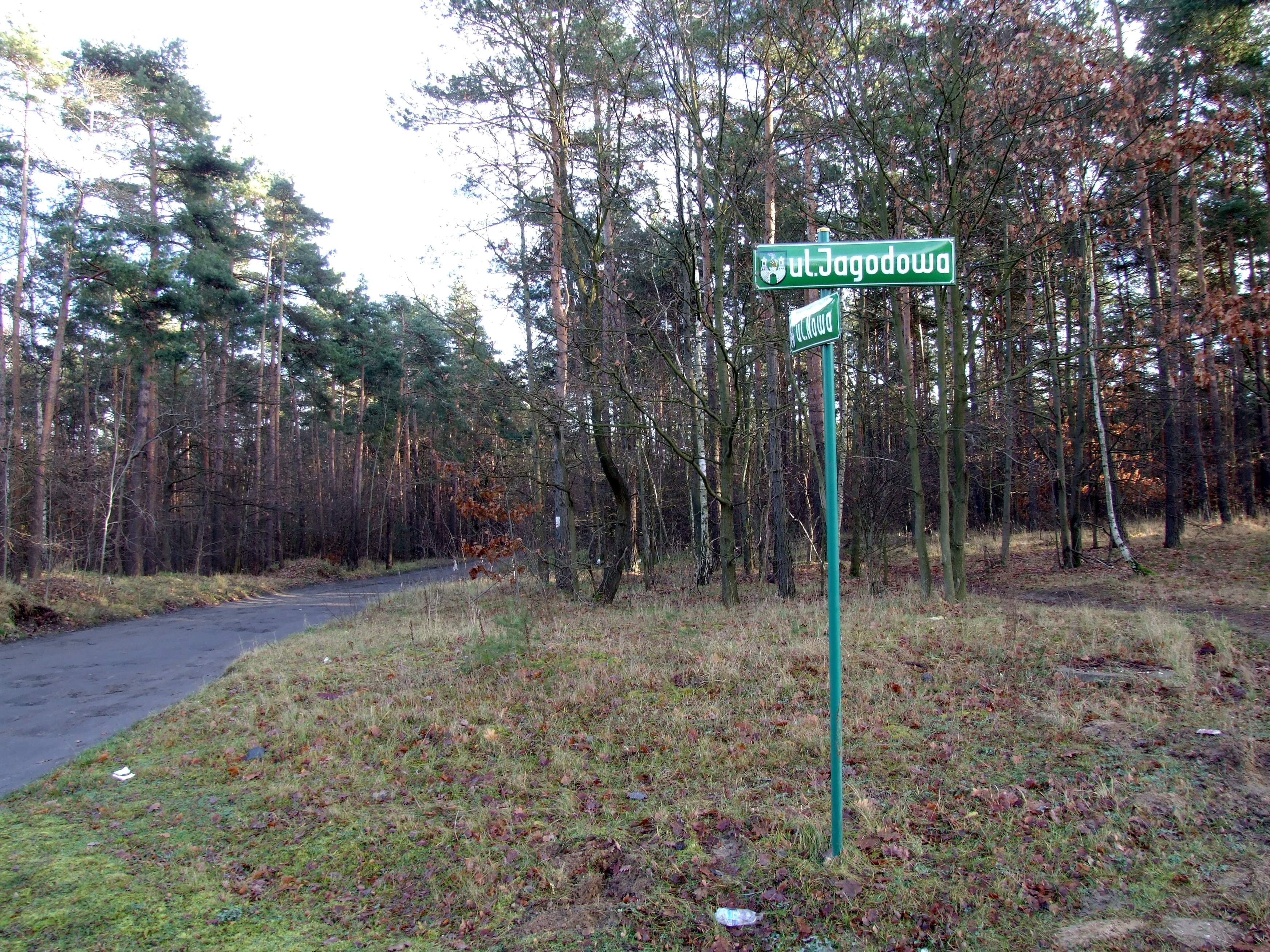
Lasy stanowią połowę powierzchni Zielonej Góry

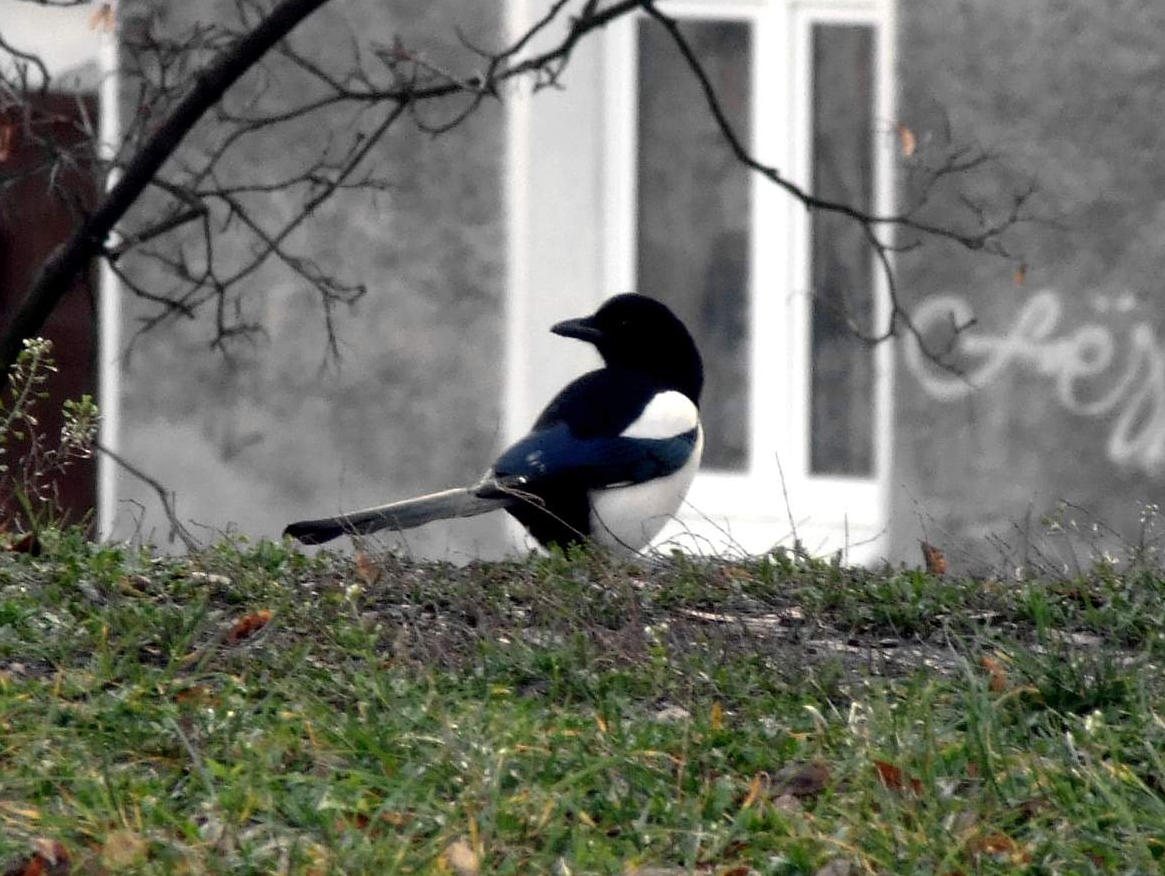
Liczebność sroki w Zielonej Górze należy do najwyższych w Polsce i jest jedną z najwyższych w Europie

Zgodnie ze swą nazwą, Zielona Góra jest miastem słynącym z terenów zielonych, otoczonym zwartym pierścieniem lasów, stanowiących fragment tzw. Borów Zielonogórskich. Ich powierzchnia na terenie miasta wynosi blisko 50 procent (47%, tj. 2667 ha w porównaniu do ok. 4% tzw. zieleni miejskiej – dane z 2010 roku). Po poszerzeniu granic miasta w 2015 tereny zielone zajmują 55 proc. powierzchni. Z tego najważniejszymi terenami zielonymi są lasy okalające miasto. Lasy te ubogie są w cieki wodne, będące zasadniczo odnogami albo Zimnego Potoku (północ), albo Śląskiej Ochli (południe). Według danych Nadleśnictwa Zielona Góra ok. 90% populacji drzew stanowi sosna. Występują też fragmenty dąbrów (tereny zachodnie) oraz na obniżeniach terenowych łęg jesionowo-olszowy.
Zielonogórskie lasy wspomniane są już w 1429, gdy do skutku doszła transakcja sprzedaży miastu „Oderwaldu”, Lasu Odrzańskiego w pobliżu wsi Krępa. W lasach występuje kasztan jadalny, licznie reprezentowany też na terenie miasta, również wśród jego pomników przyrody. Do innych najpopularniejszych gatunków pomników przyrody w mieście zaliczane są: cis pospolity, topola kanadyjska, dąb szypułkowy i cypryśnik błotny.
Obecność dużych obszarów leśnych w mieście i w jego otoczeniu stwarza korzystne warunki dla wielu gatunków zwierząt. Na początku XXI w. stwierdzono obecność 11 gatunków płazów, z których najczęstszym jest ropucha szara, występująca na podmokłych terenach obrzeży miasta. Wśród gadów, najczęściej występują padalec zwyczajny oraz jaszczurka zwinka. Jedynym zaś gatunkiem węża jest zaskroniec, pojawiający się najczęściej w lasach w pobliżu tzw. Dzikiej Ochli.
Zielona Góra posiada bogatą i zróżnicowaną populację ptaków. Liczbę gatunków szacuje się na ponad 150. Obok popularnych gatunków synantropijnych (związanych z osiedlami ludzkimi), takich jak m.in. wróble, kawki, jaskółki czy gołębie pojawiają się też gatunki rzadsze, jak jastrząb, łozówka, pliszka siwa, białorzytka czy makolągwa.
Jednym z najpopularniejszych gatunków ptaków w Zielonej Górze jest sroka. Jej zagęszczenie w mieście jest najwyższe w kraju i stanowi jeden z najwyższych znanych zagęszczeń w Eurazji – ponad 30 gniazd/km² (2011). Znaczny przyrost osobników obserwuje się od lat 80. XX w.
Słabo zróżnicowaną gatunkowo jest populacja ssaków. Najczęściej widywanym gatunkiem jest sarna europejska. Licznie występuje nawet w najbliższym sąsiedztwie osiedli miejskich, szczególnie w okolicy Szosy Kisielińskiej czy ul. Batorego. Bardzo licznie występują jeże, lisy (Vulpes vulpes), dziki oraz borsuk i kuna domowa. Rzadziej spotykanym gatunkiem jest np. tchórz czy jeleń Cervus elaphus. Oczywistymi przedstawicielami ssaków są gryzonie – zarówno szkodniki, jak szczur wędrowny i mysz domowa, jak i licznie występująca w zielonogórskich parkach wiewiórka.

### Atrakcje przyrodnicze

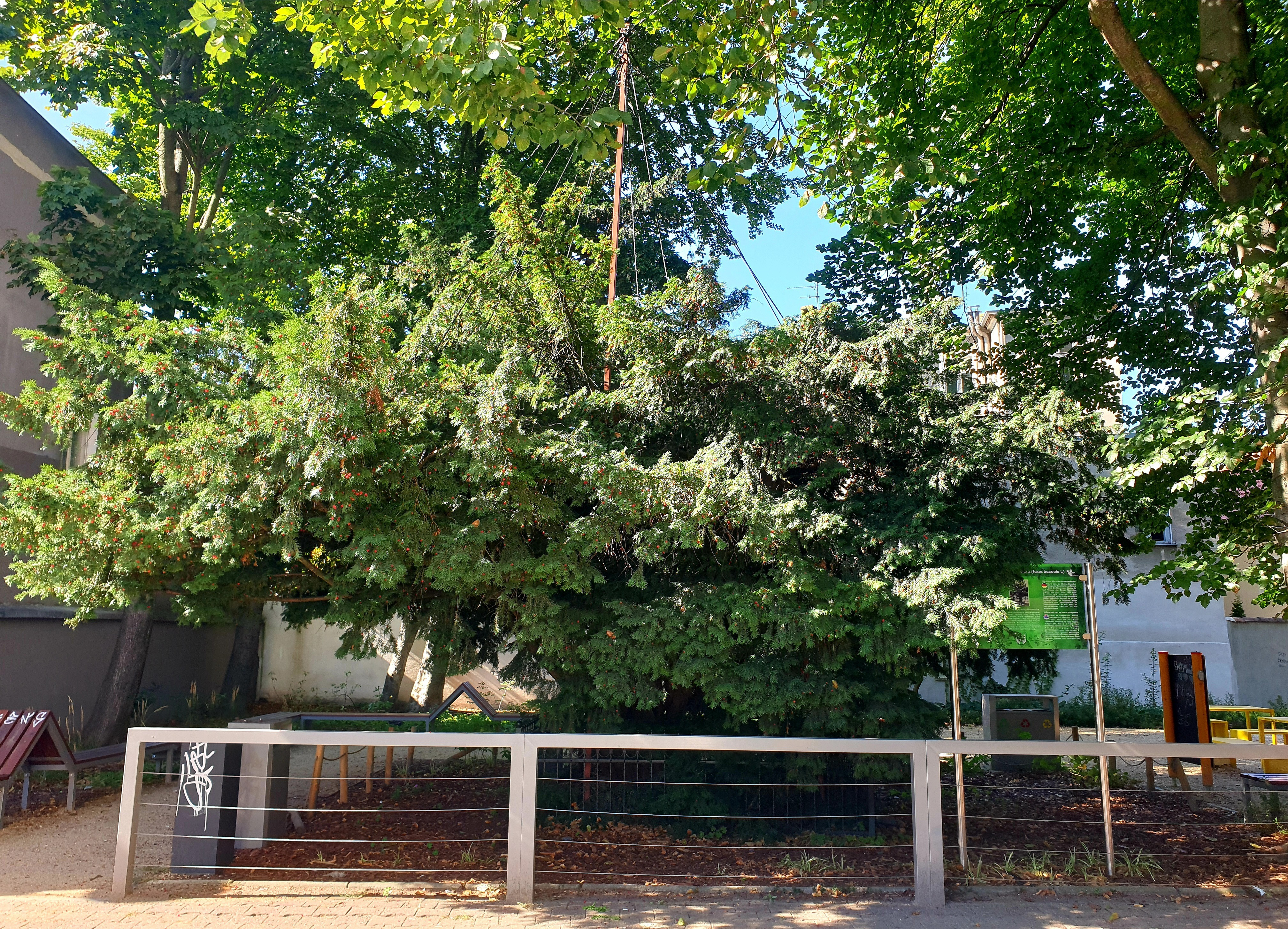
Ponad 800-letni cis przy ul. Kopernika

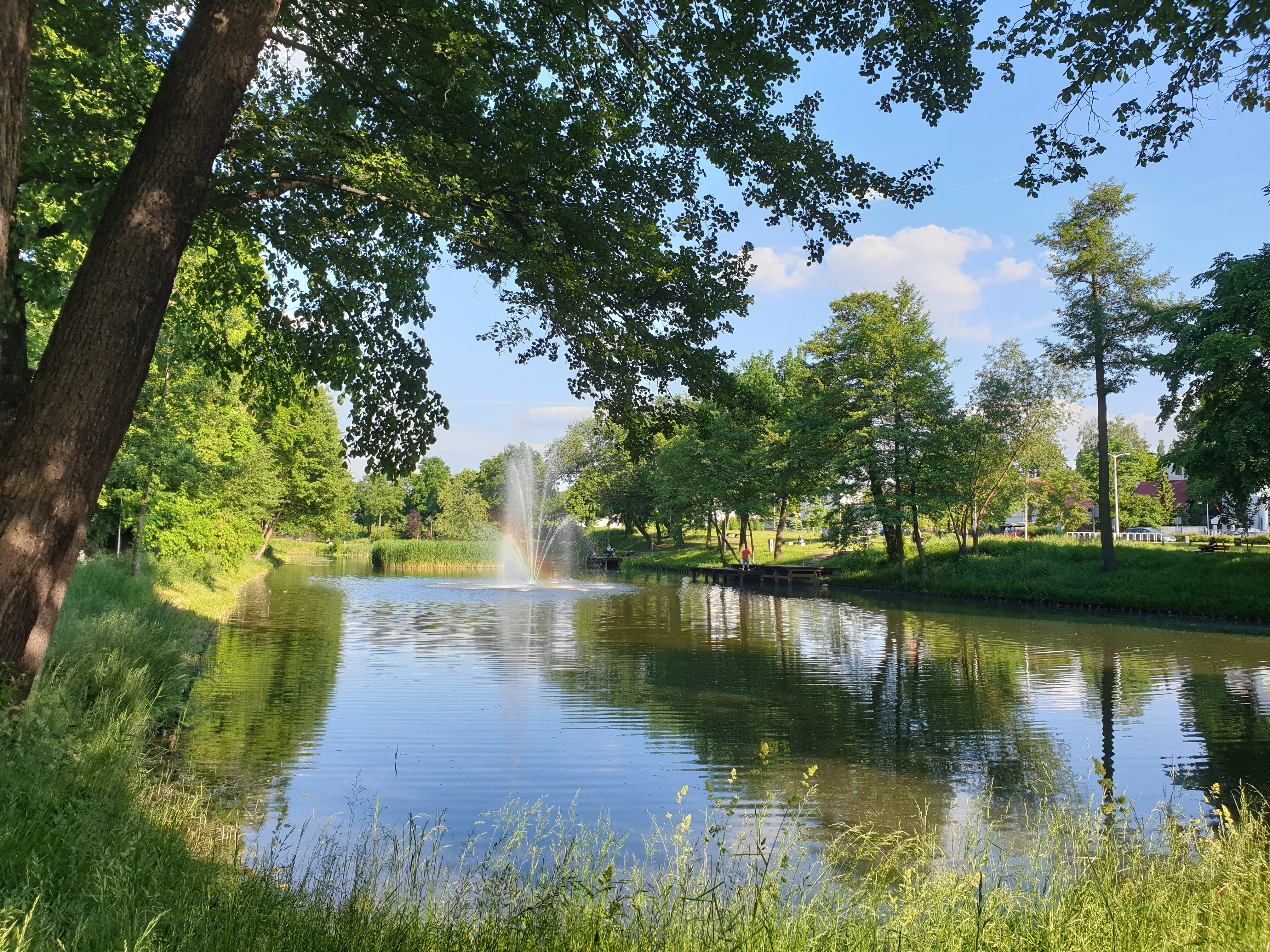
Wagmostaw – dawna Dolina Luizy

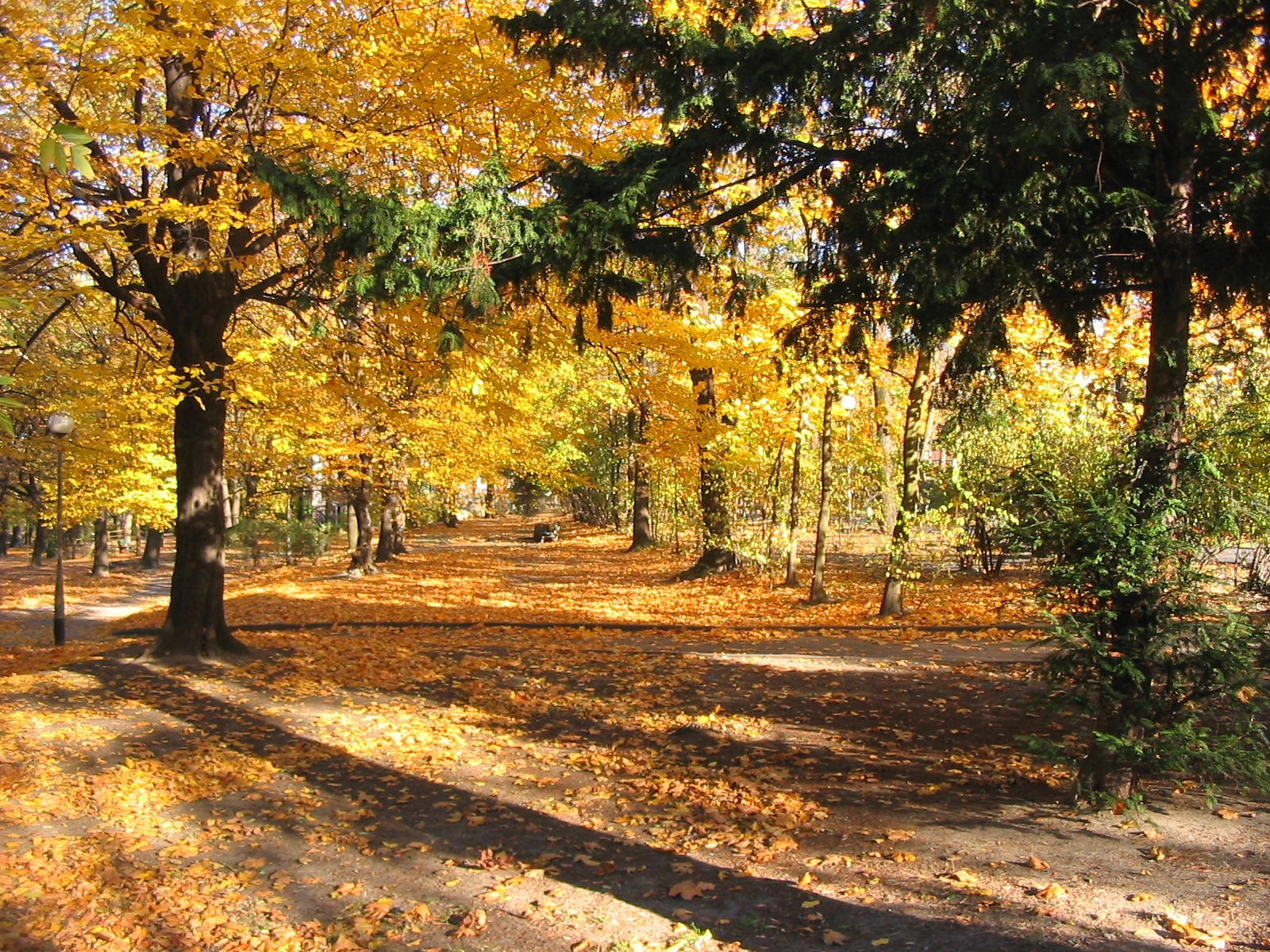
Park Tysiąclecia

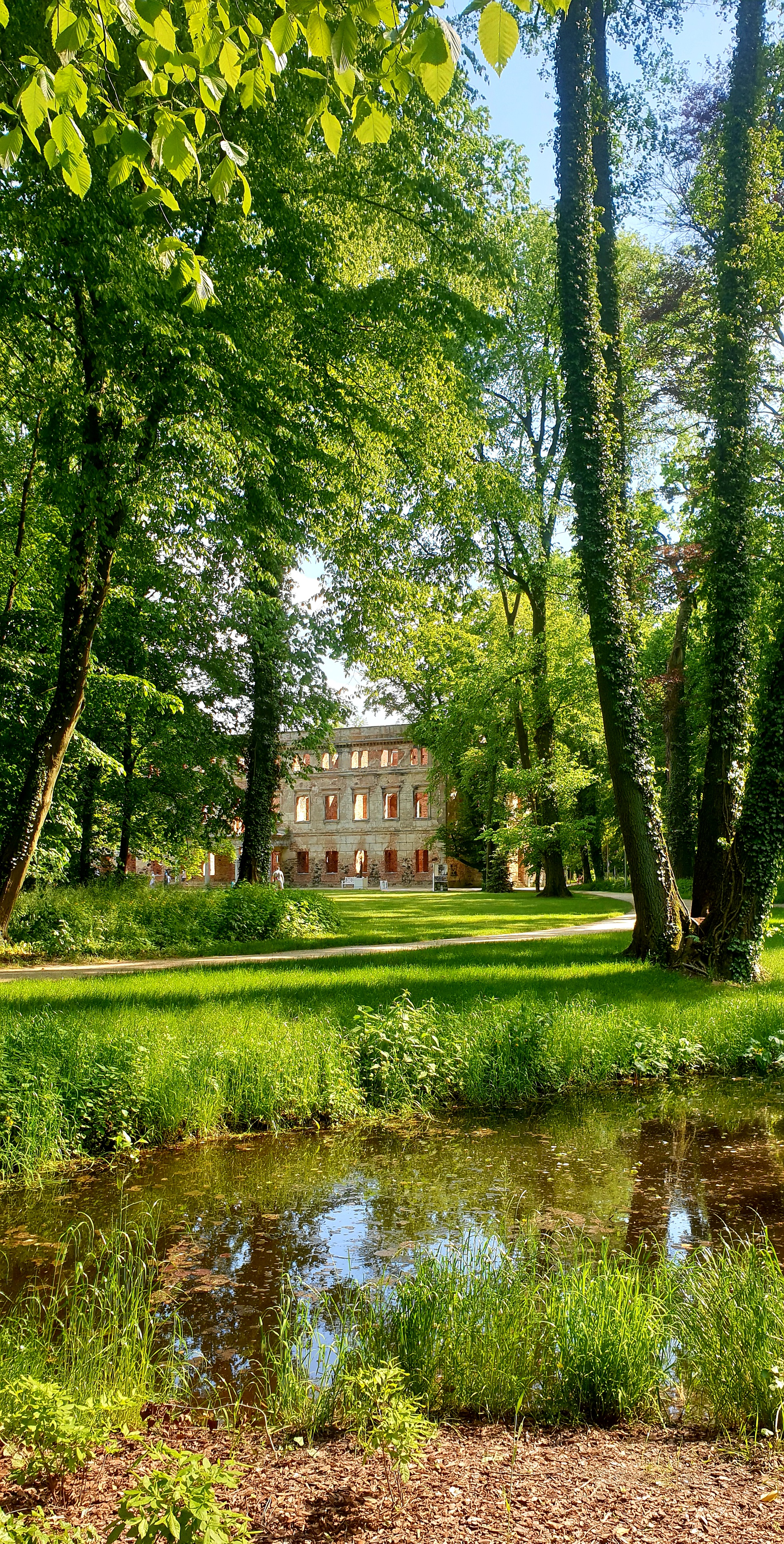
Park Książęcy Zatonie

Na terenie miasta znajduje się Ogród Botaniczny Uniwersytetu Zielonogórskiego odbudowany w 2007 po blisko 60 latach oraz Palmiarnia mieszcząca niewielką kolekcję roślin egzotycznych (ok. 200 taksonów). 12 kwietnia 2014 otwarto w mieście Mini ZOO.
Na terenie miasta znajdują się także 4 miejsca należące do obszarów Natura 2000. Są to: Dolina Środkowej Odry, Krośnieńska Dolina Odry, Zimna Woda (w całości na terenie miasta) oraz Kargowskie Zakola Odry. W północnym obszarze miasta znajduje się Las Nadodrzański, ongiś własność miasta i teren rekreacyjny, dziś atrakcyjny przyrodniczo las nadodrzański, chroniony jako obszar Natura 2000.
W południowym obszarze miasta, w pobliżu zielonogórskiego Kiełpina znajduje się Rezerwat Przyrody Zimna Woda.
W pobliżu miasta znajduje się arboretum w Nietkowie, mieszczące bardzo zdewastowaną dziś kolekcję rzadkiego i egzotycznego drzewostanu.
Zieleń miejska
Zielona Góra jest po Sopocie, drugim najbardziej zielonym miastem w Polsce. Na terenie miasta znajdują się następujące parki i tereny zielone:
- Park Piastowski – jeden z największych parków w Zielonej Górze; występują w nim liczne pomniki przyrody, a bliski kontakt z lasem powoduje, że jest zamieszkiwany przez wiewiórki.
- Park Świętej Trójcy – teren byłego cmentarza niemieckiego; znajduje się w centrum miasta, wśród wielu współczesnych bloków mieszkalnych;
- Park Tysiąclecia – teren byłego cmentarza Zielonego Krzyża założonego w 1628 z pozostawioną kaplicą w formie greckiej świątyni (dawne krematorium), grobowcem Georga Beuchelta oraz nielicznymi pomnikami; wydzielony plac zabaw oraz skate park. W latach 2023–2024 gruntownie zrewitalizowany, powstała wówczas m.in. tężnia solankowa, ogród sensoryczny oraz wybieg dla psów[116].
- Park Winny – położony w centrum Zielonej Góry na wzniesieniu zwanym dawniej Górą Ceglaną, a obecnie – Winnym Wzgórzem. Główną jego atrakcją jest winnica położona na zboczach o powierzchni ok. 1 hektara; na jego terenie znajduje się wiele pomników oraz Palmiarnia – jeden z symboli miasta. W latach 2017–2018 przeszedł rewitlizację[117].
- Park Sowińskiego – położony w centralnej części Zielonej Góry; znajdują się w nim liczne pomniki przyrody, zbiornik wodny z fontanną oraz kapliczka Matki Bożej Fatimskiej. W latach 2017–2018 park przeszedł rewitalizację[118].
- Park Dunikowskiego – leśny park na przedłużeniu ulicy Dunikowskiego, stanowi łącznik pomiędzy osiedlami Przyjaźni i Malarzy a Cegielnią. Urozmaicona rzeźba terenu i bogactwo drzew tworzą wyjątkową bazę spacerową z trasami dla pieszych i rowerów. Przed 1945 rokiem otoczony winnicami.
- Park Braci Gierymskich – areał leśny otoczony ze wszystkich stron zabudową, położony na wzgórzu. Łączy osiedle Przyjaźni z sąsiadującym Osiedlem Malarzy. Prawdopodobnie dawniej stanowił część parku angielskiego rezydencji położonych przy obecnym domu Pogotowia Opiekuńczego.
- Park Poetów – przedwojenny teren parkowy, porastający teren po dawnej kopalni gliny przy końcu ul. Wazów. Znajdują się tu trzy stawy: Dziady, Glinianki (oba przy ul. Szafrana) oraz Szmaragdowy (przy. ul. Akademickiej) w pobliżu wąwozu. Al. Poetów jest pozostałością dawnego szlaku spacerowego.
- Park Zacisze – areał leśny otoczony ze wszystkich stron zabudową osiedla Zacisze i campusem B Uniwersytetu Zielonogórskiego, położony między ul. Prostą, Leśną i al. Wojska Polskiego.
- Wagmostaw – dawna Dolina Luizy – zielony, rekreacyjny teren z dwoma stawami i ścieżkami wokół, placem zabaw, mini siłownią i wybiegiem dla psów, zrewitalizowany w 2013.
- Dzika Ochla – zielony, rekreacyjny teren ze zbiornikiem wodnym i ścieżkami wokół, parkiem linowym, placem zabaw, wypożyczalnią rowerów wodnych oraz małą sauną fińską[119].
- Zespół Przyrodniczo-Krajobrazowy „Park Braniborski” – teren leśny ciągnący się od ul. Braniborskiej i Władysława IV przez ul. Władysława Jagiełły do ul. Gajowej[120]. W Parku występuje chronione ptactwo jak: rudziki, pleszki, dudki, sikory czy słowiki. Łącznie ok. 100 gatunków ptaków w tym dzięcioły czarne i bardzo rzadko spotykane dzięcioły zielonosiwe, objęte szczególną ochroną na terenie Unii Europejskiej[121].
- Ogród Botaniczny Uniwersytetu Zielonogórskiego – odbudowany w 2007 roku przedwojenny ogród botaniczny. Ogród zajmuje ponad 2 ha i należy do jednych z młodszych ogrodów botanicznych w Polsce.
- Zespół Przyrodniczo-Krajobrazowy „Liliowy Las” – teren leśny położony w południowo-zachodniej części miasta Zielona Góra, na terenach położonych między ulicami: Botaniczną, Nowojędrzychowską, Liliową i obszarem leśnym w granicach administracyjnych miasta[122]. Na jego terenie znajduje się ścieżka zdrowia z kompleksem sprzętów do ćwiczeń[123].
- Park Kolei Szprotawskiej – niewielki południowo-zachodni skraj Parku Piastowskiego, na pocz. XX w. przylegający do nieużytków na granicy starej zabudowy śródmieścia (tzw. Dzikie Łąki). W latach 1910–1911 ograniczyła go od strony miasta nowa stacja kolei szprotawskiej, a w latach 60. XX w. oddzielono go od reszty Parku Piastowskiego pasem nowo pobudowanych bloków mieszkalnych. W 2013 r. Rada Miasta na wniosek Klubu Miłośników Kolei Szprotawskiej nazwała izolowany, samodzielnie istniejący skwer Parkiem Kolei Szprotawskiej, dla upamiętnienia jej twórców i historii oraz ludzi pracujących w zakładach, które obsługiwała kolej zielonogórsko-szprotawska. Na terenie Parku organizowane jest w zabytkowym dworcu Muzeum Lokalne Kolei Szprotawskiej oraz skansen kolejowy. Część Parku stanowi teren wpisany do rejestru zabytków województwa lubuskiego ze względu na znaczące walory krajobrazowe (miejski krajobraz industrialny). Skansen powstał w 2014 r. i jest realizowany z budżetu obywatelskiego miasta Zielona Góra oraz społecznymi środkami mieszkańców miasta.
- Park przy ul. Partyzantów – park rekreacyjny w sąsiedztwie Miejskiej Komendy Policji, zrewitalizowany w latach 2017–2018, jedną z atrakcji tego parku jest zbiorniki wodny z fontanną, leżaki, siłownia i plac zabaw[124].
- Dolina Gęśnika – teren zielony, częściowo zalesiony w dolinie potoku Gęśnik ciągnący się między ul. Sulechowską a Batorego. Rewitalizowany w latach 2018–2020. Na jego terenie znajdują się: część rekreacyjna z plażą, hamakami i altanami, park linowy „Gęsie Tarasy”, plac zabaw przy orliku, miasteczko ruchu drogowego wybieg dla psów[125].
- Park Zielony Przystanek – park między ulicami: Nową, Lechitów i Orkana, otwarty w 2017. Główną atrakcją parku jest wieża, z której widać korony drzew. W parku powstały też tablice przyrodnicze, altany, siłownia pod chmurką czy oczko wodne[126].
- Park Książęcy Zatonie – założony jako ponad 50 ha park przy zatońskim pałacu przez nadwornego berlińskiego ogrodnika Petera Lenné w 1842 roku z inicjatywy księżnej Doroty de Talleyrand-Périgord. W 2018 roku rozpoczęły się w nim prace rewitalizacyjne zakończone w październiku 2020. Park Książęcy Zatonie jest nazywany zielonogórskim Wilanowem[127].
- Park Pałacowy Stary Kisielin – zabytkowy park z drugiej połowy XIX wieku w dzielnicy Stary Kisielin[128]. Wchodzi w skład założenia pałacowo-parkowo-folwarcznego o pow. 2,2 ha. Na terenie parku występują ok. 200-250-letnie drzewa, wśród nich wymienić można 3 dęby szypułkowe, 5 buków pospolitych oraz 1 lipę drobnolistną. Drzewa te posiadają cechy pomników przyrody[129].
- Park Pałacowy Ochla – zabytkowy park przy pałacu w zielonogórskiej Ochli, założony w I poł. XIX w., ale część drzewostanu należy do starszej kompozycji, której wiek można określić na 250–300 lat[22]. W latach 2017–2018 park przeszedł rewitalizację.
- Park Dworski Kiełpin – park dworski w zielonogórskim Kiełpinie położony jest na pd. od centrum Zielonej Góry, na pn. krańcu miejscowości o powierzchni nieco ponad 1 hektar powierzchni. Według źródeł historycznych twórcą parku jest prawdopodobnie Peter Joseph Lenné, znany niemiecki ogrodnik i architekt krajobrazu, tworzący w Europie w XIX w.[130] W latach 2017–2018 park przeszedł rewitalizację[131].
- Park Przylep – znajdujący się przy ul. Przylep-Kolejowa park w dzielnicy Przylep na północny zachód od centrum Zielonej Góry. W parku znajduje się m.in. scena letnia, tor rowerowy, siłownia, zjazd linowy tzw. tyrolka. Zmodernizowany w 2020[132].

## Demografia
- Wykres liczby ludności Zielonej Góry na przestrzeni ostatnich 7 stuleci

Największą liczbę ludności Zielona Góra odnotowała w 2019 – według danych GUS 141 222 mieszkańców. 
| Ogółem    | 139 278 |
| Kobiety   | 73 469  |
| Mężczyźni | 65 809  |

| Zdarzenie                              | 2003 | 2004 | 2005 | 2006 |
| -------------------------------------- | ---- | ---- | ---- | ---- |
| Liczba zarejestrowanych urodzeń dzieci | 1318 | 1450 | 1330 | 1506 |
| w tym chłopców                         | 677  | 743  | 703  | 784  |
| w tym dziewczynek                      | 641  | 707  | 622  | 722  |
| w tym bliźniąt                         |      |      | 18   | 21   |

| Zdarzenie                      | 2003 | 2004 | 2005 | 2006 |
| ------------------------------ | ---- | ---- | ---- | ---- |
| Liczba zarejestrowanych zgonów | 1386 | 1365 | 1492 | 1478 |
| w tym kobiet                   | 640  | 614  | 669  | 640  |
| w tym mężczyzn                 | 746  | 751  | 823  | 838  |

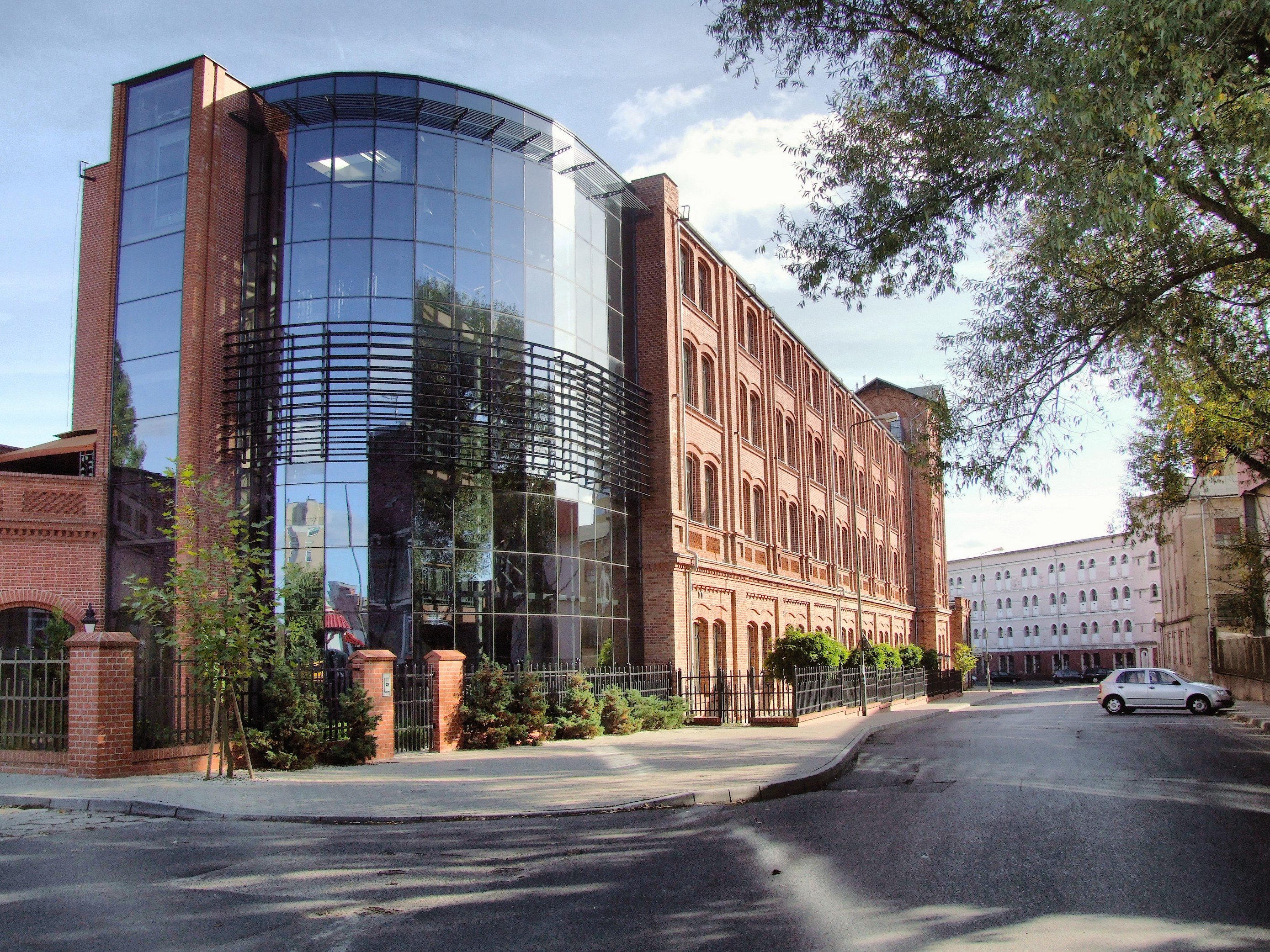
Zielonogórskie lofty – zagospodarowanie terenów poprzemysłowych (dawna tkalnia przy Fabrycznej)

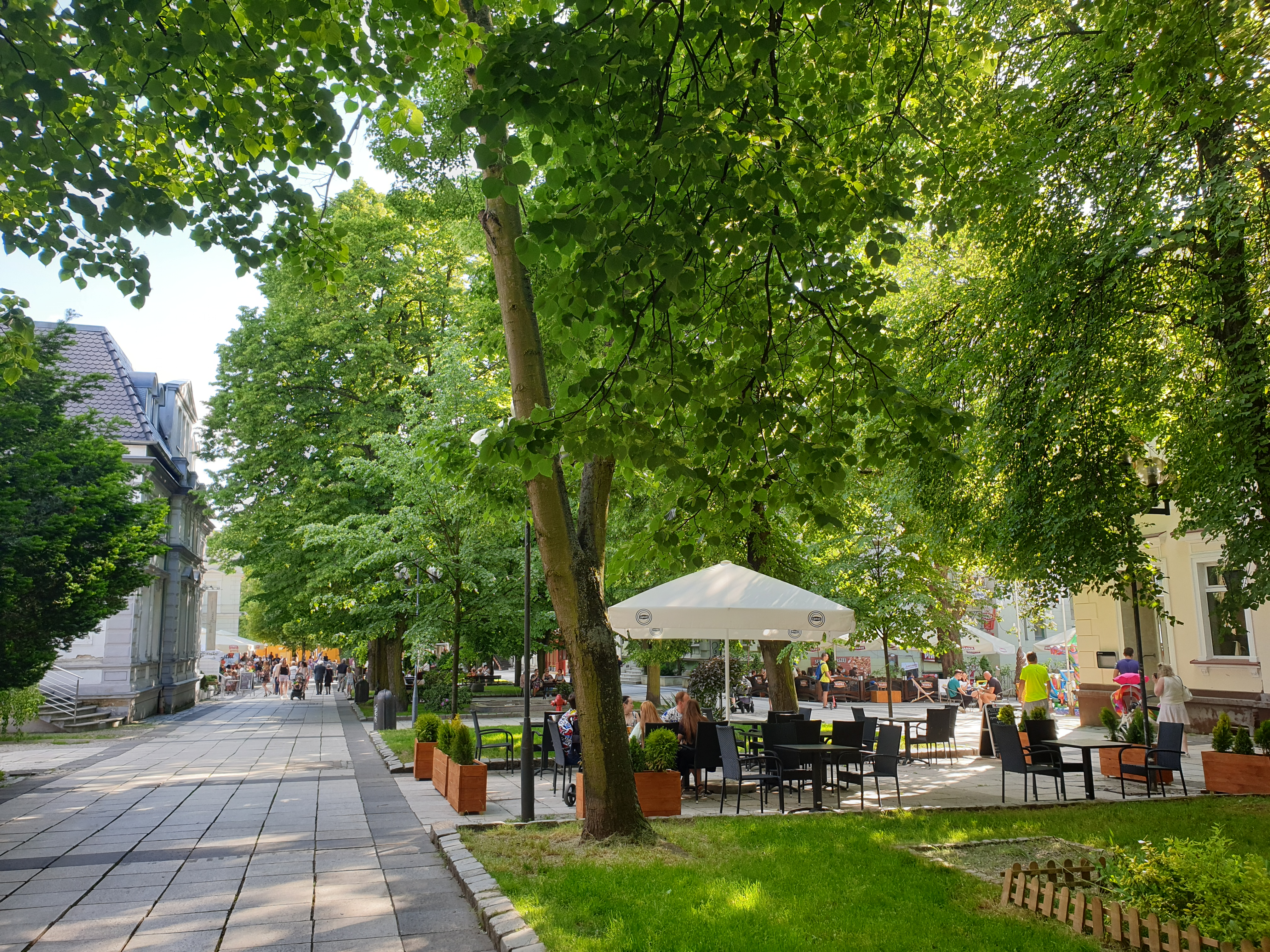
Centrum miasta – deptak

Piramida wieku mieszkańców Zielonej Góry w 2014 roku.

### Pochodzenie
Powojenna ludność Zielonej Góry w przeważającej mierze była ludnością napływową z różnych stron Polski. Przedwojenni niemieccy mieszkańcy miasta zostali po 1945 roku wysiedleni, a na ich miejsce napłynęli w zdecydowanej większości Polacy. Według profesora Leszka Kosińskiego, struktura ludnościowa Zielonej Góry w 1950 roku pod względem pochodzenia terytorialnego przedstawiała się następująco:
| Pochodzenie              | Liczba mieszkańców | Procentowo |
| ------------------------ | ------------------ | ---------- |
| Woj. poznańskie          | 9 674              | 30,58%     |
| Obszary w granicach ZSRR | 9 409              | 29,74%     |
| Miasto Warszawa          | 1 351              | 4,27%      |
| Woj. białostockie        | 1 256              | 3,97%      |
| Woj. bydgoskie           | 1 236              | 3,91%      |
| Woj. warszawskie         | 1 226              | 3,88%      |
| Zagranica oprócz ZSRR    | 1 155              | 3,65%      |
| Woj. kieleckie           | 972                | 3,07%      |
| Woj. łódzkie z Łodzią    | 919                | 2,91%      |
| Woj. lubelskie           | 879                | 2,78%      |
| Woj. krakowskie          | 624                | 1,97%      |
| Woj. rzeszowskie         | 597                | 1,89%      |
| Woj. katowickie          | 390                | 1,23%      |
| Woj. gdańskie            | 124                | 0,39%      |
| Woj. olsztyńskie         | 108                | 0,34%      |
| Woj. zielonogórskie      | 104                | 0,33%      |
| Pozostali                | 741                | 2,34%      |
| Ludność napływowa ogółem | 30 765             | 97,25%     |
| Autochtoni               | 869                | 2,75%      |
| Ogółem                   | 31 634             | 100%       |

## Gospodarka

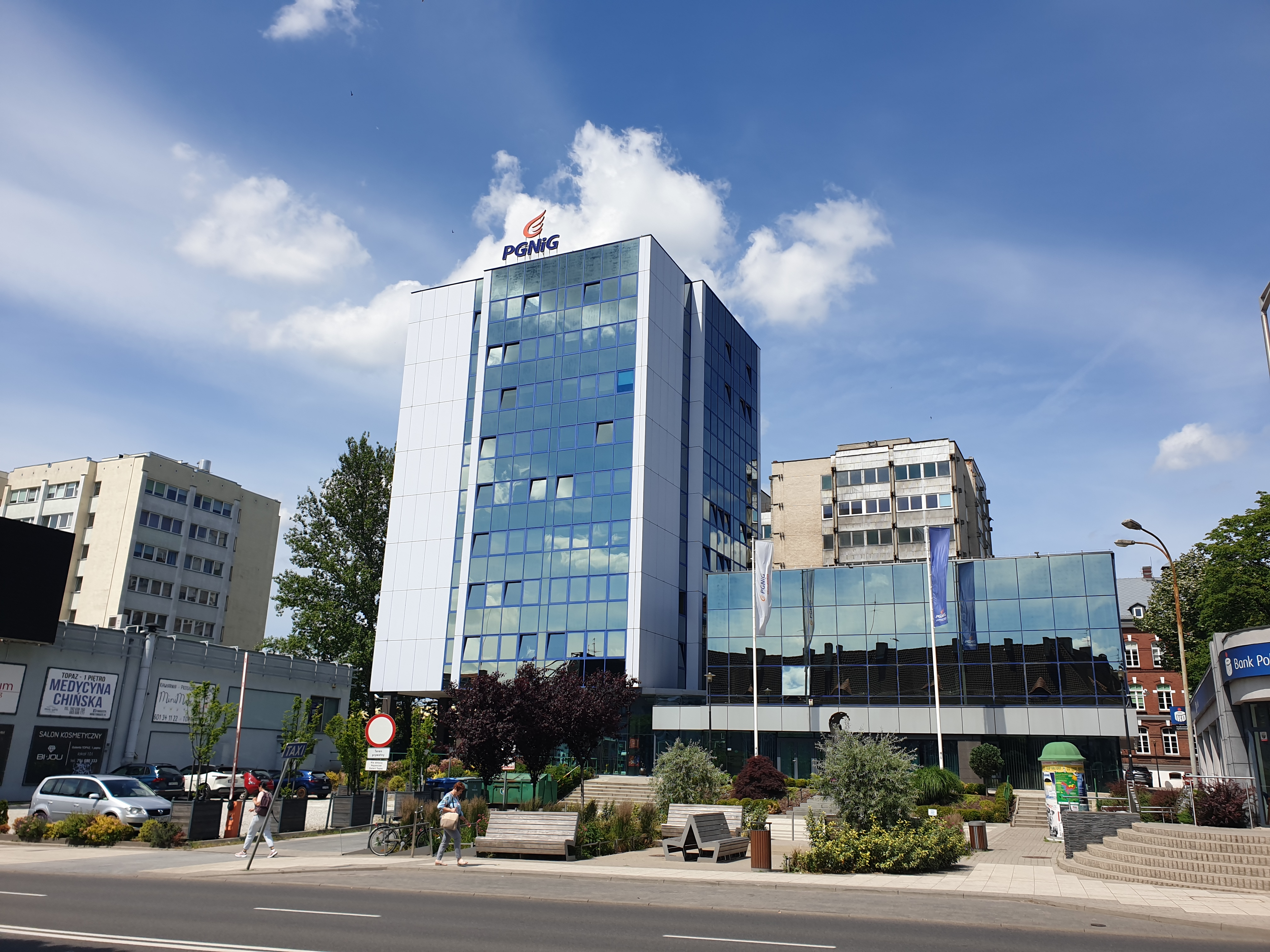
Biurowiec PGNiG. Dzielnica biurowo-administracyjna

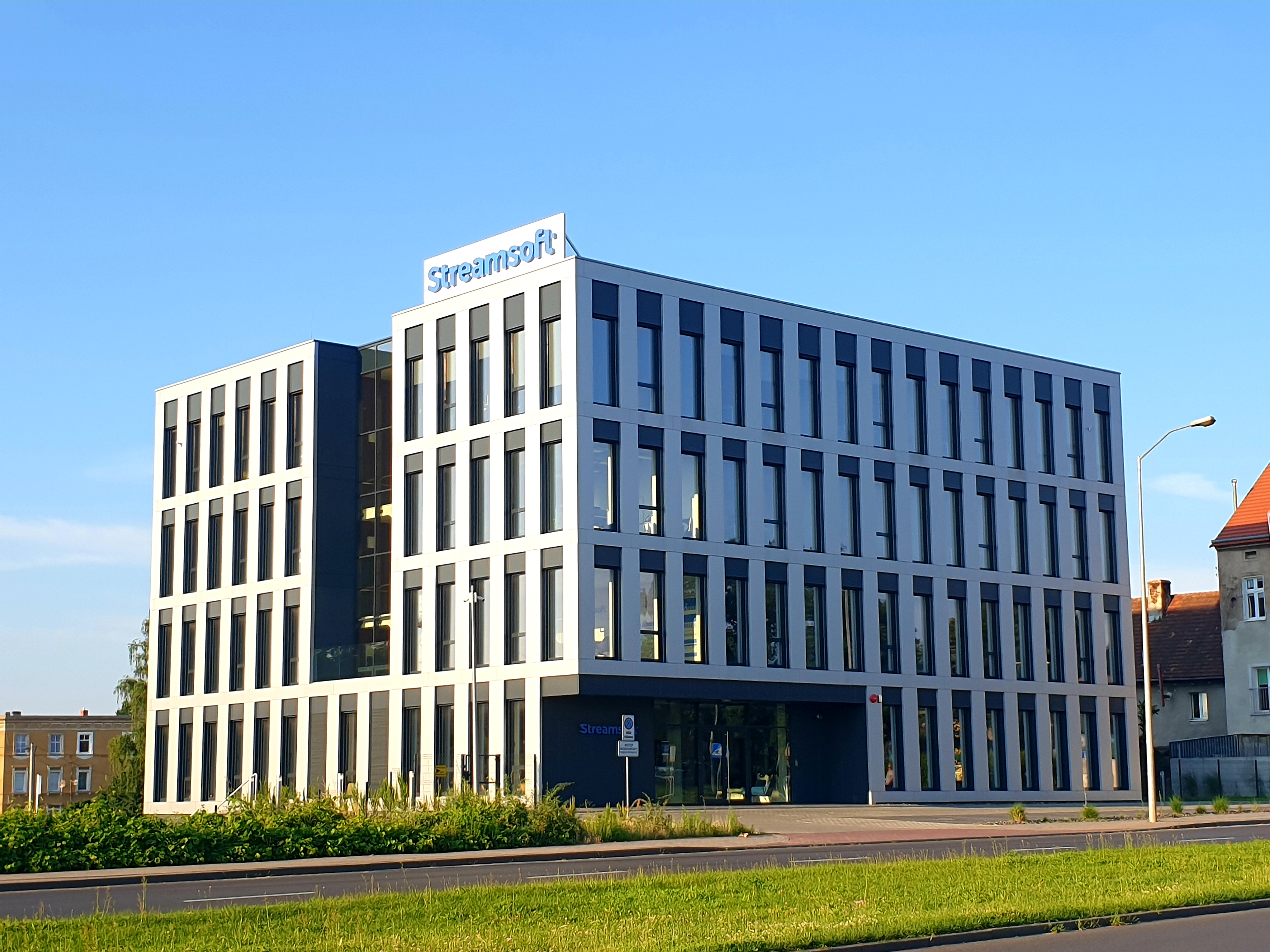
Biurowiec Streamsoft

Na koniec grudnia 2022 liczba zarejestrowanych bezrobotnych w Zielonej Górze obejmowała 1759 mieszkańców, co stanowi stopę bezrobocia na poziomie 2,5% do aktywnych zawodowo.
Zielonogórska gospodarka to przede wszystkim przemysł informatyczny (producent dekoderów do telewizji satelitarnej – ADB Polska Sp. z o.o., producent innowacyjnego oprogramowania i sprzętu dla światowych liderów działających w obszarze Przemysłu 4.0 – Digital Technology Poland, producent oprogramowania dla firm Astec IT Services, producent systemów GPS – Hertz Systems, producent oprogramowania – Streamsoft), przemysł elektryczny (producent aparatury elektrycznej – Lumel S.A., producent elektroniki oświetleniowej – LUG S.A.), przemysł metalowy (producent konstrukcji stalowych – Zastal S.A., przedsiębiorstwo budowy maszyn i obróbki metali – Falubaz Polska S.A.), przemysł włókienniczy (producent włóknin – Novita S.A.), przemysł drzewny (Stelmet S.A.), przemysł chemiczny (producent chemii budowlanej – FAST Sp. z o.o., producent opakowań PET – Masterchem Logoplaste Sp. z o.o., producent chemii gospodarczej i kosmetyków – Marba Sp. z o.o.), przemysł meblowy (producent foteli gamingowych i ergonomicznych oraz szaf metalowych – Domator24 Sp. z o.o.) czy przemysł spożywczy (producent lodów i mrożonek – Nordis sp. z o.o.). Istotną gałęzią przemysłu spożywczego jest również produkcja alkoholi – ongiś produkowano tu znaczne ilości wina, dziś produkuje się m.in. wódkę (Wyborowa Pernod Ricard S.A.). W Zielonej Górze swój oddział wydobywczy ma PGNiG S.A.
Ponadto na terenie miasta swoją siedzibę mają m.in. Modivo S.A., Apator Rector Sp. z o.o., Cinkciarz.pl Sp. z o.o, Ekantor.pl Sp. z o.o., Bolf Sp. z o.o. i Rublon Sp. z o.o.
Od 2005 na terenie miasta znajduje się utworzona przez władze Strefa Aktywności Gospodarczej „Spalony Las” oraz od 2010 w dzielnicy Nowy Kisielin Lubuski Park Przemysłowo-Technologiczny, którego część jest podstrefą Kostrzyńsko-Słubickiej Specjalnej Strefy Ekonomicznej oraz Park Naukowo-Technologiczny UZ. Tu działa m.in. zielonogórska firma Ekoenergetyka-Polska S.A., która jest europejskim liderem w projektowaniu i produkcji stacji szybkiego ładowania autobusów i samochodów elektrycznych. W lutym 2020 przy siedzibie firmy został otwarty Ekoen – pierwsza w Europie wielofunkcyjna stacja ładowania samochodowych akumulatorów. W Zielonej Górze powstaje też Europejskie Centrum Elektromobilności. W 2025 został otwarty inkubator technologiczny „E-Mobility Innovation HUB”.
W rankingu miesięcznika biznesowego „Forbes” – Diamenty Forbesa 2020. – 25 zielonogórskich firm znalazło się w gronie najdynamiczniej rozwijających się w Polsce.
W pobliżu miasta, w Cigacicach, znajduje się śródlądowy port wodny Cigacice oraz dwie firmy produkujące wyroby z wełny mineralnej.

## Nauka
W 2014 rozpoczął swoją działalność Park Naukowo-Technologiczny Uniwersytetu Zielonogórskiego, gdzie znajdują się nowoczesne laboratoria i siedziby takich instytucji jak: Centrum Logistyczne i Platforma na Rzecz Nauki i Gospodarki, Centrum Technologii Informatycznych, Centrum Budownictwa Zrównoważonego i Energii oraz Centrum Innowacji: Technologie dla Zdrowia Człowieka oraz Inkubator Przedsiębiorczości. Na wydziałach UZ działa wiele instytutów naukowych i badawczych np. Instytut Astronomii UZ posiada Obserwatorium Astronomiczne mieszczące się w Wieży Braniborskiej.
W 2015 powstało Centrum Nauki Keplera, w ramach którego funkcjonuje Centrum Przyrodnicze (ul. gen. J. Dąbrowskiego) oraz Planetarium Wenus (ul. gen. W. Sikorskiego).
W 2019 w Zielonej Górze powstał oddział Centrum Badań Kosmicznych PAN, którego celem jest wykształcenie kadry naukowej, na której opiera się działalność laboratoriów badawczych powstałego w 2023 w mieście Parku Technologii Kosmicznych. W jego ramach powstaje siedem laboratoriów, m.in. elektroniki satelitarnej, czy też pomieszczenie do czystego montażu satelitów.

## Administracja

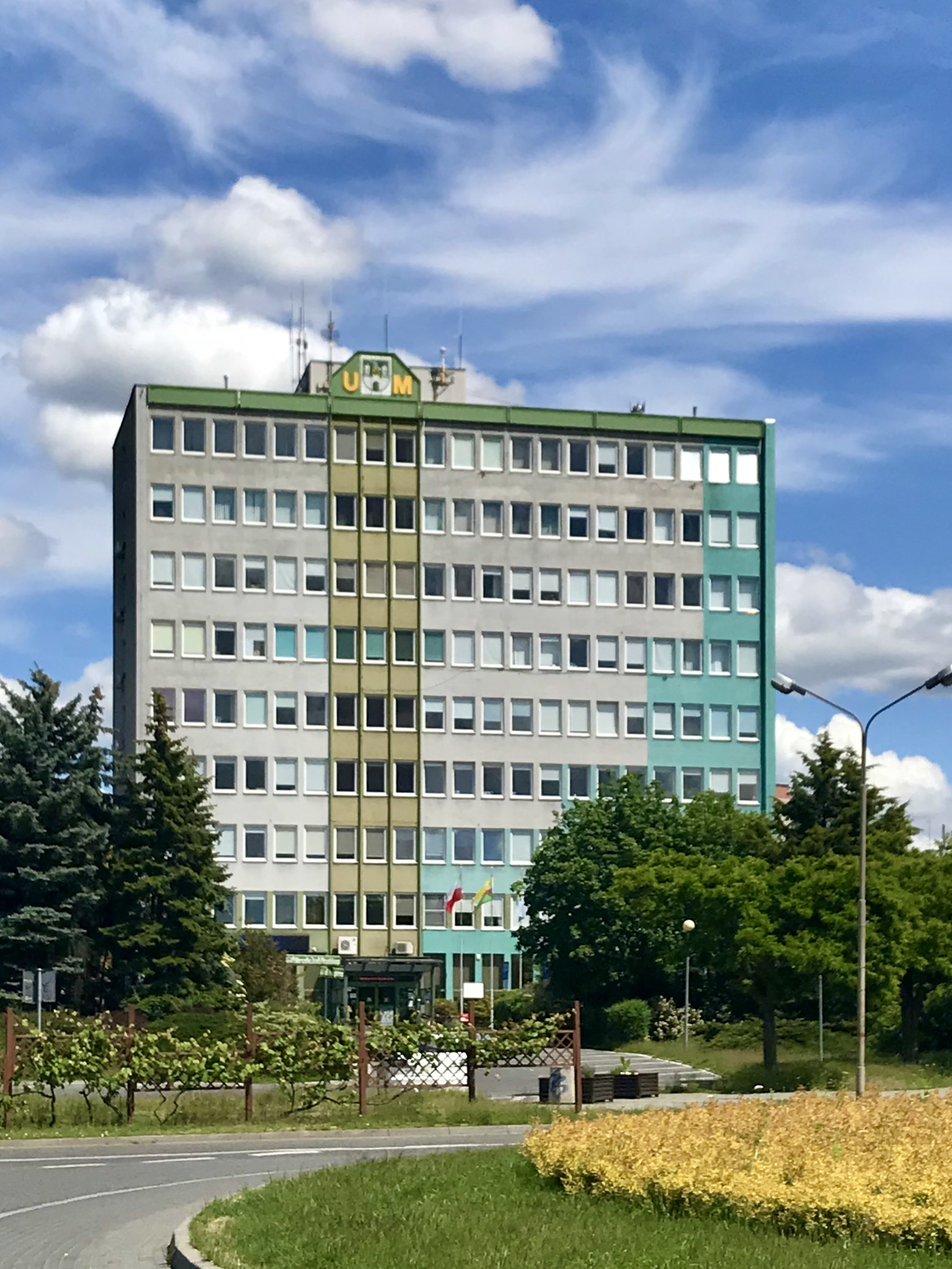
Urząd Miasta w Zielonej Górze

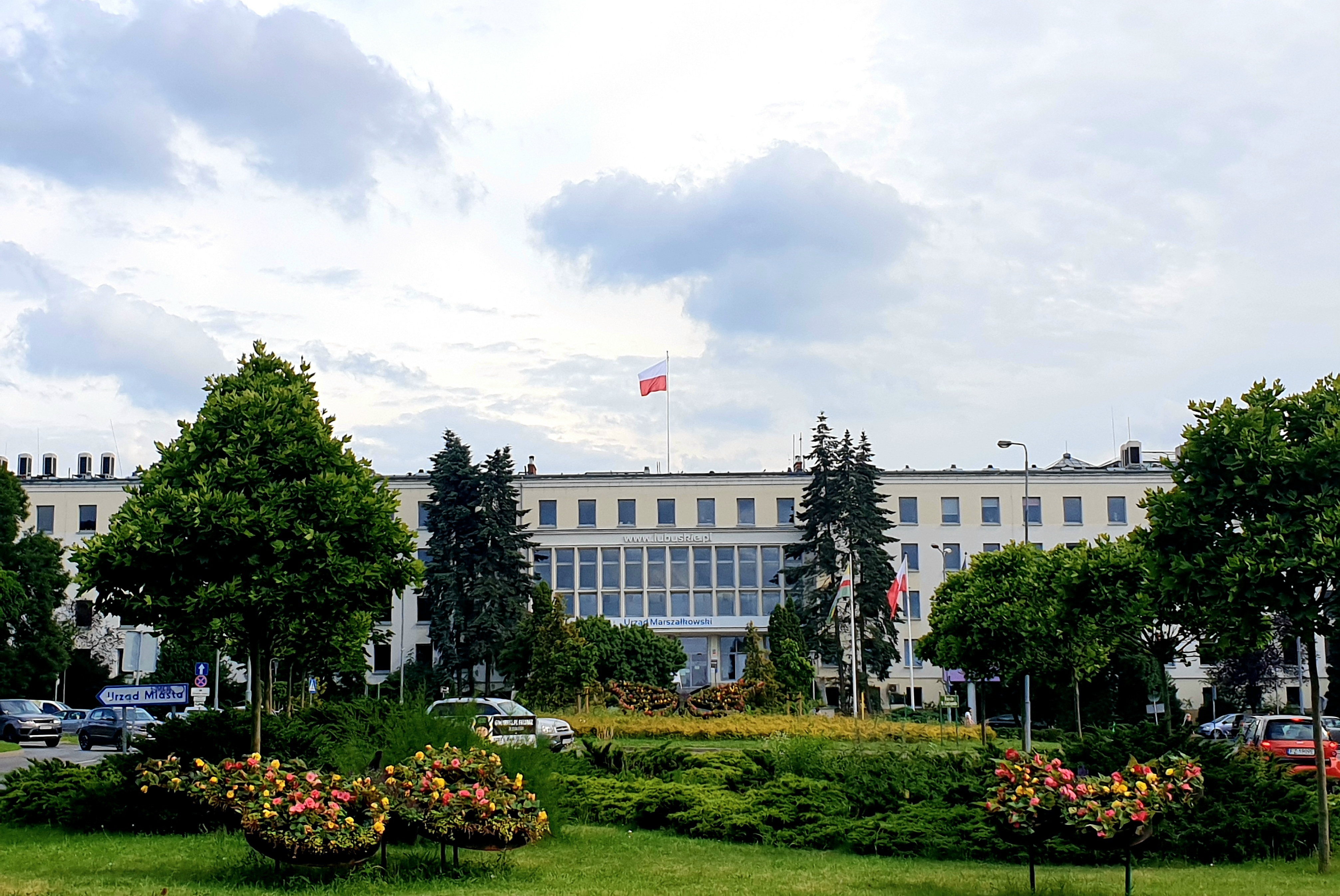
Urząd Marszałkowski w Zielonej Górze

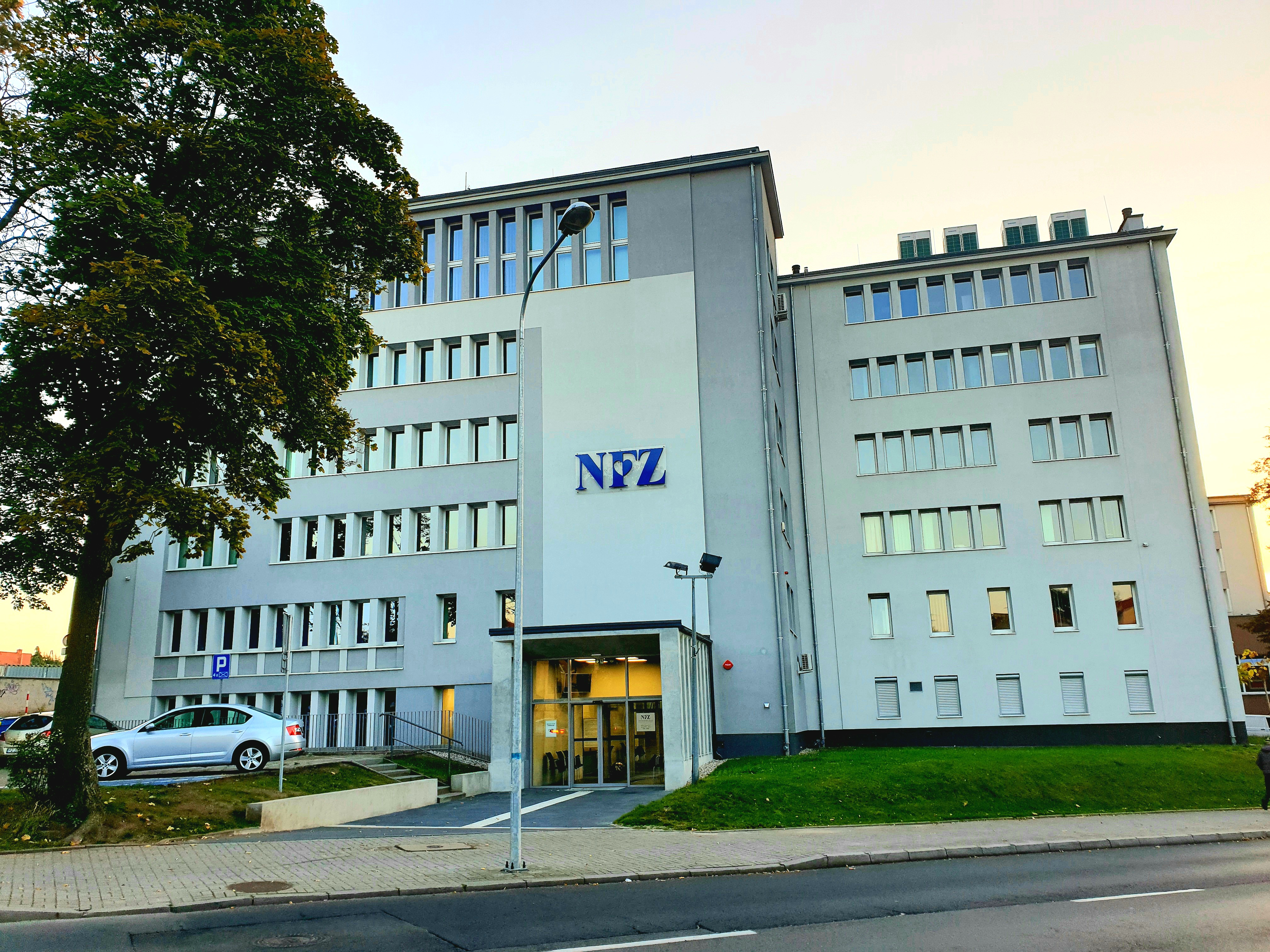
Lubuski Oddział Wojewódzki NFZ w Zielonej Górze

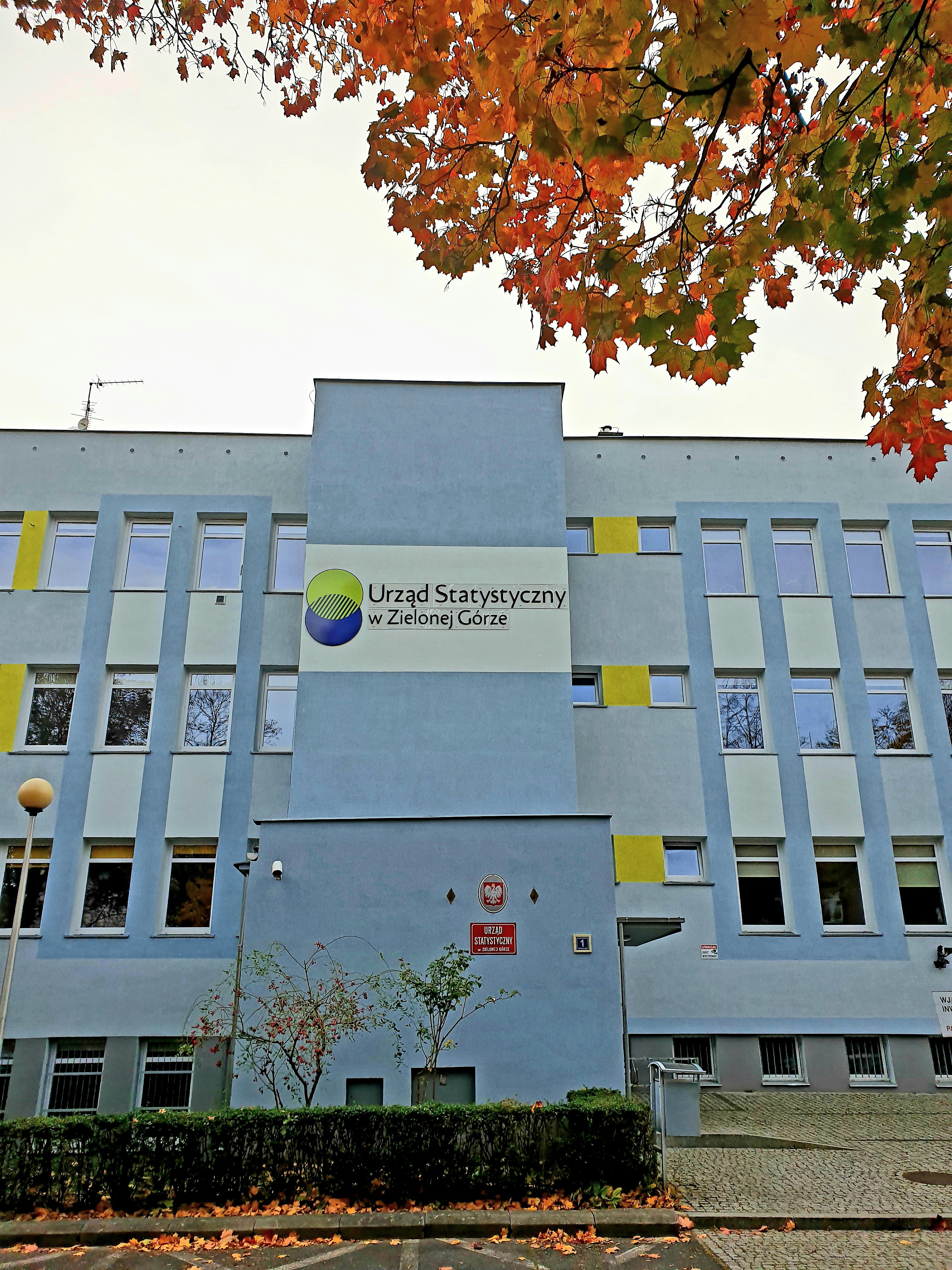
Urząd Statystyczny w Zielonej Górze

Zielona Góra jest miastem na prawach powiatu. Mieszkańcy wybierają do rady miasta 25 radnych. Są oni wybierani w 5 okręgach wyborczych. Organem wykonawczym władz jest prezydent miasta. Funkcję prezydenta od 7 maja 2024 sprawuje Marcin Pabierowski. Siedzibą władz miasta jest Urząd Miasta przy ulicy Podgórnej 22. Sesje Rady Miasta Zielona Góra odbywają się w ratuszu na Starym Rynku.
Od 1999 miasto jest siedzibą samorządu województwa, marszałka województwa, zarządu województwa lubuskiego i Sejmiku Województwa Lubuskiego oraz jednostek im podporządkowanych, a także starosty powiatu zielonogórskiego. W mieście znajduje się delegatura Lubuskiego Urzędu Wojewódzkiego w Gorzowie Wielkopolskim oraz administracja zespolona z wojewodą:
- Wojewódzki Inspektorat Weterynarii
- Wojewódzki Inspektorat Ochrony Środowiska
- Wojewódzki Inspektorat Jakości Handlowej Artykułów Rolno-Spożywczych
- Wojewódzki Urząd Ochrony Zabytków

Miasto jest także siedzibą:
- Lubuskiego Oddziału Wojewódzkiego Narodowego Funduszu Zdrowia
- Wojewódzkiego Funduszu Ochrony Środowiska i Gospodarki Wodnej
- delegatury Najwyższej Izby Kontroli
- Wojewódzkiego Urzędu Pracy
- Oddziału Wojewódzkiego Ochotniczej Straży Pożarnej
- Wojewódzkiego Sztabu Wojskowego
- oddziału regionalnego Agencji Mienia Wojskowego
- Wojskowego Komendanta Uzupełnień
- oddziału Generalnej Dyrekcji Dróg Krajowych i Autostrad
- Zarządu Dróg Wojewódzkich
- lubuskiego oddziału Agencji Restrukturyzacji i Modernizacji Rolnictwa
- oddziału regionalnego KRUS
- oddziału Zakładu Ubezpieczeń Społecznych
- Regionalnej Izby Obrachunkowej
- Regionalnej Dyrekcji Lasów Państwowych
- Lubuskiego Urzędu Skarbowego
- Izby Administracji Skarbowej
- Urzędu Statystycznego
- Okręgowy Inspektorat Pracy Państwowej Inspekcji Pracy
- delegatury Urzędu Komunikacji Elektronicznej
- Samorządowego Kolegium Odwoławczego
- Prokuratury okręgowej i rejonowej
- Sądu Okręgowego i Sądu Rejonowego
- Wojewódzkiego Ośrodka Ruchu Drogowego
- Wojewódzkiego Ośrodka Medycyny Pracy
- Wojewódzkiego Biura Geodezji i Terenów Rolnych
- Archiwum Państwowego
- placówki Państwowej Straży Granicznej
- delegatury Agencji Bezpieczeństwa Wewnętrznego
- delegatury Krajowego Biura Wyborczego
- oddziału okręgowego Narodowego Banku Polski
- Lubuskiej Wojewódzkiej Komendy OHP
- Lubuskiego Zakładu PolRegio
- delegatury Lubuskiego Kuratorium Oświaty
- Okręgowej Izby Lekarskiej
- Okręgowej Izby Pielęgniarek i Położnych
- Lubuskiego Oddziału Krajowej Izby Fizjoterapeutów
- Okręgowej Izby Radców Prawnych
- Lubuskiej Izby Lekarsko-Weterynaryjnej
- Lubuskiej Izby Rolniczej
- Lubuskiej Okręgowej Izby Aptekarskiej
- Wydziału Zamiejscowego Okręgowego Urzędu Miar w Szczecinie

Mieszkańcy miasta wybierają posłów na Sejm z okręgu wyborczego nr 8, senatora z okręgu numer 20, a posłów do Parlamentu Europejskiego z okręgu wyborczego nr 13.

## Opieka zdrowotna
Szpitale publiczne
- Szpital Uniwersytecki im. Karola Marcinkowskiego w Zielonej Górze[178]
- Poliklinika. Szpital MSWiA w Zielonej Górze[179]

Hospicja publiczne
- Hospicjum im. Lady Ryder of Warsaw w Zielonej Górze[180]
- Hospicjum Perinatalne w Zielonej Górze[181]

Miasto Zielona Góra prowadzi ponadto Zespół Rehabilitacji Dzieci i Młodzieży Niepełnosprawnej „Promyk” – Samodzielny Publiczny Zakład Opieki Zdrowotnej w Zielonej Górze.

## Pomoc społeczna
W Zielonej Górze znajduje się Miejski Ośrodek Pomocy Społecznej (MOPS), w ramach którego funkcjonuje m.in. Biuro Profilaktyki i Przeciwdziałania Uzależnieniom oraz trzy Środowiskowe Domy Samopomocy. Ponadto miasto Zielona Góra prowadzi pięć Placówek Opiekuńczo-Wychowawczych, Centrum Integracji Społecznej, Centrum Usług Opiekuńczych oraz Centrum Usług Społecznych, Dom Pomocy Społecznej, Dom Pomocy Społecznej dla Kombatantów, dwa Dzienne Domy „Senior+” oraz Dzienny Dom „Senior-Wigor”.

## Edukacja
Na terenie Zielonej Góry funkcjonuje 31 publicznych przedszkoli prowadzonych przez miasto oraz 2 oddziały przedszkolne zorganizowane w publicznych szkołach podstawowych prowadzonych przez miasto, ponadto działa 25 publicznych szkół podstawowych w tym: szkoła podstawowa sportowa, Zespół Szkół Specjalnych, w skład którego wchodzą: szkoła podstawowa, branżowa szkoła I stopnia oraz szkoła przysposabiająca do pracy; 28 publicznych szkół ponadpodstawowych w tym: 8 czteroletnich liceów ogólnokształcących m.in. Liceum Ogólnokształcące Mistrzostwa Sportowego, 1 czteroletnie liceum ogólnokształcące dla dorosłych, 7 szkół policealnych, 5 techników, 5 branżowych szkół I stopnia, 2 branżowe szkoły II stopnia prowadzonych przez Miasto Zielona Góra. Ponadto w Zielonej Górze funkcjonują: Państwowe Liceum Sztuk Plastycznych, Ogólnokształcąca Szkoła Muzyczna I stopnia, Państwowa Szkoła Muzyczna I i II stopnia, których organem prowadzącym jest Ministerstwo Kultury i Dziedzictwa Narodowego oraz Centrum Kształcenia Zawodowego i Ustawicznego „Medyk”, którego organem prowadzącym jest Samorząd Województwa Lubuskiego. Poza tym na terenie miasta funkcjonują przedszkola oraz szkoły publiczne i niepubliczne prowadzone przez inne organy.
Na przełomie 2023-2024 w Zielonej Górze powstały dwa Branżowe Centra Umiejętności. Pierwsze przy Centrum Kształcenia Zawodowego i Ustawicznego “Elektronik” mające na celu kształcenie w zakresie informatyki i programowania oraz drugie przy Centrum Kształcenia Zawodowego i Ustawicznego „Budowlanka”, mające na celu kształcenie w zakresie budownictwa wodnego i melioracji.
W Zielonej Górze mieści się Delegatura Kuratorium Oświaty w Gorzowie Wlkp. oraz Ośrodek Doskonalenia Nauczycieli.
Największą szkołą wyższą funkcjonującą w mieście i jednocześnie w województwie lubuskim jest Uniwersytet Zielonogórski powstały w 2001 z połączenia Politechniki Zielonogórskiej i Wyższej Szkoły Pedagogicznej im. Tadeusza Kotarbińskiego.
- Uniwersytet Zielonogórski
- Papieski Wydział Teologiczny we Wrocławiu – Instytut Filozoficzno-Teologiczny im. Edyty Stein w Zielonej Górze[203]
- Zielonogórski Uniwersytet Trzeciego Wieku[204].

## Transport
Zielona Góra leży na trasie drogi ekspresowej nr 3, będącej częścią międzynarodowej trasy E65 oraz na trasie linii kolejowej C-E 59 (Odrzańska Magistrala Kolejowa) wchodzącej w skład transeuropejskich korytarzy transportowych TEN, objętej umową AGTC. W pobliżu miasta znajduje się port lotniczy Zielona Góra-Babimost.

### Transport drogowy
Przez miasto przebiegają drogi krajowe:
- S3E65  – Świnoujście – Goleniów – Szczecin (A6) – Gorzów Wielkopolski – Sulechów – Zielona Góra – Nowa Sól – Polkowice – Lubin – Legnica (A4) – Jawor – Bolków – granica państwa z Czechami,
- 27 – granica państwa z Niemcami – Przewóz – Żary – Nowogród Bobrzański – Zielona Góra,
- 32 – granica państwa z Niemcami – Gubinek – Zielona Góra – Sulechów – Stęszew (S5)

oraz wojewódzkie:
- 279 – Wysokie – Zielona Góra,
- 280 – Zielona Góra – Brody,
- 281 – Zielona Góra – Pomorsko,
- 282 – Zielona Góra – Bojadła,
- 283 – Zielona Góra – Kożuchów – Rejów,
- 298 – w ciągu Trasy Północnej.

Miasto posiada również sieć obwodnic. Północny odcinek obwodnicy jest nazywany Trasą Północną.

### Transport kolejowy

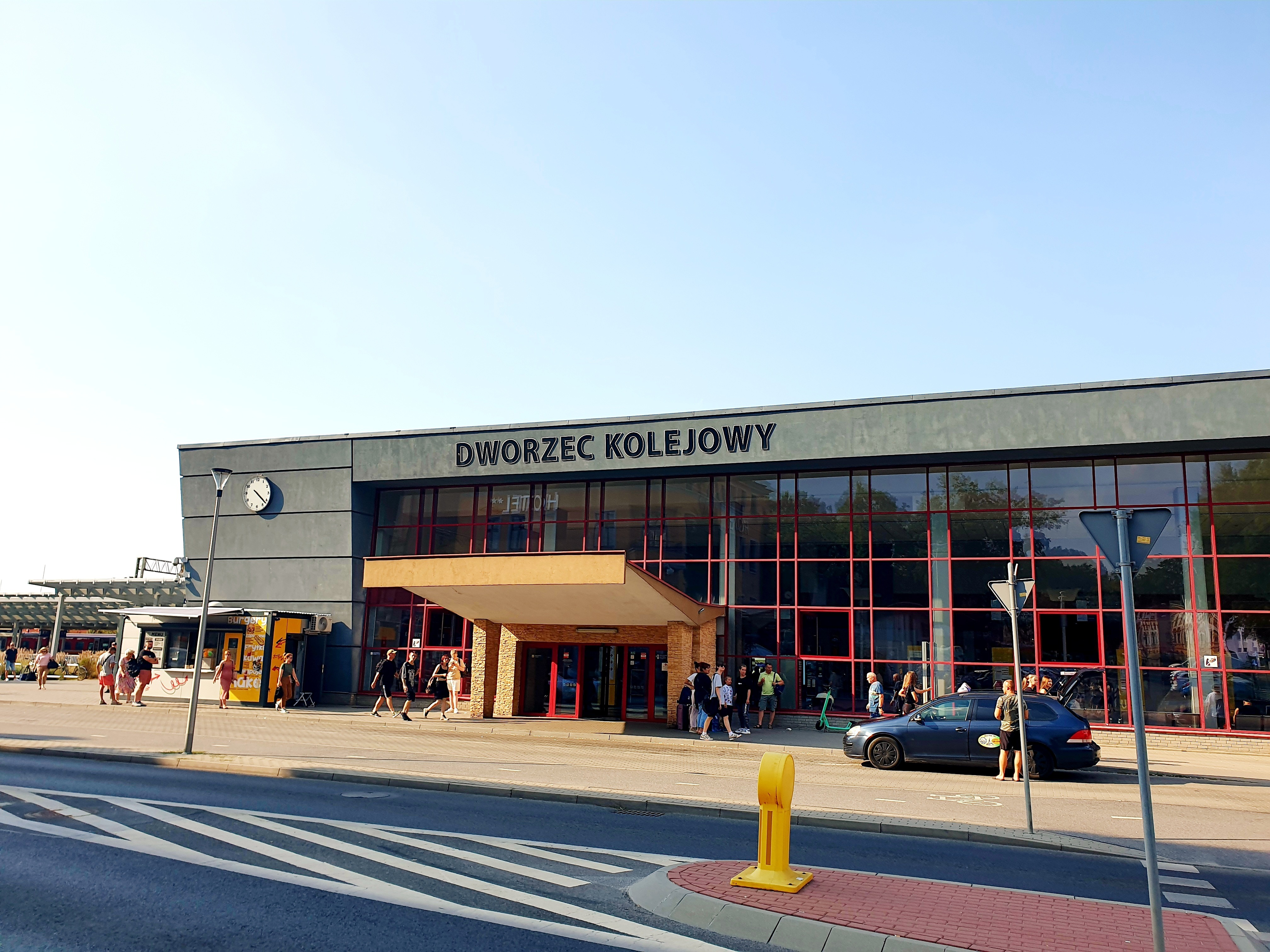
Dworzec kolejowy Zielona Góra Główna

Przez Zieloną Górę przebiega linia kolejowa nr 273, łącząca Szczecin z Wrocławiem. Potocznie zwana jest Odrzanką. Generuje ona spory ruch pociągów towarowych, ale także niemały ruch pasażerski. W 2022 ze stacji Zielona Góra Główna skorzystało 2,17 mln pasażerów, co czyni ją najbardziej ruchliwym węzłem kolejowym w województwie lubuskim. Zielona Góra obsługuje również połączenia w wielu innych kierunkach, takich jak: Warszawa, Gdynia, Olsztyn, Lublin, Przemyśl czy Berlin. W Zielonej Górze rozpoczyna bieg także linia kolejowa nr 370 do Żar, którą prowadzony jest ruch pasażerski m.in. do Görlitz.
Na terenie miasta znajdują się dwie stacje kolejowe, a także 2 przystanki kolejowe:
- Zielona Góra Główna – stacja główna
- Zielona Góra Stary Kisielin – stacja na terenie dzielnicy Stary Kisielin
- Zielona Góra Przylep – przystanek kolejowy
- Zielona Góra Nowy Kisielin – przystanek kolejowy – włączony do ruchu pasażerskiego od 8.12.2018r.

Ponadto, na terenie miasta znajdują się nieużywane stacje i przystanki kolejowe, leżące na trasie zlikwidowanej linii kolejowej Zielona Góra – Szprotawa:
- Jarogniewice
- Ochla
- Zielona Góra Dworzec Szprotawski
- Zielona Góra Górne Miasto
- Zielona Góra Jędrzychów

### Transport publiczny
Miasto posiada rozwiniętą sieć transportu publicznego: 25 linii autobusowych dzienne i 3 linie nocne. Codzienne na ulice Zielonej Góry wyjeżdża 85 autobusów Miejskiego Zakładu Komunikacji, z czego 55 jest elektrycznych. W grudniu 2023 z komunikacji miejskiej codziennie korzystało 80 tys. pasażerów. W każdym autobusie znajdują się automaty biletowe, które w połączeniu z automatami biletowymi na przystankach stanowią jedyną formę dystrybucji biletów w mieście. Autobusy komunikacji miejskiej w Zielonej Górze noszą barwy miasta – biały, zielony i żółty. Na przystankach funkcjonuje zdigitalizowany system informacji o czasie oczekiwania linii bazujący na sieci GPS. Ponadto Zielona Góra była pierwszym polskim miastem, które wprowadziło System Dynamicznej Informacji Pasażerskiej pod koniec 2005 roku. W 2019 w pobliżu dworca kolejowego oddano do użytku nowoczesne Centrum Przesiadkowe, z którego autobusem MZK można się dostać w każdy rejon miasta.
W mieście funkcjonuje PKS Zielona Góra. Na terenie miasta działa także Zielonogórska Komunikacja Powiatowa, która kursuje pomiędzy Zieloną Górą a ościennymi gminami: Świdnicą, Czerwieńskiem, Nowogrodem Bobrzańskim i Zaborem.

### Transport wodny

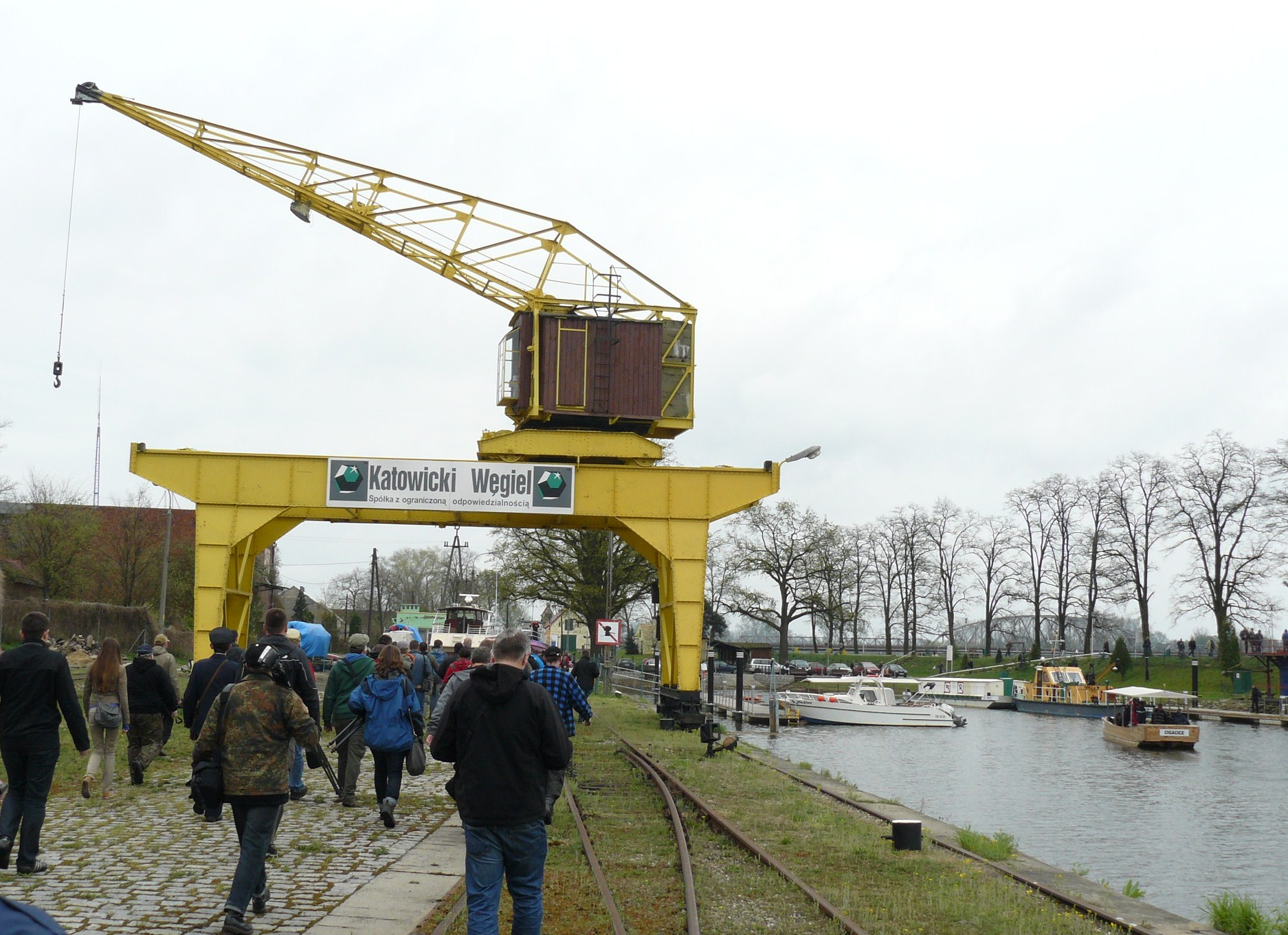
Port śródlądowy w Cigacicach

W odległości ok. 10 km od centrum miasta znajduje się duży port śródlądowy na rzece Odrze w Cigacicach. Pełni on funkcje przeładunkowe – jest polską bramą do systemu kanałów śródlądowych w Niemczech, z którymi jest połączony kanałem Odra-Havela.

### Transport lotniczy
Zielona Góra jest położona blisko lotniska: towarowo-pasażerskiego w Babimoście (33 km). Port lotniczy w Babimoście obsługuje całoroczne połączenia do Warszawy, oraz sezonowe do Krakowa, Gdańska, Chorwacji, Turcji oraz Egiptu. Natomiast, w dzielnicy Przylep znajduje się lotnisko sportowo-rekreacyjne Aeroklubu Ziemi Lubuskiej (7 km od centrum miasta). Dalsze porty lotnicze znajdują się w Poznaniu (109 km), Wrocławiu (140 km) i w Berlinie (164 km).
Około 20 km na zachód od miasta znajduje się lądowisko Grabowiec. W 2012 otwarto oficjalnie sanitarne lądowisko przy ul. Zyty 26.

## Turystyka

### Szlaki turystyczne
Szlaki piesze
- Mała Pętla Zielonogórska – szlak zielony, mający swój początek przy ul. Wyspiańskiego. Szlak ten biegnie wzdłuż granicy miasta okrążając je od strony południowej. Prowadzi on m.in. przez Stary Kisielin, Drzonków i Ochlę. Łączna długość szlaku wynosi 28 km.
- Duża Pętla Zielonogórska (Szlak „Rezerwatów Przyrody”) – szlak niebieski biegnący przez trzy rezerwaty przyrody położone w okolicach miasta: Rezerwat przyrody Zimna Woda, Rezerwat przyrody Bukowa Góra oraz Rezerwat przyrody Bażantarnia. Łączna długość szlaku wynosi około 72 km.
- Szlak wojewódzki – Szlak czerwony przebiegający przez południową część miasta. Kierując się na zachód można dotrzeć do Świdnicy, na wschód zaś szlak prowadzi do Zaboru i Milska.
- Szlak Spacerowy – żółty szlak długości 4 km, mający swój początek na Górze Wilkanowskiej. Przebiega on przez Wzgórza Piastowskie.
- Od Bobru do Odry – Czarny szlak, mający swój początek we wsi Podgórzyce położonej nad rzeką Bóbr. Przechodzi on przez zachodnią część Zielonej Góry i biegnie dalej przecinając Odrę i kierując się w kierunku jeziora Niesłysz.
- Szlak starej kolejki do Szprotawy – szlak żółty biegnący trasą dawnej kolei szprotawskiej.

Szlaki rowerowe
- Szlak Wału Zielonogórskiego – ma początek przy ulicy Francuskiej, trasa biegnie przez Wzgórza Piastowskie oraz Skansen etnograficzny w Ochli, kończąc się przy kąpielisku MOSIR.
- Szlak Południowy – prowadzi od placu Konstytucji 3 Maja w centrum miasta do Drzonkowa.

### Bachusiki

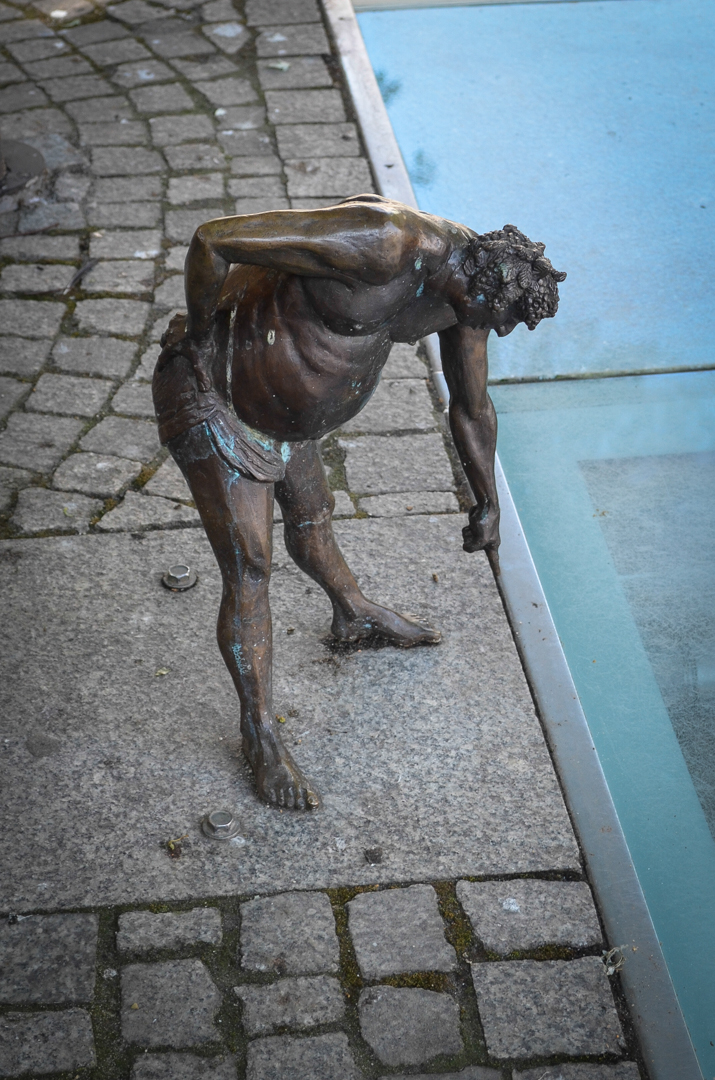
Bachusik Ciekawek

Odsłonięcie pomnika Bachusa w 2010 zapoczątkowało serię bachusików – małych figurek ustawianych w różnych częściach miasta. Od tego czasu są one jednym z głównych produktów turystycznych Zielonej Góry. Mają propagować jej tradycje winiarskie. W Visit Zielona Góra – Centrum Informacji Turystycznej można otrzymać mapkę bachusików, która doprowadzi do wszystkich figurek. Podróż szlakiem bachusików jest także dobrym sposobem na zwiedzenie miasta.
Liczba bachusików, fundowanych przez instytucje, zakłady pracy, a także osoby prywatne stale się powiększa. Pierwsze odsłonięcie bachusika miało miejsce 2 września 2010. Oficjalnie do czerwca 2025 odsłonięto 77 figurek bachusików, w tym 5 figurek bachantek.
Bachusiki mają także nieoficjalną stronę internetową, gdzie można znaleźć ich opisy, zdjęcia, mapki i legendę.

### Informacja turystyczna
- Visit Zielona Góra – Centrum Informacji Turystycznej[221]
- PTTK – Oddział w Zielonej Górze
- Polskie Towarzystwo Krajoznawcze
- Infokiosk na pl. Powstańców Wielkopolskich (niedostępny)[222]

## Rozrywka
W Zielonej Górze są m.in.:
- 2 kina (Cinema City, Newa)

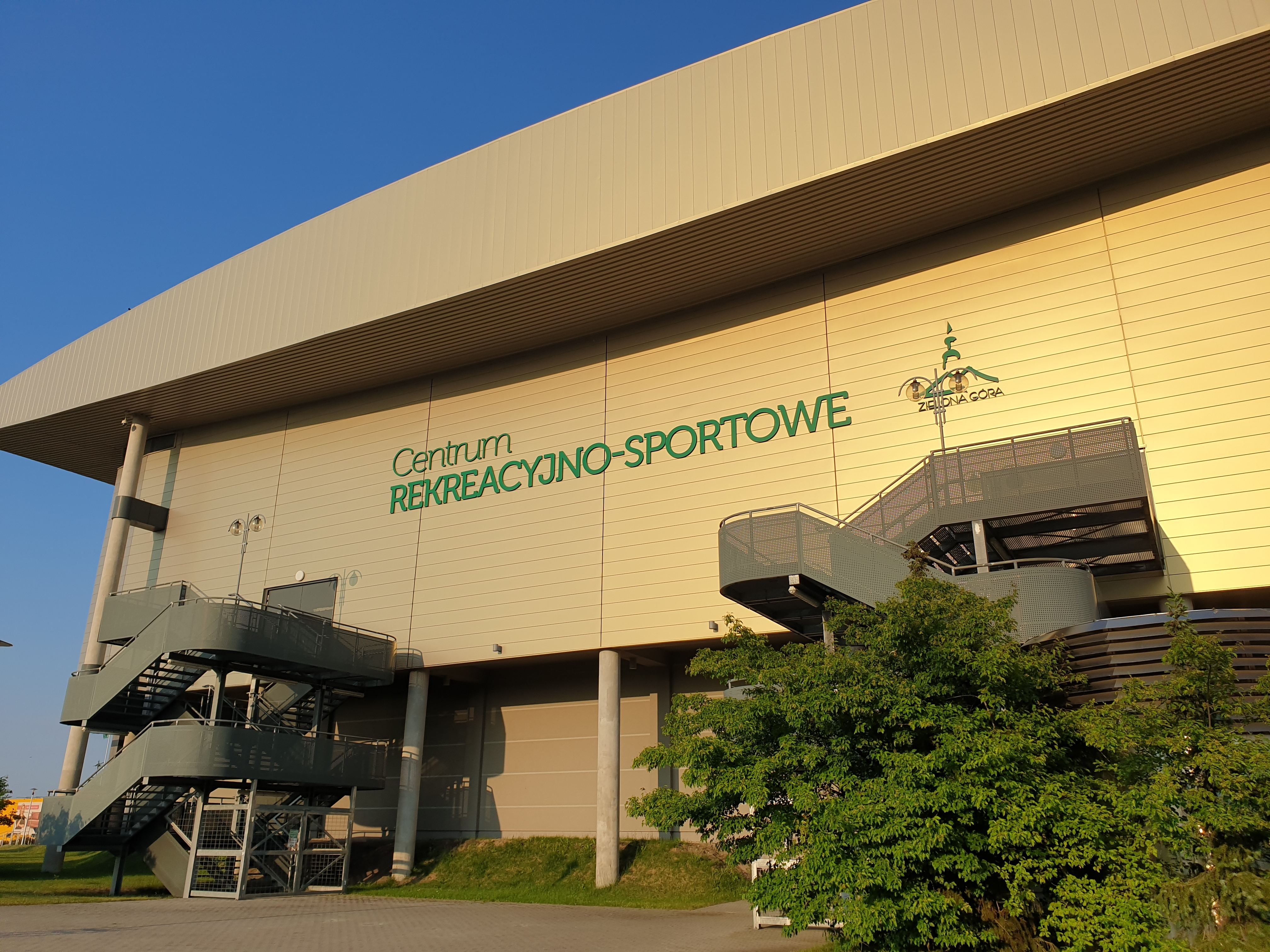
Centrum Rekreacyjno-Sportowe w Zielonej Górze

- Centrum Aktywnej Rozrywki Grot Arena (driftujące gokarty, paintball laserowy, Siekierownia, Grota Wirtualnej Rzeczywistości VR, strzelnica ASG, dmuchane kule, Archery Tag, VIPRoom, organizacja imprez urodzinowych, firmowych, wynajem sali)
- Salon wirtualnej rzeczywistości (VR Station)
- dwie kręgielnie („Grape Town Bowling”, „Bowling Club Zielona Góra”[223])
- Kompleks Park 79 (kręgielnia, SPA&Wellness, kort do squasha, siłownia, salki fitness, sauna, grota solna)
- dwa kluby snookerowe (w tym jeden snookerzysty Marcina Nitschke)
- jedna większa dyskoteka („X-Demon”) oraz wiele mniejszych, kameralnych klubów z parkietem do tańczenia (m.in. „OneLove”, „Prywatka”, „Kawon”, „U Ojca” – klub jazzowy, „WySPa” – klub studencki, „Hot Shots Music Club & Bilard”, „Baloo”)
- Teatr muzyczny The Droshkoov Theatre
- 2 parki linowe („Gęsie Tarasy”, „H2Ochla”)
- Palmiarnia Zielonogórska
- Centrum Rekreacyjno-Sportowe w Zielonej Górze
- H2Ochla – kąpielisko miejskie i park wodny wraz z kompleksem zjeżdżalni wodnych, boiskami do: padla, do piłki ręcznej plażowej i siatkówki plażowej, minigolfem, parkiem linowym i restauracją[224]
- 2 parki trampolin („Skoko Park”, „Zajawka”)
- Mini Zoo w Ogrodzie Botanicznym Uniwersytetu Zielonogórskiego
- Papugarnia Rio
- 4 Singletracki – 3 na Wzgórzach Piastowskich (trasa zielona – 7,5 km., trasa niebieska – 11,5 km., trasa czerwona – ponad 20 km.)[225] oraz 1 „4 żywioły” przy ul. Chmielnej (1,2 km.)[226].

## Wspólnoty wyznaniowe
Buddyzm

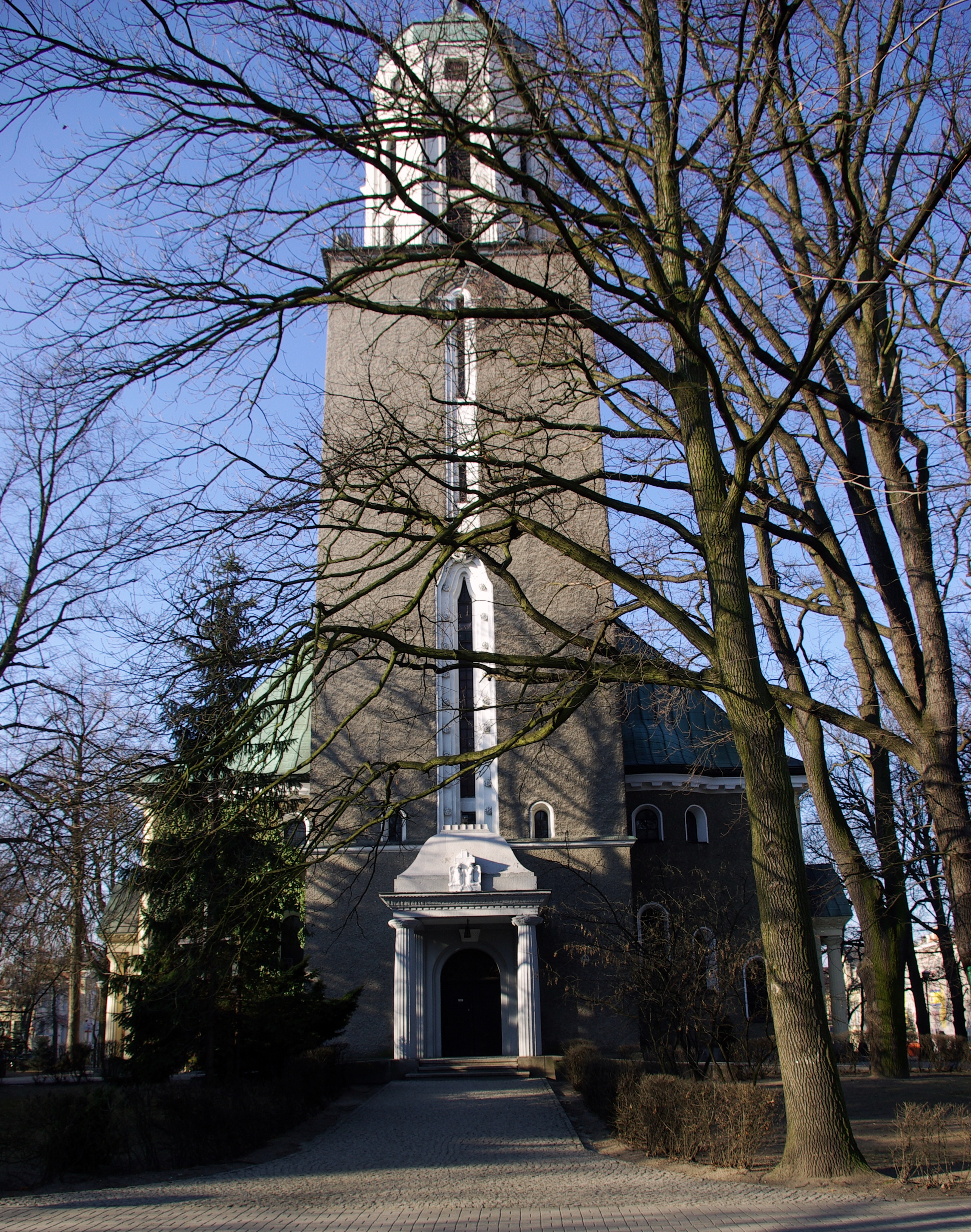
Kościół Najświętszego Zbawiciela

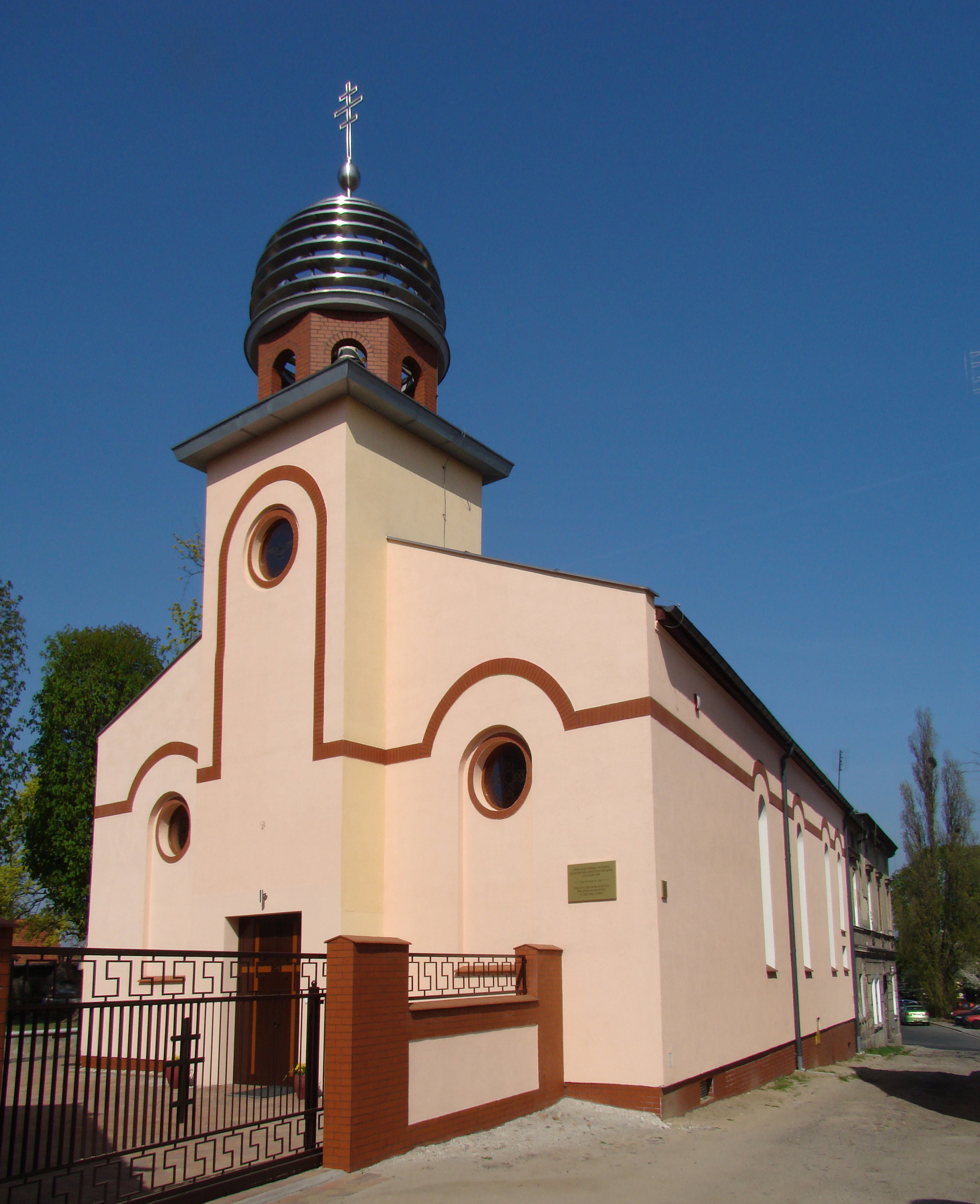
Cerkiew greckokatolicka Opieki Matki Bożej

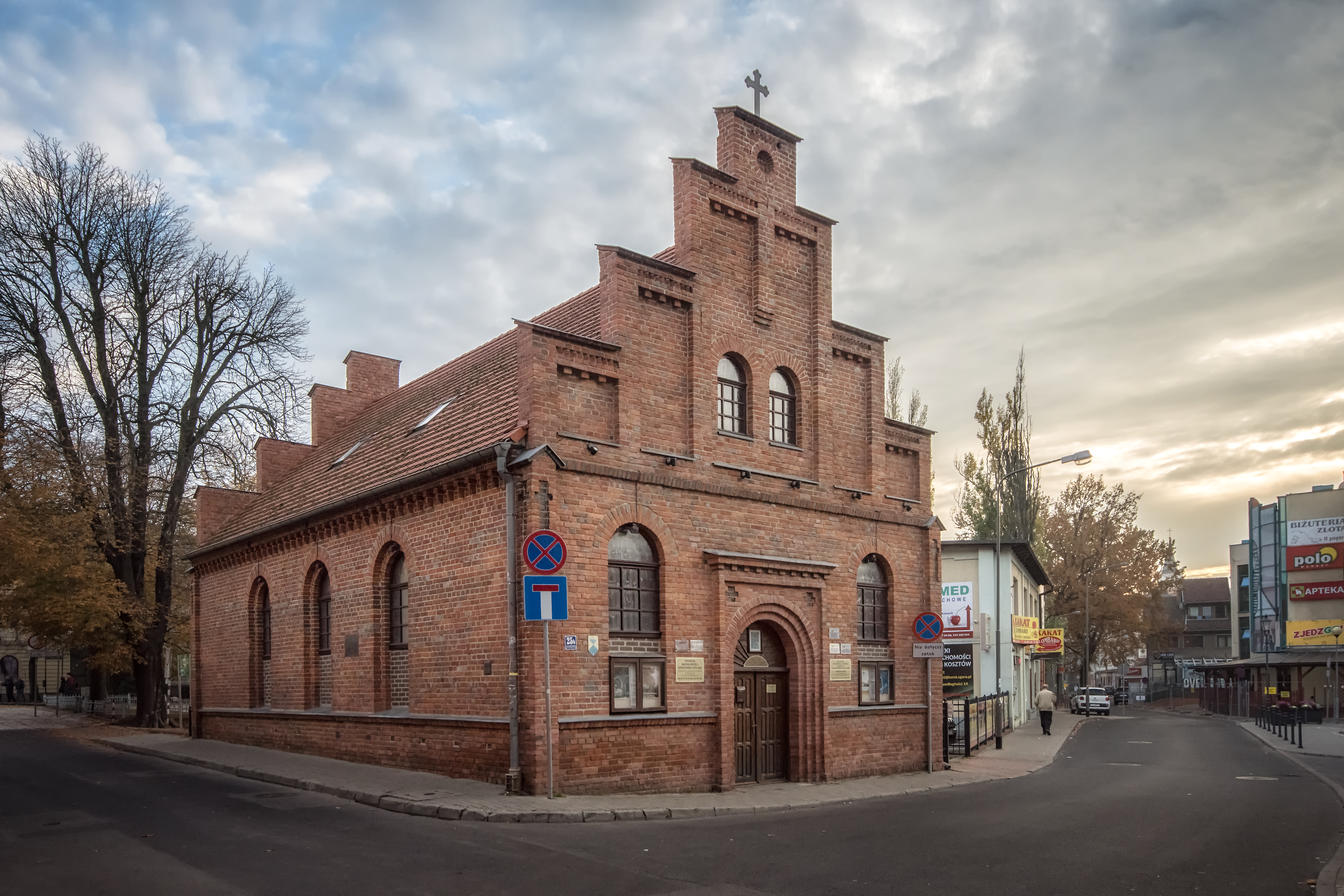
Kościół polskokatolicki Najświętszej Maryi Królowej Polski

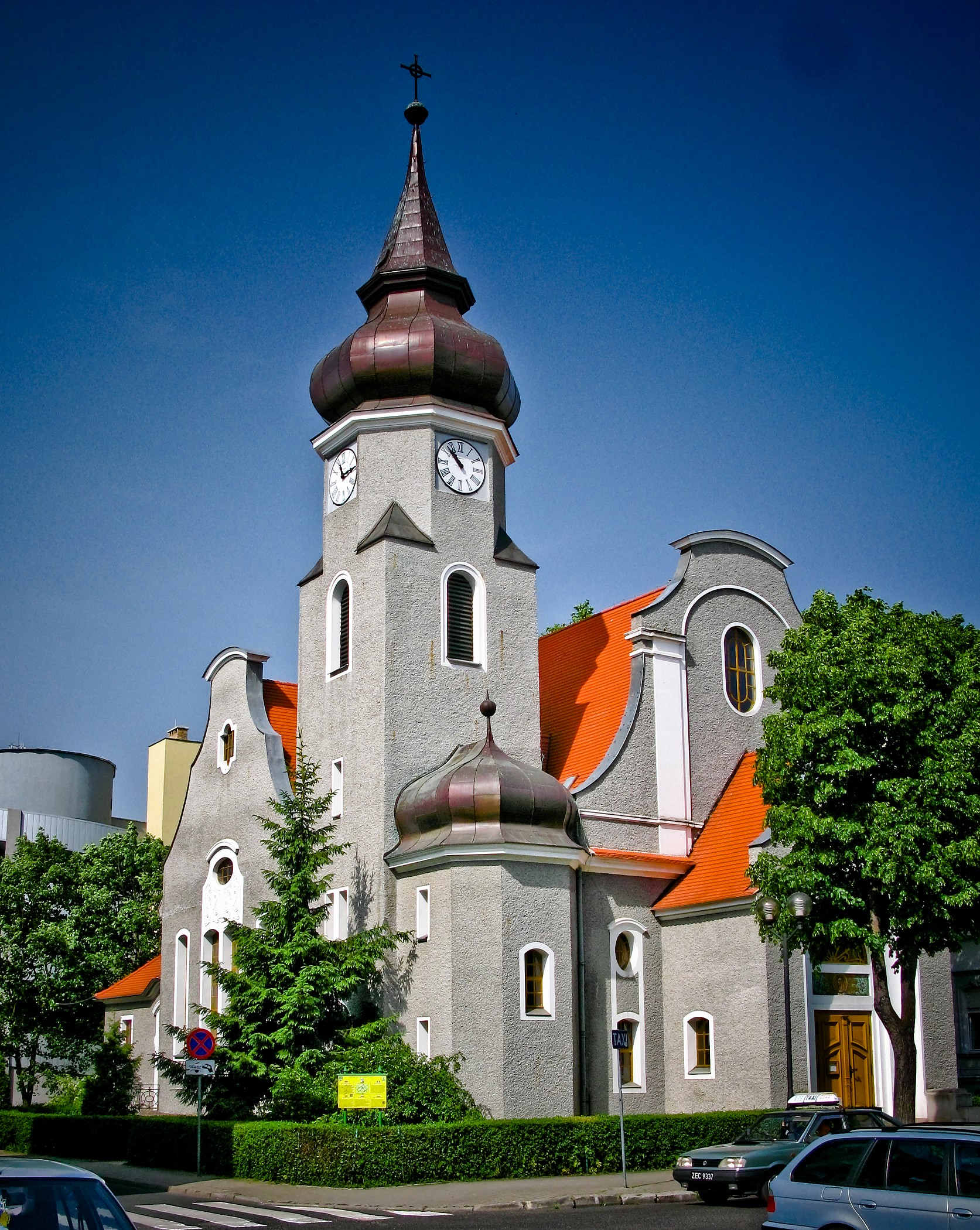
Ewangelicko-Augsburski Kościół Jezusowy

- Buddyjski Związek Diamentowej Drogi Linii Karma Kagyu:
  - ośrodek w Zielonej Górze[227].

Katolicyzm
- Kościół rzymskokatolicki – Zielona Góra leży w metropolii szczecińsko-kamieńskiej, stolica diecezji zielonogórsko-gorzowskiej i siedziba biskupa. Na terenie miasta znajdują się trzy dekanaty: Zielona Góra – Ducha Świętego, Podwyższenia Krzyża Świętego i Świętej Jadwigi, 19 kościołów parafialnych w tym:
  - Konkatedra pw. św. Jadwigi Śląskiej (parafia św. Jadwigi Śląskiej)
  - kościół pw. Matki Bożej Częstochowskiej (parafia Matki Bożej Częstochowskiej)
  - kościół pw. Najświętszego Zbawiciela (parafia Najświętszego Zbawiciela)
  - kościół patronalny pw. św. Urbana I (parafia św. Urbana I)
  - kościół pw. św. Alberta Chmielowskiego (parafia św. Alberta Chmielowskiego)
- Kościół greckokatolicki:
  - parafia pw. Opieki Matki Bożej w Zielonej Górze[228]
- Kościół polskokatolicki:
  - parafia Najświętszej Maryi Królowej Polski (kościół Najświętszej Maryi Królowej Polski)[229]
- Reformowany Kościół Katolicki w Polsce:
  - Wspólnota św. Jana Apostoła w Zielonej Górze[230]
- Bractwo Kapłańskie Świętego Piusa X:
  - misja w Zielonej Górze[231]

Prawosławie
- Polski Autokefaliczny Kościół Prawosławny:
  - parafia św. Mikołaja (cerkiew pw. św. Mikołaja)

Protestantyzm
- Kościół Adwentystów Dnia Siódmego:
  - zbór w Zielonej Górze[232]
- Kościół Boży w Chrystusie:
  - Chrześcijańska Wspólnota „Bez Ścian”[233]
  - Wspólnota „Winnica”[233]
- Kościół Boży w Polsce:
  - Kościół Boży „Nowe Życie”[234]
- Kościół Chrześcijan Baptystów:
  - zbór w Zielonej Górze[235]
- Kościół Chrześcijan Wiary Ewangelicznej:
  - Wspólnota „Przymierze”[236]
- Kościół Ewangelicko-Augsburski:
  - Parafia Ewangelicko-Augsburska w Zielonej Górze[237]
- Kościół Zielonoświątkowy:
  - zbór „Emaus”[238]
- Mesjańskie Zbory Boże:
  - punkt misyjny w Zielonej Górze[239]
- Reformowani baptyści:
  - zbór w Zielonej Górze[240]

Restoracjonizm
- Świadkowie Jehowy[241]:
  - zbór Zielona Góra-Chynów,
  - zbór Zielona Góra-Jędrzychów,
  - zbór Zielona Góra-Kisielin,
  - zbór Zielona Góra-Migowy (zbór języka migowego),
  - zbór Zielona Góra-Rosyjski
  - zbór Zielona Góra-Słoneczne,
  - zbór Zielona Góra-Śródmieście,
  - zbór Zielona Góra-Zacisze – kompleks Sal Królestwa ul. Jelenia 1B[242]

- Świecki Ruch Misyjny „Epifania”:
  - zbór.

## Media
Najpoczytniejsze tytuły prasowe to wydawana od lat 50. Gazeta Lubuska (dawniej: Zielonogórska) oraz lokalne wydanie Gazety Wyborczej. Ongiś poczytne (dziś nieistniejące) było pismo „Nadodrze”.
- Gazety codzienne:
  - Gazeta Lubuska (dawniej: Gazeta Zielonogórska)[244]
  - Gazeta Wyborcza (wydanie lokalne)
- Tygodniki:
  - Nasze Miasto Zielona Góra – bezpłatna gazeta ukazująca się w poniedziałki i czwartki
  - Czas Zielonej Góry – Informator samorządowy ukazujący się w środy
- Miesięczniki:
  - „Puls” – bezpłatny miesięcznik społeczno-kulturalny (obecnie zawieszony)
  - „Życie nad Odrą” (bezpłatny miesięcznik rozprowadzany na terenie miasta Zielona Góra i powiatu zielonogórskiego)
  - Gazeta Samorządu Studenckiego Uniwersytetu Zielonogórskiego „UZetka”
- Kwartalniki i roczniki:
  - „Studia Zielonogórskie” (rocznik historyczny)
  - Lubuskie „Nadodrze” (nieistniejący kwartalnik społeczno-kulturalny)
  - Pro-Libris (lokalny kwartalnik literacki)

- Telewizja:

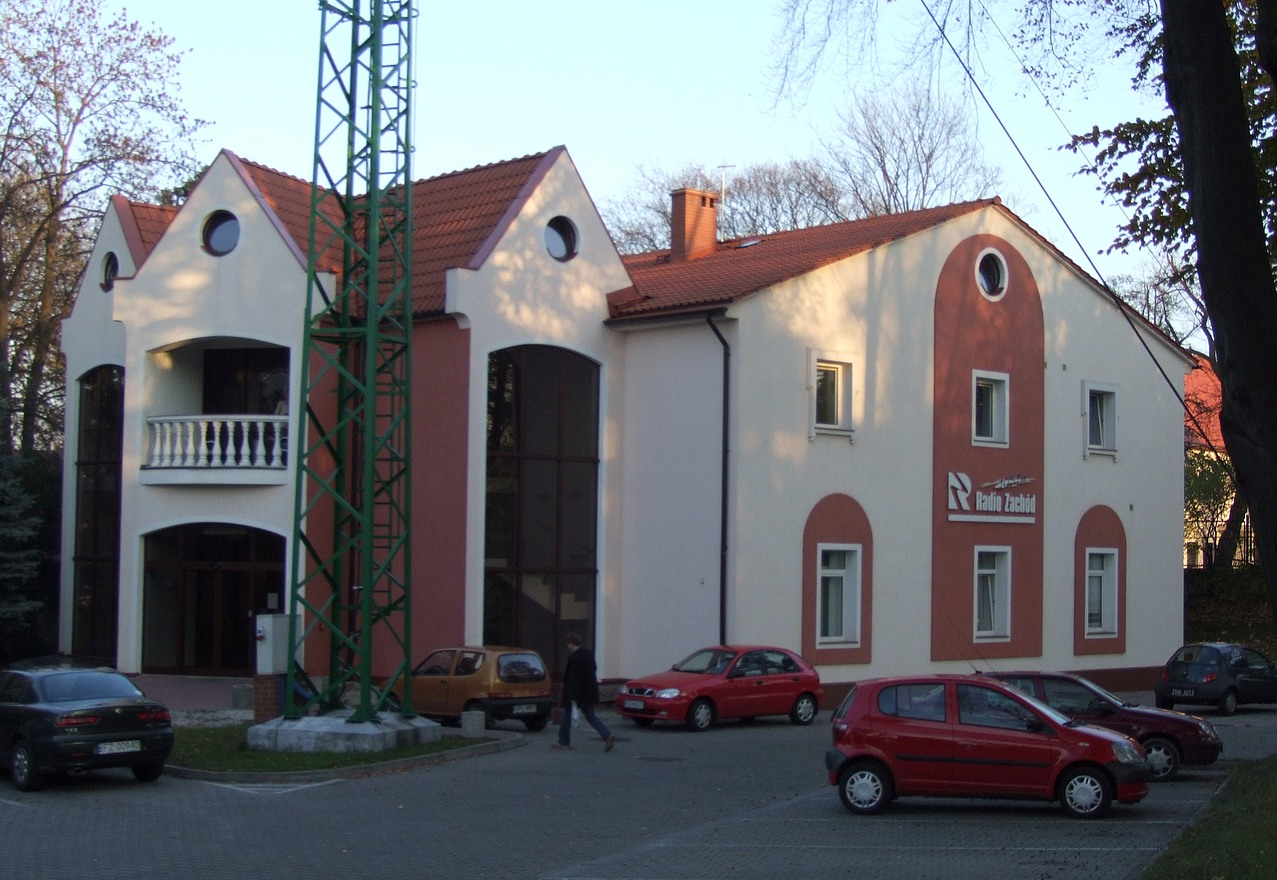
Radio Zachód

  - TVP3 Gorzów Wielkopolski – redakcja i studio TVP w Zielonej Górze
- Rozgłośnie radiowe:
  - Polskie Radio Zachód
  - Radio Zielona Góra
  - Radio Index
  - Radio Plus Zielona Góra
  - Radio Eska Zielona Góra
  - Radio Złote Przeboje Zielona Góra
  - RMF Maxxx Zielona Góra
  - RMF Classic Zielona Góra
- Internet:
  - zielona-gora.pl – internetowy serwis miejski
  - visitzielonagora.pl
  - zielonanews.pl
  - gazetazielonogorska.pl
  - zielonagora.naszemiasto.pl
  - wzielonej.pl – portal uniwersytecki
  - zgsport.pl – portal o zielonogórskim sporcie
  - newslubuski.pl – portal informacyjny, który swoim zasięgiem obejmuje całe Lubuskie
  - wlubuskie.pl
  - lubuskie24.pl

## Sport

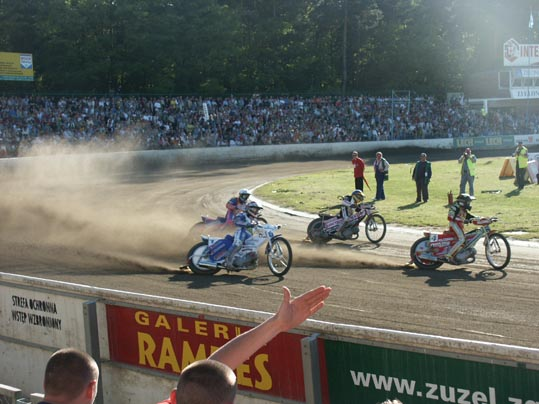
Stadion żużlowy

Znajduje się tu ośrodek sportów zimowych na Górze Tatrzańskiej, który mimo niewielkich rozmiarów (stok ma ok. 30 metrów różnicy wysokości i 175 m długości) i bardzo starej infrastruktury (wyciąg orczykowy z lat 70. XX wieku) jest w przypadku dużych opadów śniegu miejscem uprawiania sportów zimowych. Od lat trwają zabiegi mieszkańców o to, by władze miasta unowocześniły ten przedwojenny obiekt, montując armatkę śnieżną (sztuczne naśnieżanie) albo nawet igelit.
Dodatkowo we wschodniej części miasta, na terenie „Gór Zielonogórskich” znajdowały się: stok narciarski oraz trasa saneczkowa, dziś używane jedynie przez mountainboardzistów i downhillowców.
Sporty tradycyjne
Sport w Zielonej Górze to III-ligowy klub piłkarski Lechia Zielona Góra, występujący w Orlen Basket Lidze klub koszykarski Zastal Zielona Góra, ekstraligowy klub żużlowy ZKŻ Falubaz Zielona Góra oraz występujący w Lidze Futbolu Amerykańskiego klub Wataha Zielona Góra. Ponadto uprawia się tu pływanie, strzelectwo, piłkę ręczną, siatkówkę, tenis, jeździectwo, sztuki walki (m.in. kick-boxing, karate, jiu-jitsu tradycyjne i brazylijskie, aikido, capoeira, krav-magę). Popularne jest kolarstwo. Na terenie miasta znajduje się przedwojenny stok narciarski z torem saneczkowym, lecz są to obiekty bardzo zaniedbane, z braku sztucznego naśnieżania warunki na nich są zwykle trudne.
Sporty ekstremalne
W mieście jest 5 skateparków: w Parku Tysiąclecia, na os. Pomorskim, Raculi oraz Kaczym Dole (osiedle Słoneczne) i Zatoniu. Na terenie aeroklubu można uprawiać skoki spadochronowe, w pobliżu jest też quadowisko. W dzielnicach Chynów oraz Przylep znajdują się tory rowerowe pumptrack. W Książu Śląskim k. Zielonej Góry jest tor do motocrossu, inny taki obiekt znajduje się w Krężołach.
Kluby sportowe
- Stelmet Falubaz Zielona Góra – ekstraligowy klub żużlowy
- Orlen Zastal Zielona Góra – ekstraligowy klub koszykarski
- Aldemed SKM Zastal Zielona Góra – drugoligowy klub koszykówki mężczyzn
- Lechia Zielona Góra – trzecioligowy klub piłkarski
- Lechia II Zielona Góra – czwartoligowy klub piłkarski
- Drzonkowianka Racula – klub piłkarski grający w klasie okręgowej
- LKS Zorza Ochla – klub piłkarski grający w klasie okręgowej
- TKKF Chynowianka – Franacepol Zielona Góra – klub piłkarski grający w klasie A
- Sparta Łężyca – klub piłkarski grający w klasie A
- Ikar Zawada – klub piłkarski grający w klasie A
- TS Masterchem Przylep – klub piłkarski grający w klasie A
- ZKS Zielona Góra – ekstraligowy klub speedrowerowy
- Wataha Rugby Club Zielona Góra – drugoligowy klub rugby
- Wataha Zielona Góra – klub futbolu amerykańskiego (LFA1)
- AZS UZ Zielona Góra (siatkówka, piłka ręczna, futsal, brydż sportowy, tenis stołowy)
- ZKS Drzonków-Zielona Góra – klub pięcioboju nowoczesnego
- ZKS Palmiarnia Drzonków-Zielona Góra – superligowy klub tenisa stołowego
- ZKS Drzonków-Zielona Góra – klub jeździecki
- Zielonogórski Klub Jeździecki Przylep-Lotnisko
- ZLKL Zielona Góra – klub lekkoatletyczny
- Zielonogórski Klub Tenisowy
- Royal – klub tenisowy
- Giganci Zielona Góra – klub baseballowy[250]
- GKT Nafta Zielona Góra – klub tenisowy
- Gwardia – Zielonogórski Klub Sportowy – strzelectwo, kick-boxing
- Towarzystwo Pływackie Zielona Góra (pływanie)
- Zielonogórski Klub Karate Kyokushin[251]
- Bractwo Biegaczy Zielona Góra
- Aeroklub Ziemi Lubuskiej Zielona Góra-Przylep

Obiekty sportowe

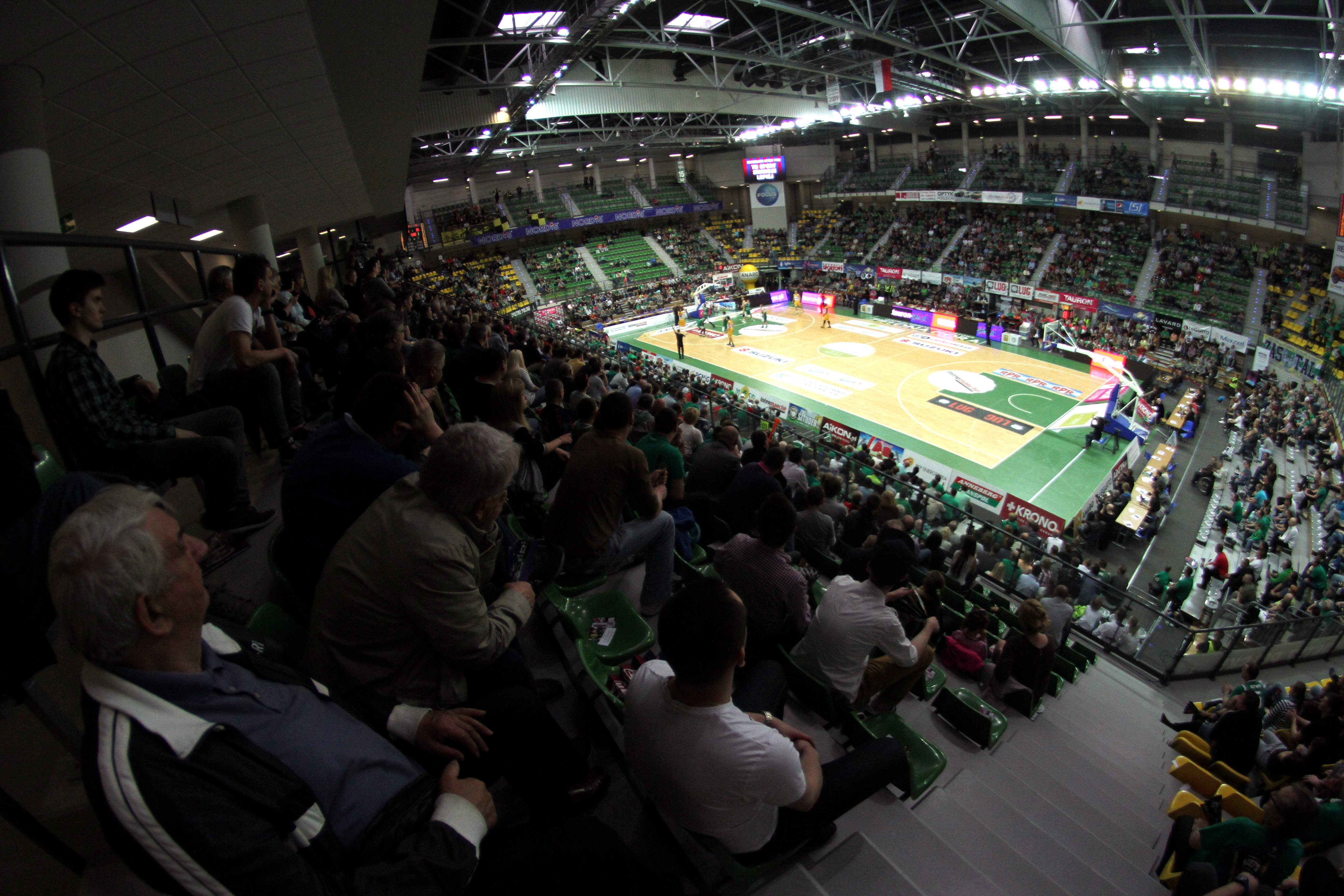
Hala MOSiR-u podczas meczu Tauron Basket Ligi

- Hala MOSiR – znajduje się przy ulicy Sulechowskiej, wybudowana w 2010, jako część nowoczesnego Centrum Rekreacyjno-Sportowego. Jest halą widowiskowo-sportową z pełnowymiarowym boiskiem do koszykówki na 5080 miejsc siedzących. Na niej swoje mecze rozgrywa ekstraligowy klub koszykarski Zastal Zielona Góra. W skład CRS-u wchodzi też m.in. kryty 25-metrowy basen oraz aquapark.
- Stadion MOSiR przy ul. Sulechowskiej – powstał w latach 50. XX w. na bazie przedwojennego boiska. Wielokrotnie odnawiany, ostatnio w 1999 – kiedy to uzyskał wymiar i wygląd europejski. Posiada pełnowymiarowe boisko piłkarskie, na którym mecze rozgrywa III-ligowy piłkarski klub Lechia Zielona Góra. Jest jednocześnie stadionem lekkoatletycznym na 7 tys. widzów.
- Obiekty sportowe zarządzane przez MOSiR przy ul. Sulechowskiej, ul. Urszuli oraz ul. Amelii, przy których znajdują się 4 pełnowymiarowe boiska piłkarskie (w tym 2 z nawierzchnią sztuczną i jedyny w województwie lubuskim obiekt z krytym boiskiem[252]), 10 kortów tenisowych, hala akrobatyczno-sportowa, hala lekkoatletyczna i hala do koszykówki[253].
- Stadion ZKŻ Falubaz Zielona Góra znajduje się przy ulicy Wrocławskiej, 29 co do wielkości stadion w Polsce. Jego pojemność wynosi 15 tys. osób, w tym 14 tys. miejsc siedzących. Stadion wybudowany został w 1926 i wielokrotnie przebudowywany i remontowany. W 2007 oddano do użytku nowy budynek klubowy oraz zamontowano oświetlenie stadionu. Zimą na stadionie instalowane jest pełnowymiarowe lodowisko. Stadion ma zostać przebudowany, m.in. przebudowany będzie pierwszy łuk, trybuny zostaną powiększone do 20 tys. miejsc. Koszt przebudowy to ok. 50 mln zł[254]. W 2010 oddano nową trybunę z zadaszeniem mogącą pomieścić 6 tys. ludzi, dzięki czemu liczba miejsc siedzących z 12 tys. zwiększyła się do 14 tys.
- Stadion Miejski przy ulicy Wyspiańskiego – odnowiony stadion przedwojenny, posiada pełnowymiarowe boisko piłkarskie. Stadion posiada bieżnię żużlową oraz 470 miejsc siedzących. W latach 2005–2020 należał do Uniwersytetu Zielonogórskiego. Od 2021 jest stadionem miejskim zarządzanym przez MOSiR[255].
- Wojewódzki Ośrodek Sportu i Rekreacji (WOSiR) w dzielnicy Drzonków, powstał w latach 1975–1976. Uprawia się tu pięciobój nowoczesny, a także triathlon, jeździectwo i tenis stołowy. Ośrodek posiada basen olimpijski. Co roku odbywają się w nim zawody rangi krajowej i międzynarodowej, m.in.: Mistrzostwa Polski w Pięcioboju Nowoczesnym, czy Mistrzostwa Świata Juniorów w Pięcioboju Nowoczesnym[256].
- Stadion futbolu amerykańskiego przy ulicy Botanicznej – pierwszy w Polsce stadion do futbolu amerykańskiego[257]. Posiada nawierzchnię z trawy syntetycznej, sztuczne oświetlenie oraz trybuny na około 1000 osób.
- Stadion rugby przy ul. Xawerego Dunikowskiego 69 – powstały w 2022 stadion Watahy Rugby Club Zielona Góra[258][259]
- Hala Uniwersytetu Zielonogórskiego przy ul. prof. Zygmunta Szafrana (w zależności od imprezy od 1000 do 1200 miejsc)
- Tor speedrowerowy przy ul. Stefana Wyszyńskiego 101 – tor Zielonogórskiego Klubu Spedrowerowego
- Tor rowerowy pumprack przy ul. Poznańskiej w dzielnicy Chynów oraz przy ul. Skokowej w dzielnicy Przylep
- Tor kartingowy WallraV Race Center w dzielnicy Stary Kisielin
- Boisko do hokeja na rolkach w dzielnicy Przylep
- Wyciąg narciarski na Górze Tatrzańskiej (sezonowo)

## Dzielnice i osiedla Zielonej Góry

Osiedla Zielonej Góry

Dzielnice i osiedla mieszkaniowe nie stanowią oficjalnego, prawnego podziału administracyjnego miasta. Nie są zgodnie z art.5 ustawy o samorządzie gminnym z dnia 8 marca 1990 r. jednostkami pomocniczymi gminy (z wyjątkiem utworzonej 2 stycznia 2015 r. dzielnicy Nowe Miasto). Nazwy osiedli i dzielnic funkcjonują jako nazwy potoczne poszczególnych obszarów miasta.

- Chynów
  - Osiedle Kolorowe
- Jędrzychów
  - Osiedle Kwiatowe
  - Osiedle Bajkowe
  - Osiedle Uczonych
  - Osiedle Kamieni Szlachetnych
  - Osiedle Milenijne
- Raculka
- Osiedle Aquarium
- Osiedle Stefana Batorego
- Osiedle Braniborskie
- Osiedle Cegielnia
- Osiedle Dolina Zielona
- Osiedle Kaszubskie
- Osiedle Jana Kilińskiego
- Osiedle Tadeusza Kościuszki
- Osiedle Leśne
- Osiedle Leśny Dwór
- Osiedle Łużyckie
- Osiedle Malarzy
- Osiedle Mazurskie
- Osiedle Morelowe
- Osiedle na Olimpie
- Osiedle Piastowskie
- Osiedle Pomorskie
- Osiedle Przyjaźni
- Osiedle Robotnicze
- Osiedle Słoneczne
- Osiedle Słowackiego
- Osiedle Śląskie
- Osiedle Tysiąclecia
- Osiedle Warmińskie
- Osiedle Wazów
- Osiedle Winnica
- Osiedle Wygoda
- Osiedle Zacisze
- Osiedle Zastalowskie
- Osiedle Zdrojowe
- Osiedle Źródlane
- Osiedle Złote Piaski

Dnia 1 stycznia 2015 roku miasto powiększyło się o obszar gminy Zielona Góra. W wyniku połączenia, na terenie dawnej gminy utworzono dzielnicę Nowe Miasto, która od 2 stycznia 2015 funkcjonuje jako część administracyjna Zielonej Góry. W jej skład wchodzą dawne miejscowości gminy Zielona Góra.
| Dzielnice o statusie sołectwa: - Barcikowice - Drzonków - Jany - Jarogniewice - Jeleniów - Kiełpin - Krępa - Łężyca - Osiedle Czarkowo - Ługowo - Nowy Kisielin - Ochla - Osiedle Dworskie - Osiedle Ostoja - Przylep - Osiedle Zachodnie - Racula - Osiedle Eden - Stary Kisielin - Sucha - Osiedle Złote Piaski - Zatonie - Zawada | Części dzielnicy niemające statusu sołectwa: - Barcikowiczki - Krępa Mała - Marzęcin - Przydroże - Stożne |  |

## Współpraca międzynarodowa

### Miasta partnerskie

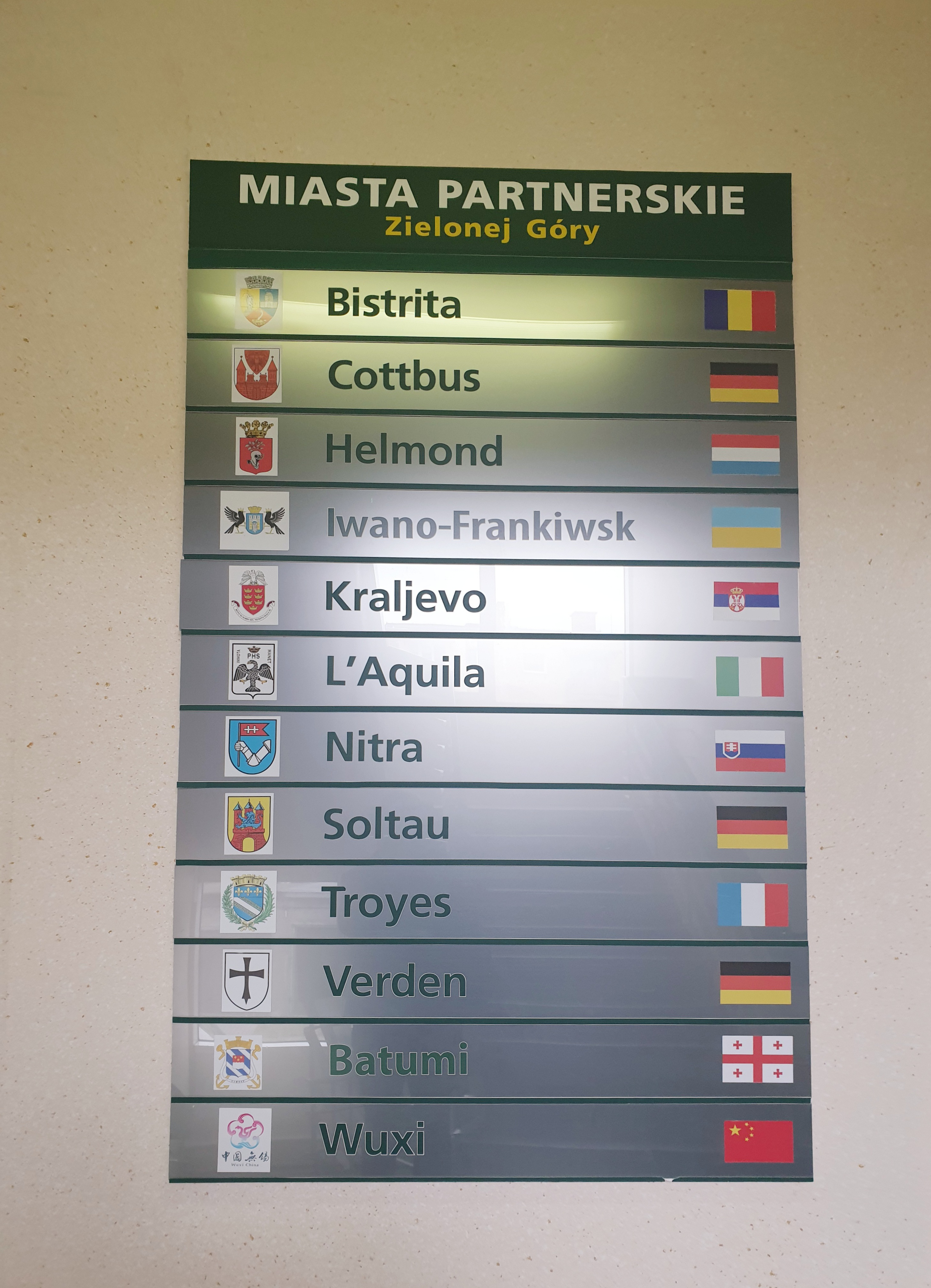
Tablica informacyjna w Urzędzie Miasta: miasta partnerskie Zielonej Góry. Stan na kwiecień 2022

| Miasto          | Kraj                        | Data podpisania umowy |
| --------------- | --------------------------- | --------------------- |
| Troyes          | Francja                     | 6 czerwca 1970        |
| Nitra           | Słowacja                    | 18 września 1992      |
| Chociebuż       | Niemcy                      | 24 stycznia 1992      |
| Verden (Aller)  | Niemcy                      | 15 sierpnia 1993      |
| Helmond         | Holandia                    | 27 września 1996      |
| L’Aquila        | Włochy                      | 16 stycznia 1996      |
| Bystrzyca       | Rumunia                     | 22 lipca 2001         |
| Aurora          | Stany Zjednoczone, Illinois | 2001                  |
| Wuxi            | Chiny                       | październik 2008      |
| Kraljevo        | Serbia                      | 10 września 2009      |
| Żytawa          | Niemcy                      | 2010                  |
| Iwano-Frankiwsk | Ukraina                     | 7 maja 2016           |
| Batumi          | Gruzja                      | 12 października 2021  |
| Soltau          | Niemcy                      | –                     |

## Sąsiednie gminy
Czerwieńsk, Kożuchów, Nowogród Bobrzański, Otyń, Sulechów, Świdnica, Zabór

## Pozostałe informacje
- od 2014 w Zielonej Górze funkcjonuje program Karta Zielonogórskiej Rodziny – ZGrana Rodzina[264].
- od 2020 w mieście funkcjonuje Zielonogórska Karta Turysty[265].